# Virreinato de Nueva España
El virreinato de Nueva España o reino de la Nueva España (en náhuatl: Yankwik Kaxtillan Birreiyotl, lit. Virreinato de la Nueva Castilla) fue una entidad territorial integrante del Imperio español, establecida en gran parte de América del Norte por la Monarquía Hispánica como territorios de ultramar (reinos de Indias), entre los siglos XVI y XIX durante la colonización española de América. Se originó tras la caída de México-Tenochtitlan, acontecimiento principal de la conquista, la que propiamente no concluyó sino hasta mucho después, pues su territorio siguió creciendo hacia el norte.
La creación del virreinato está documentada en fecha de 8 de marzo de 1535. Su primer virrey fue Antonio de Mendoza y Pacheco, y la capital del virreinato fue la Ciudad de México, establecida sobre la antigua México-Tenochtitlan. Abarcó una superficie enorme que comprendió los territorios de España en América del Norte, América Central, Asia y Oceanía.
Incluyó lo que actualmente es México, más los actuales estados estadounidenses de California, Nevada, Colorado, Utah, Nuevo México, Arizona, Texas, Oregón, Washington, Florida y partes de Idaho, Montana, Wyoming, Kansas, Oklahoma y Luisiana, por parte de los actuales Estados Unidos; así como la parte suroeste de la Columbia Británica del actual Canadá; más la capitanía general de Guatemala (que incluía los actuales países de Guatemala, el estado de Chiapas, Belice, Costa Rica, El Salvador, Honduras, Nicaragua); más la Capitanía General de Santo Domingo (actuales Cuba, República Dominicana, Puerto Rico, Trinidad y Tobago y Guadalupe); la provincia de Venezuela, la actual provincia de Bocas del Toro en Panamá y así como, finalmente, la capitanía general de Filipinas, (comprendiendo las Filipinas, las islas Carolinas y las islas Marianas, en el océano Pacífico, en Asia y Oceanía). Desde 1626 hasta 1642 los españoles se establecieron en el norte de la isla de Taiwán (llamada por los portugueses Formosa; «Hermosa» en castellano).
La organización política dividía el virreinato en reinos y capitanías generales. Los reinos fueron: México Temixtitan (1527), Nueva Galicia (1530), Guatemala (1540), Nueva Vizcaya (1562), Nuevo León (1569), Nuevo México (1598), Nueva Extremadura (1674) y Nuevo Santander (1746). Además, hubo cinco capitanías generales: Santo Domingo (1535), Yucatán (1565), Filipinas (1574), Puerto Rico (1582) y Cuba (1777).  Estas subdivisiones territoriales tenían un gobernador y capitán general (que en la Nueva España era el propio virrey, quien añadía este título a sus otras dignidades). En Guatemala, Santo Domingo y la Nueva Galicia, estos funcionarios eran llamados presidentes gobernadores, dado que encabezaban reales audiencias. Por esta razón, estas audiencias eran consideradas como «pretoriales».
Existieron dos señoríos. El más importante fue el marquesado del Valle de Oaxaca, propiedad de Hernán Cortés y sus descendientes que incluía un conjunto de vastos territorios donde los marqueses tenían jurisdicción civil y criminal, y derecho a conceder tierras, aguas y bosques y dentro del cual se hallaban sus principales posesiones (estancias de ganado, labores agrícolas, ingenios azucareros, batanes y astilleros). El otro señorío fue el ducado de Atlixco, otorgado en 1708, por el rey Felipe V a José Sarmiento de Valladares, exvirrey de Nueva España y casado con la condesa de Moctezuma, con jurisdicción civil y criminal sobre Atlixco, Tepeaca, Guachinango, Ixtepeji y Tula de Allende.
El rey Carlos III introdujo reformas en la organización del virreinato en 1786, conocidas como reformas borbónicas en Nueva España, en las que se creaban las intendencias, que permitieron limitar, en cierta forma, las atribuciones del virrey. Desde principios del siglo XIX, el virreinato cayó en crisis (agravada por la guerra contra las tropas francesas en la Península) y su consecuencia directa fue la crisis política en México de 1808 que acabó con el gobierno de José de Iturrigaray y, más adelante, dio pie a la Conjura de Valladolid y la conspiración de Querétaro. Esta última fue el antecedente directo de la independencia de México, la que, al consumarse en 1821, desintegró el virreinato y dio paso al Primer Imperio mexicano, en el que finalmente se coronaría Agustín de Iturbide.

## Territorios

Nueva España después del Tratado de Adams-Onís de 1819.

### Capitanía general de Guatemala
La capitanía general de Guatemala fue la segunda en importancia del virreinato y fue fundada por orden de Carlos I en 1536. Hacia 1609, la Real Audiencia dictaminó que el virrey de Nueva España no debería ser, en ningún caso, el gobernador de Guatemala. Esto supuso un gran avance en la autonomía de la región.
La primera capital de la capitanía fue Antigua Guatemala. En 1773 una serie de terremotos provocan el cambio de la capital, por lo que el nuevo emplazamiento destinado para albergar la sede de la capitanía fue Nueva Guatemala de la Asunción. La promulgación de la Constitución de Cádiz abre en la Capitanía una nueva etapa de liberalismo, con lo que lograron aún más libertad e independencia del resto de España.
En 1821 se proclama la independencia, y dos años más tarde las cinco provincias —provincia de Ciudad Real de Chiapas, provincia de Guatemala, provincia de San Salvador, provincia de Comayagua y provincia de Nicaragua y Costa Rica— se erigen en las provincias Unidas de Centroamérica, tras la caída de Agustín I como emperador de México. Sin embargo, Chiapas se incorpora a la naciente República Mexicana, mientras que las otras provincias formaron la República Federal de Centroamérica.

### Capitanía general de Yucatán
La capitanía general de Yucatán fue una gobernación y zona administrativa perteneciente a Castilla, creada en 1565, que estaba bajo la dependencia directa del rey para asuntos militares y de gobierno. Sin embargo, al no contar con audiencia real, debía acudir a la real audiencia de México en el virreinato de Nueva España para solventar los asuntos jurídicos.
El virrey de la Nueva España también podía nombrar gobernadores interinos en la provincia de Yucatán, mientras que el rey nombraba el suyo. La provincia y capitanía general de Yucatán abarcaba los actuales territorios mexicanos de Campeche, Quintana Roo, Tabasco, Yucatán, a la vez que nominalmente le correspondían los territorios del norte del Petén y el actual Belice.
Esta capitanía general fue creada a partir de las conquistas capitaneadas por Francisco de Montejo el Adelantado, que junto con su hijo y sobrino, homónimos, dominaron a los grupos mayas que habitaban la península de Yucatán a su llegada en los albores del siglo XVI. Estos grupos, que presentaron aguerrida defensa de su territorio, eran los descendientes de los que integraron la coalición de estados que había sido formada y disuelta tiempo antes de la llegada de los españoles, y que se había denominado Liga de Mayapán.
La conquista de Yucatán fue la más tardía de las que finalmente integraron el virreinato de la Nueva España, toda vez que los últimos reductos mayas no fueron dominados íntegramente hasta el año de 1697 —es decir, más de siglo y medio después de la conquista de México—, con la conquista de Tayasal.

## Historia

### Conquista de México

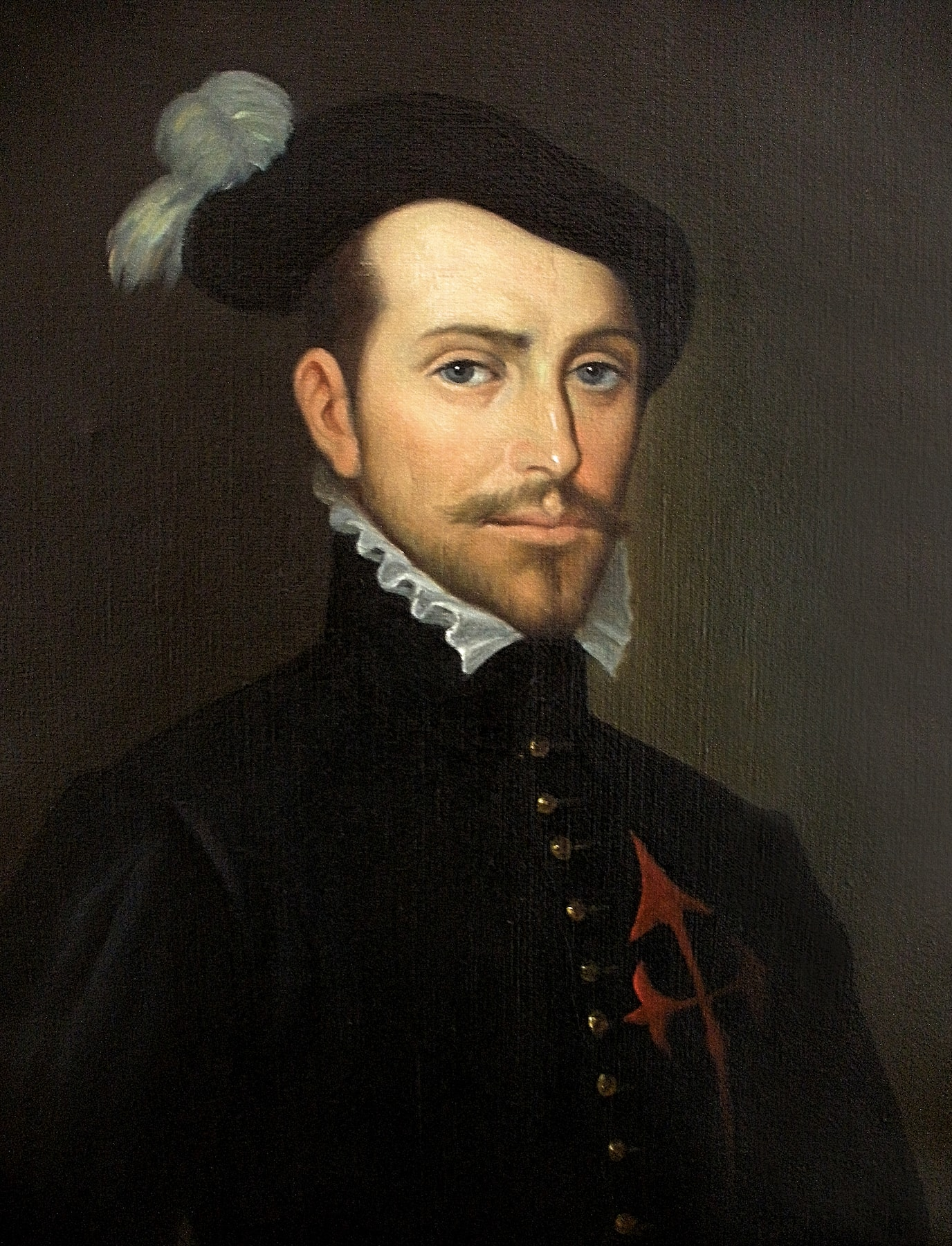
Nacido hacia 1485 en Medellín, Extremadura, Hernán Cortés llegó a México como aventurero dirigiendo la expedición enviada por Velázquez de Cuellar, su cuñado. El conquistador fue sancionado por Pánfilo de Narváez, a quien derrotó en Veracruz. Fundador del virreinato de Nueva España, tuvo un hijo con La Malinche, su intérprete indígena, Martín Cortés, quien años más tarde se levantaría contra la Corona. Murió el 2 de diciembre de 1547, en la pobreza tras haber sido acusado de conspiración contra el rey.

Tras la conquista del reino nazarí de Granada en 1492, Fernando II de Aragón e Isabel I de Castilla, unidos en matrimonio, financiaron la expedición de Cristóbal Colón, quien arribó el 12 de octubre a la isla Guanahani, a la que rebautizó como «San Salvador». Colón creyó cumplir con su ansiada meta de llegar a las Indias de las especias navegando por la mar océano. Los españoles continuaron explorando el Nuevo Mundo, y en 1517, Francisco Hernández de Córdoba llegó a la costa de Yucatán. Después de dos enfrentamientos con los mayas, Hernández de Córdoba fue herido y pereció a su regreso a Cuba.

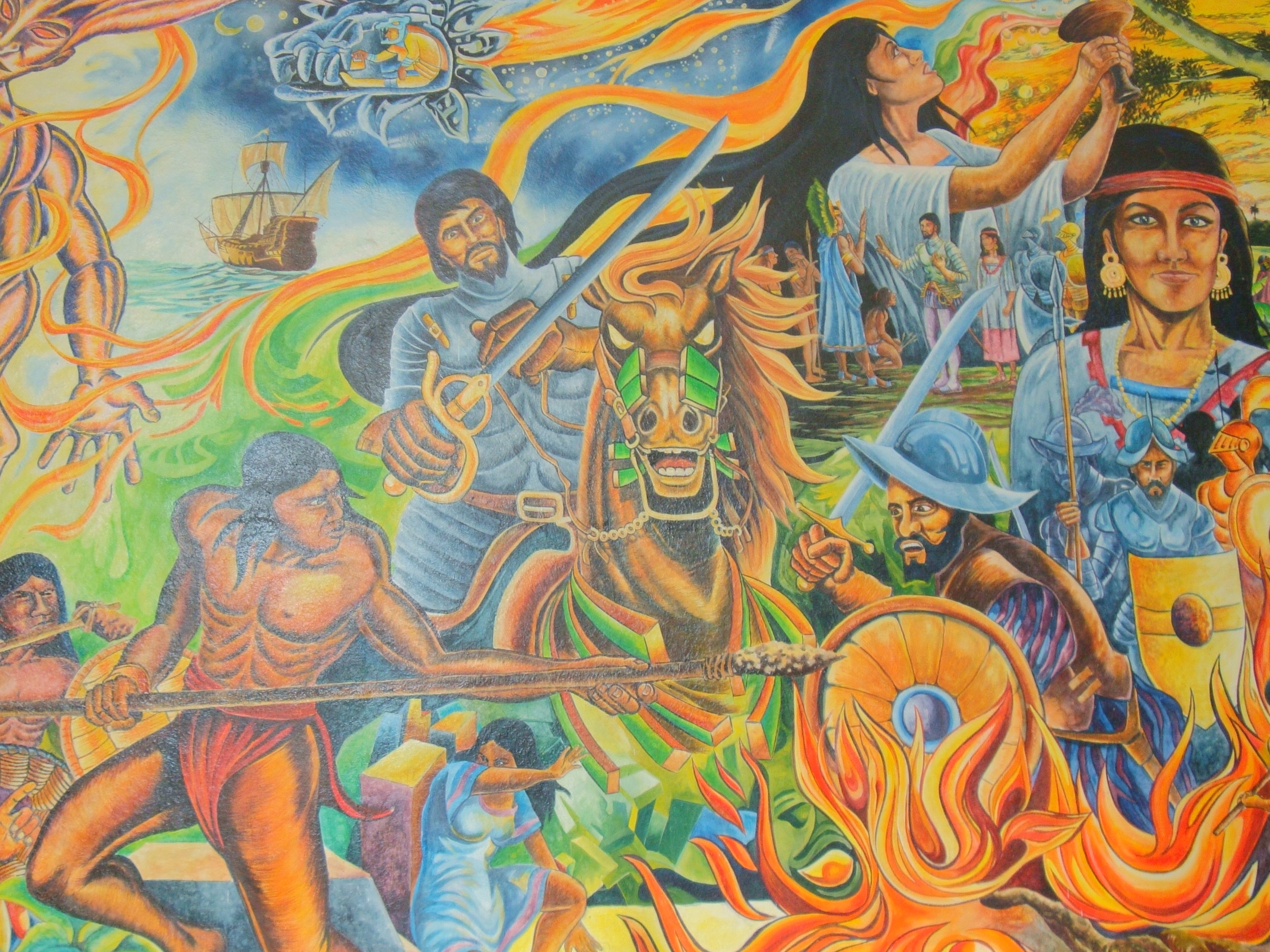
Mural que representa la batalla de Centla (Tabasco) en 1519.

En 1518 Juan de Grijalva llegó a Campeche y Tabasco. En este último lugar se entrevistó con el cacique o gobernador maya Tabscoob y escuchó acerca de una ciudad poderosa, capital del imperio más grande de Mesoamérica, la Gran Tenochtitlan, culminando su viaje en Veracruz. En 1519, bajo la designación de Diego Velázquez de Cuéllar, gobernador de Cuba (llamada entonces Fernandina, en honor al rey de Aragón), Hernán Cortés zarpó y llegó a territorios recién descubiertos en febrero.
En marzo arribó a Tabasco en donde derrotó a los indígenas en la batalla de Centla, fundando la villa de Santa María de la Victoria que sería la primera población española en la Nueva España. Es aquí donde le es obsequiada Malintzin, que sería su gran traductora y pieza clave en la conquista. Continuó su viaje y fundó La Villa Rica de la Veracruz en territorio azteca, primera villa europea institucionalizada en el Nuevo Mundo. El 8 de noviembre, Cortés llegó a México-Tenochtitlan.
Varias premoniciones en años anteriores hicieron creer a Moctezuma Xocoyotzin, soberano azteca o tlatoani, que el fin de su imperio estaba cerca. Una antigua profecía rezaba que Quetzalcóatl, fundador de su imperio, volvería bajo la apariencia de un hombre blanco y barbado. Por ello, al ver a Cortés, creyó que la profecía se había cumplido y le hospedó en su palacio, construido por Axayácatl. Los españoles decidieron aprovechar la situación para obtener riquezas e influencia dentro de la corte azteca.

En junio de 1520, los españoles detuvieron a Moctezuma, provocando disturbios en la población. Cortés ordenó a Moctezuma salir a calmar a sus súbditos, quienes en lugar de obedecer a su monarca, comenzaron a apedrearlo. El emperador murió pocos días después. Cuitláhuac, hermano de Moctezuma y señor de Iztapalapa fue elegido tlatoani de Tenochtitlan y en respuesta a la Matanza del Templo Mayor, decidió lanzar al pueblo contra los españoles el 30 de junio. Las estrategias indígenas con la ayuda de los tlatelolcas lograron echar de la ciudad a los conquistadores, que en el acto perdieron cerca de mil soldados y varios caudales de dinero y oro. Se dice que Cortés lloró derrotado al pie de un ahuehuete, por lo que se le conoce a este hecho como Noche Triste.

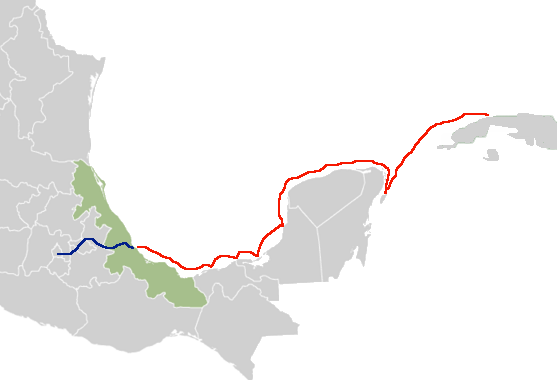
Campaña de Cortés, desde Veracruz hasta México Tenochtitlan (1519-1521).

Durante su trayecto a la Gran Tenochtitlán, Cortés había logrado las alianzas de pueblos subyugados por los aztecas, como Tlaxcala y Chalco. Viéndose derrotado, reunió sus fuerzas con la de sus aliados, y en enero de 1521, tras más de seis meses de su derrota, Cortés comenzó la marcha hacia la ciudad que le vio vencido en la Noche Triste.
Los aztecas eran ahora gobernados por Cuauhtémoc, pues Cuitláhuac había fallecido en noviembre, víctima de viruela, enfermedad de la que eran portadores algunos españoles y ante la cual muchos indígenas eran muy vulnerables. En marzo, Cortés comenzó el sitio de la ciudad, a la que cortó el agua y los recursos básicos de sanidad, comunicación y comercio.
A pesar de sus alianzas con Tetzcuco y Tlacopan, la ciudad debió rendirse el 13 de agosto, marcando así el inicio del dominio español. Cuauhtémoc, caudillo azteca, intentó escapar en balsa por el Lago de Texcoco, pero fue arrestado. Encarcelado en Coyoacán, le fueron quemados los pies para que confesara la ubicación de su tesoro. Tras negarse, fue llevado a una expedición en Centroamérica, en 1525. Las sospechas de conspiración le condenaron a muerte, ejecutada en la horca el 28 de febrero de 1525.

### Fundación

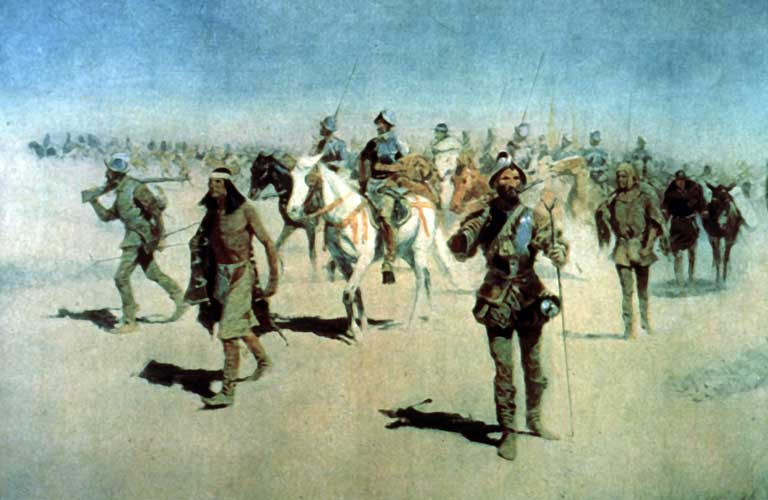
«Vázquez de Coronado en camino al norte» (1540), por Frederic Remington, 1905.

La locución «Nueva España» fue acuñada por el propio Hernán Cortés, quien le propuso al emperador Carlos V en su carta de relación de 1520 llamar a toda aquella tierra «la nueva España del mar Océano», por su similitud con España en su fertilidad, tamaño y clima.
Tras las acciones militares, sometida mediante las armas, la capital mexica y en marcha el resto del centro de México, Hernán Cortés ordenó la demolición de México-Tenochtitlan y la edificación de la nueva capital en sus restos, disponiendo al arquitecto Alonso García Bravo el trazado al estilo español. Los españoles hicieron de Ciudad de México la capital de una construcción que denominaron Nueva España, comprendiendo dentro de ella a todos los señoríos aliados o sometidos por las huestes de Cortés.
La primera sociedad novohispana se constituyó en torno al círculo superior de capitanes de la expedición, con Hernán Cortés como capitán general de los territorios recién conquistados, quienes organizaron más expediciones para controlar territorios. El sistema económico occidental fue implantándose gradualmente, incluyendo prácticas agrícolas, comerciales y financieras, si bien muchas estructuras prehispánicas continuaron prácticamente intactas como la movilidad de las mercancías, las estructuras de tributación y algunos poderes locales.
Los indígenas, mayoritarios siempre en la sociedad, tras ser sometidos por la vía militar o reconocido el vasallaje español eran reunidos en pueblos o repúblicas de indios, que fueron constituidos ya fuera por hacerlos a la usanza occidental en poblaciones importantes y dejando a los mismos gobernadores o por congregaciones, hechas por poblaciones de varios pueblos dispersos en uno solo o bien, como trabajadores en las primeras encomiendas y obrajes. Un punto esencial es que, a partir de este proceso, se vivió un colapso demográfico de las sociedades indígenas, muriendo por cientos a causa de la explotación y las epidemias, alcanzando un punto crítico a la mitad del siglo XVI. Dichas congregaciones tuvieron entre sus fines la evangelización de los indígenas, un proceso que fue primordial en la política española del siglo XVI y realizado por las principales órdenes religiosas.

### Misioneros católicos

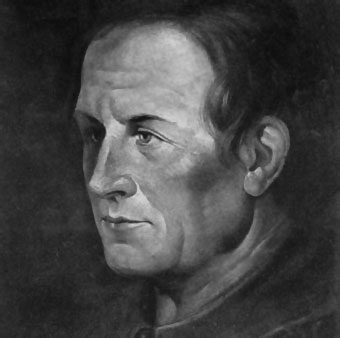
Nacido en Trento, cuna del concilio de la Contrarreforma, Eusebio Kino adoptó su segundo nombre en honor a Francisco de Asís, a quien admiraba. Llegó a la Nueva España en 1682 y se dedicó a difundir el cristianismo. Fundó misiones en Sonora y Arizona, y la mayor de ellas lleva su nombre. Murió en 1711.

En el siglo XVI, los españoles al mando de Hernán Cortés conquistaron a los mexicas y se hicieron de sus propiedades. La labor misionera de la Iglesia Católica se inició con el arribo de las órdenes mendicantes: franciscanos, dominicos y agustinos, quienes evangelizaron partiendo de Anáhuac hacia fuera las localidades más pobladas y creando nuevas en donde eran dispersas. En el transcurso de la segunda década de tal siglo, Cristóbal de Olid, Pedro de Alvarado y Nuño Beltrán de Guzmán en nombre de la Corona de Castilla conquistaron gran parte del territorio mexicano, salvo el norte del país, donde las tribus chichimecas perduraron hasta principios del siglo XVII, cuando fueron casi exterminadas. En ese mismo siglo, la labor de los frailes llegados a Nueva España permitió extender los núcleos poblacionales a Nuevo León, donde se fundaron Cerralvo, Cadereyta y Sabinas Hidalgo.
En ese mismo período, la labor de los franciscanos hizo posible la fundación de Paso del Norte, en 1682. Carlos de Sigüenza y Góngora, intelectual y geógrafo novohispano, se dedicó a tareas de cartografía en las Nuevas Filipinas (Texas) y en el puerto de Panzacola, donde se edificó el fuerte de San Carlos para defender la localidad de ataques piratas.
La Compañía de Jesús sustituyó paulatinamente la labor de los franciscanos, pero la amplió en el aspecto cultural y educativo. Eusebio Francisco Kino fue un misionero nacido en Trento, Italia, y llegado a la Nueva España alrededor de 1680. Sus misiones se difundieron por Sonora y Arizona, pero su mayor obra fue haber fundado Magdalena de Kino, en el norte del territorio sonorense. Su trabajo de fundación y conocimiento geográfico quedó resumido en la obra del también jesuita Francisco Javier Alegre, Los apostólicos afanes, dedicada al papa Benedicto XIV, y que fue publicada en Roma en 1749.
La labor de Kino inspiró a otros jesuitas para continuar la obra de fundación, ya entrado el siglo XVIII, con la fundación de San Antonio de Béjar y la bahía del Espíritu Santo, ambas en Texas. Pero en 1767, Carlos III expulsó a los jesuitas de sus dominios por atentar contra las doctrinas de la Iglesia y del rey, y sus antiguas misiones pasaron a ser de los dominicos, quienes las extendieron hasta Paraguay y Ecuador. Junípero Serra, natural de las islas Baleares, fundó en Alta California las misiones de San Diego de Alcalá, San Carlos Borromeo de Carmelo, San Gabriel Arcángel, San Luis Obispo de Tolosa, San Francisco de Asís y San Juan Capistrano, entre otras. El italiano Peri recibió mandato de Pío VI para evangelizar las tierras de Chihuahua, donde fundó en 1798 la misión de San Luis Rey. La labor de evangelización y población no se detuvo hasta 1830, cuando el virreinato no existía y ya habían logrado su independencia muchos de los países que lo integraban.

### Colonización y conquista de las Filipinas

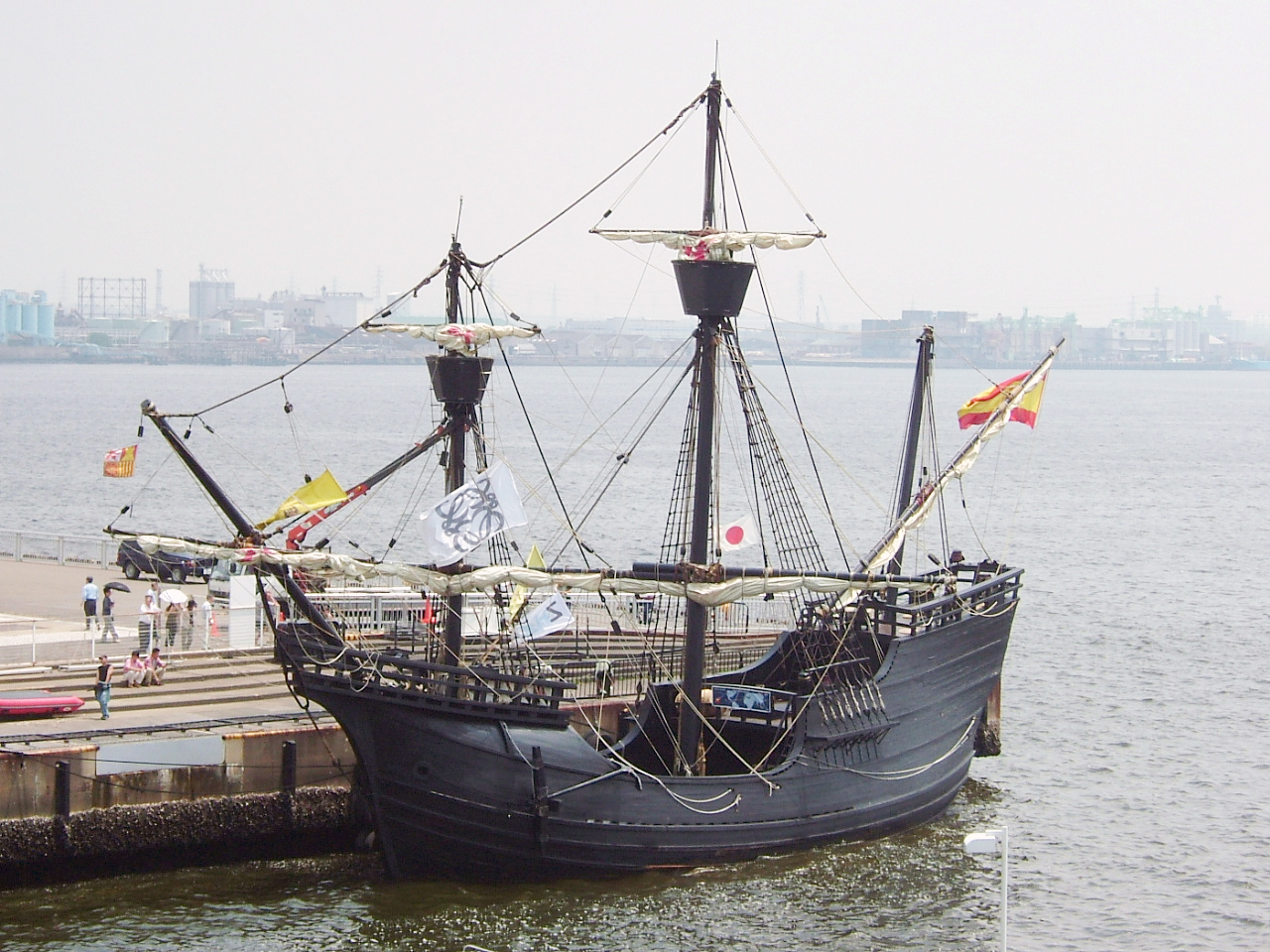
Réplica moderna de la nao Victoria, en la que Magallanes navegó a Filipinas

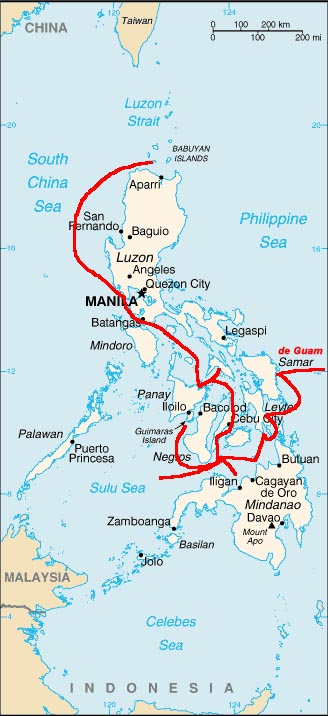
Itinerario seguido por la expedición de Miguel López de Legazpi en el archipiélago filipino

En la época virreinal de 1521, el navegante Fernando de Magallanes al servicio de España llegó al archipiélago filipino y tomó posesión jurídica de las islas, bajo el trono español, pero sin dejar un solo soldado o español cualquiera en las islas que valiera la colonización de España. Aunque se sabía que los indígenas eran sumamente dóciles y además se quería arrebatar el poder de Portugal en las Indias Orientales, Hernán Cortés envió tres barcos rumbo a Asia, que zarparon de Zihuatanejo en 1527. En el camino, dos de ellos naufragaron y el tercero llegó, pero no regresó por no haber encontrado la corriente del retorno. Después en 1541, López de Villalobos fue enviado por el virrey Antonio de Mendoza para encabezar una expedición hacia las Indias Orientales en busca de nuevas rutas comerciales. Su expedición partió de Puerto de Navidad en 1542 a bordo de cuatro carabelas.
En 1543 la flota tocó la costa sur de la isla de Luzón (Filipinas), donde exploraron la costa e hicieron contacto con los indígenas del archipiélago. De allí partieron más al oriente hasta alcanzar la isla de Leyte y las nombraron islas Filipinas en honor al rey Felipe II. A causa del hambre y de un navío que se arruinó por un accidente de navegación, la expedición fue desastrosa y se tuvieron que ir a buscar refugio en las Molucas, dominio portugués, y después de algunas escaramuzas fueron tomados presos. Villalobos murió preso en 1544 en la isla de Amboina. El resto de la tripulación consiguió escapar y regresar a Nueva España, donde contaron las historias al virrey, y así se consideró parte de la Nueva España la Capitanía General de las Filipinas.
El intento de colonización de Filipinas no terminó ahí. El virrey Luis de Velasco encargó a Miguel López de Legazpi hacerse a la mar en una nueva expedición. Zarpó de Puerto de Navidad, Nueva Galicia (actualmente Jalisco) el 21 de noviembre de 1564 y en el viaje conquistó Guaján, las islas de Saavedra/islas de los Pintados (islas Marshall) y las islas Marianas, y tocó Samar el 27 de abril de 1565. También se expandió el dominio español a varios puntos de la isla de Formosa, las Molucas (Tidore) y el norte de Borneo (Sabah). Hábilmente, López de Legazpi evitó hostilizar a los moradores de las islas, que se decía que enseñaban ni más por más las vergüenzas al aire, y no encontró resistencia para explorarlas. Por la escasez de productos, Legazpi se vio forzado a trasladarse de isla en isla y expandió los dominios allí. El movimiento fue fácil, ya que en las islas, al igual que en México, los clanes estaban rivalizados, y Legazpi estableció fácilmente lazos de amistad que le permitieron moverse de isla en isla, levantando al rato los primeros asentamientos españoles: la villa del Santísimo Nombre de Jesús y villa de San Miguel.
La conquista de las Filipinas, nombradas así en honor al rey Felipe II, por Miguel López de Legazpi hizo posible que en 1565 visitara por primera vez tierras novohispanas el Galeón de Filipinas. Con el tiempo esta ruta sería el principal lazo que uniría las posesiones de España en América con sus baluartes en Asia. En ese año, gobernaba Felipe II, en Inglaterra regía Isabel I, se cumplían dieciocho años de la muerte del principal conquistador español, Hernán Cortés, y el jesuita Hernando Menéndez de Avilés fundó las primeras misiones en San Agustín de la Florida.
Uno de los principales sitios donde se almacenaban los bienes traídos de Oriente era Nueva Orleáns, en la costa del golfo de México y que fue conquistada por Andrew Jackson en 1815, coincidiendo con la rebelión independentista en Nueva España. Las rutas fueron establecidas por más de dos siglos. Sin embargo, los caminos del Oriente al puerto de Acapulco, donde solían descargar las mercancías, estaban plagados de riesgos, enfermedades y ataques piratas de Australia. Los productos manejados eran seda, especias, y oro. La ruta era la forma de enlazar el comercio interno de las posesiones de ultramar de España, pero a la vez se transmitían ideas liberales a los virreinatos de América, pues en Filipinas había mayor libertad de expresión. El último galeón llegó a México en 1813, pocos días antes de la toma del puerto a manos de José María Morelos.

### SigloXVII

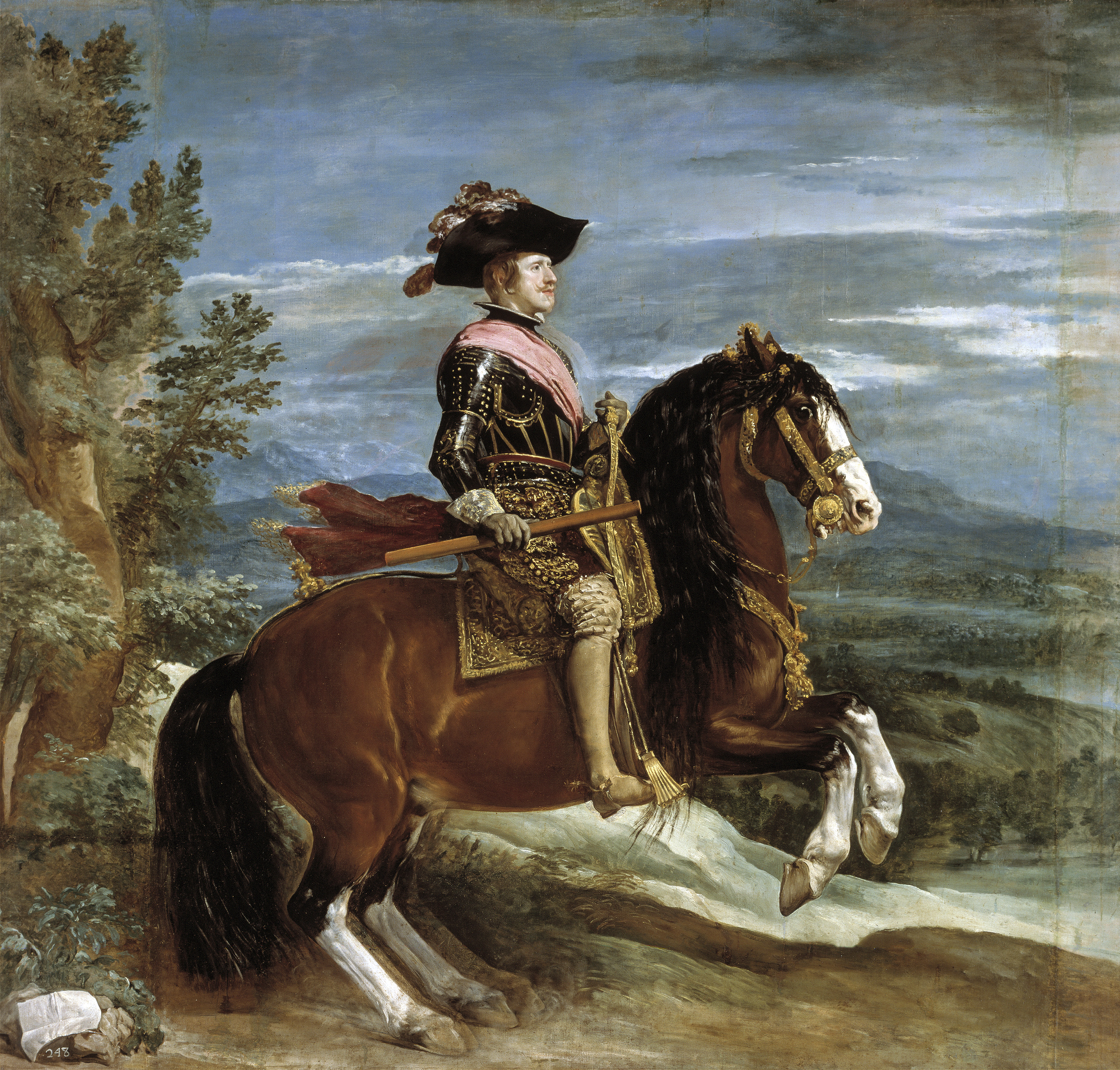
Felipe IV, que gobernó los reinos españoles durante su decadencia política, pero que vivió la máxima expresión artística de sus territorios administrados. En su tiempo obtuvo el reinado más poderoso del mundo. Fue sucedido en 1665 por su enfermizo hijo, Carlos II, quien sería el último miembro de la Casa de Austria en gobernar España.

Este siglo fue el de la mayor expansión novohispana, al contrario de lo sucedido en la metrópoli, que entró en decadencia. En 1598, Felipe II murió, dejando como heredero a su hijo Felipe III, quien entregó el gobierno a ministros como el duque de Lerma y el duque de Uceda, quienes no supieron manejar el gobierno y metieron a España en guerras por defender la religión católica, o como bajo Felipe IV durante la guerra de los Treinta Años, en la que España perdió sus posesiones en Holanda, mediante la Paz de Westfalia (1648).
La política de Felipe III fue continuada por su hijo Felipe IV, que reinó de 1621 a 1665. Durante su reinado se dio el llamado Siglo de Oro español, con exponentes como Luis de Góngora y Lope de Vega en la literatura; y Diego Velázquez y Bartolomé Esteban Murillo en la pintura. Carlos II sucedió a su padre en 1665 y gobernó diez años bajo la regencia de su madre, Mariana de Austria, quien se rodeó de ministros extranjeros y casó a su hijo en dos ocasiones (con María Luisa de Orleans en 1679 y Mariana de Neoburgo en 1689) pero el monarca no consiguió descendencia. Al morir en 1700, el rey nombró como su sucesor a Felipe de Anjou, nieto del rey francés Luis XIV. Sin embargo, el emperador del Sacro Imperio Romano, Leopoldo I, se negó a aceptar dicho acuerdo y comenzó la guerra de sucesión española, en la que triunfó el heredero francés, pero el conflicto mermó seriamente las finanzas novohispanas.

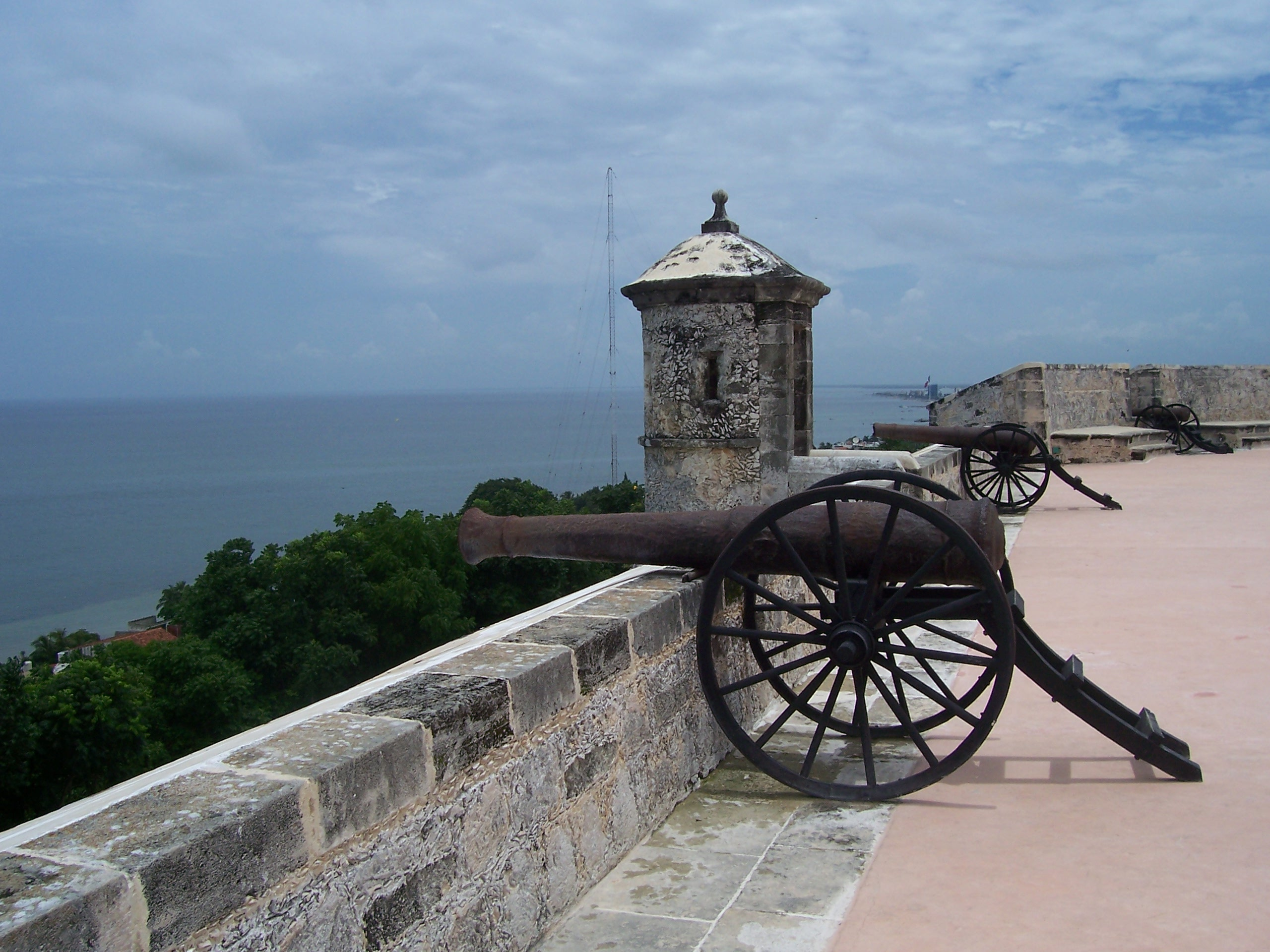
Fuerte de Campeche, construido para evitar ataques de piratas. Sin embargo, en mayo de 1683 el pirata neerlandés Laurens de Graff saqueó durante varios días la ciudad.

Los virreyes de Nueva España vivieron su apogeo en esta época. En 1611, Luis de Velasco, otrora virrey del Perú, envió a una delegación a visitar tierras japonesas y establecer contactos comerciales con aquella nación, y así nació la Nao de China, que durante trescientos años desembarcaba en Acapulco las mercancías provenientes de territorios orientales. El marqués de Cerralbo, Rodrigo Pacheco y Osorio, fue acusado de corrupción y de ineficacia en el gobierno, pues en su mandato el puerto de Veracruz fue saqueado por piratas holandeses perdiéndose en el acto gran parte de los caudales reales. Además, al salir del cargo llevó consigo más de trescientos mil pesos oro, y una perla con diamantes incrustados que regaló al rey.
Otros virreyes que sufrieron el ataque de corsarios ingleses y holandeses fueron el virrey Armendáriz, quien organizó la armada de Barlovento para detener ataques de filibusteros ingleses a las costas novohispanas y el conde de Salvatierra, García Sarmiento de Sotomayor, quien ordenó proteger las costas de California y con ello librar de asaltos las naves procedentes de China. Hacia 1649 la cantidad de conventos en la capital había crecido a tal extremo, que los habitantes se vieron en la necesidad de mandar una carta al rey Felipe IV pidiendo ya no se instaurasen más centros en la capital, pues guardaban desproporción con el número de habitantes, pero el rey se negó a responder. En mayo de ese mismo año, se efectuó el auto de fe más grande registrado por los anales de la Inquisición mexicana, fueron los penitenciados, 109, de los cuales 13 fueron relajados en persona, es decir murieron en la hoguera.
El siglo XVII se caracterizó en Nueva España por una época de paz constante, que solo se veía interrumpida cuando los indios se levantaban en armas; los más conocidos de estos caciques fueron Gaspar Yanga, jefe de la rebelión indígena de 1609, y Jacinto Canek, quien se levantó en armas en 1770 contra la Corona en Yucatán. Las incursiones de piratas en ciudades portuarias fueron muy frecuentes: en 1678 penetraron en Campeche y fueron detenidos en Alvarado, y el 15 de mayo de 1683, el corsario Lorencillo tomó Veracruz. La expansión experimentó pocos cambios durante este siglo, el más importante fue la fundación de la villa de Albuquerque en el norte. Tras conocerse el nacimiento del príncipe Felipe Próspero de Austria en 1657, el virrey envió una dotación de doscientos cincuenta mil pesos oro anuales durante un plazo de quince años, lo que terminó al morir el príncipe en 1661. Durante el gobierno del virrey Gaspar de la Cerda y Mendoza, conde de Galve, la armada de Barlovento recorrió Tejas para sacar de su territorio a los franceses, idéntico a lo sucedido en Santo Domingo.

### SigloXVIII

Escudo de Felipe V de España, primer rey proveniente de la Casa de Borbón francesa y nieto de Luis XIV de Francia.

El siglo comenzó con el ascenso de la Casa de Borbón al trono español, llevando a Felipe V como primer rey de los Borbones españoles. La guerra de sucesión española, derivada del nombramiento del duque de Anjou como heredero a la corona, estalló en España y Europa. En 1713 la Paz de Utrecht puso fin al conflicto, pero obligó a España a ceder Gibraltar a la Corona británica. Felipe V abdicó en 1724 en favor de su hijo Luis I, quien murió en agosto del mismo año. El rey debió regresar al trono hasta su muerte en 1746, siendo sucedido por su hijo Fernando VI, quien murió sin descendencia en 1759 y como rey fue proclamado su hermano Carlos III. Este rey ejecutaría las reformas propias del Despotismo ilustrado, que gran efecto tuvieron en Nueva España.

Imperios español y portugués en 1790

La piratería había decaído, y muchos de los hombres que trabajaron en aquella actividad pasaron a engrosar las filas de la marina británica, que hacia 1670 había consolidado su poder. Fernando VI preveía ataques a las costas españolas, por lo que en su mandato aumentó la flota. La educación aumentó sobremanera bajo el reinado de los Borbón, de clara influencia francesa.
Desde el primer colegio, fundado por Pedro de Gante en 1534, el tema de la enseñanza pública se había estancado. Salvo por la fundación de la Real y Pontificia Universidad de San Ildefonso (1553) y el Colegio Real de Zacatecas (1616), los virreyes no se preocuparon por el tema educativo. Es hasta 1773, cuando se funda la Real Academia de Bellas Artes, y en 1783 el Colegio de Minería, donde estudió el químico Andrés Manuel del Río. La difusión cultural hizo posible que en 1693 se publicara el primer diario de la Nueva España, El mercurio volante, y a partir de 1728 se editó La Gaceta de México.
En el territorio de los purépechas, Vasco de Quiroga comenzó la evangelización de los indígenas y fundó en 1540 el Colegio de San Nicolás Obispo, donde se formaron muchos sacerdotes y profesionistas durante los siglos del virreinato y más adelante, como Miguel Hidalgo. La astronomía también se desarrolló, en la figura de Carlos de Sigüenza y Góngora y José Antonio Alzate. Mientras tanto, el teatro novohispano fue parte importante del Siglo de Oro español, con exponentes como Sor Juana Inés de la Cruz y Juan Ruiz de Alarcón. Asimismo, en 1806 se representó por primera vez en América la obra El barbero de Sevilla. Así pues, durante el siglo XVIII, la economía creció con lentitud, pero las artes se desarrollaron en su máximo esplendor.

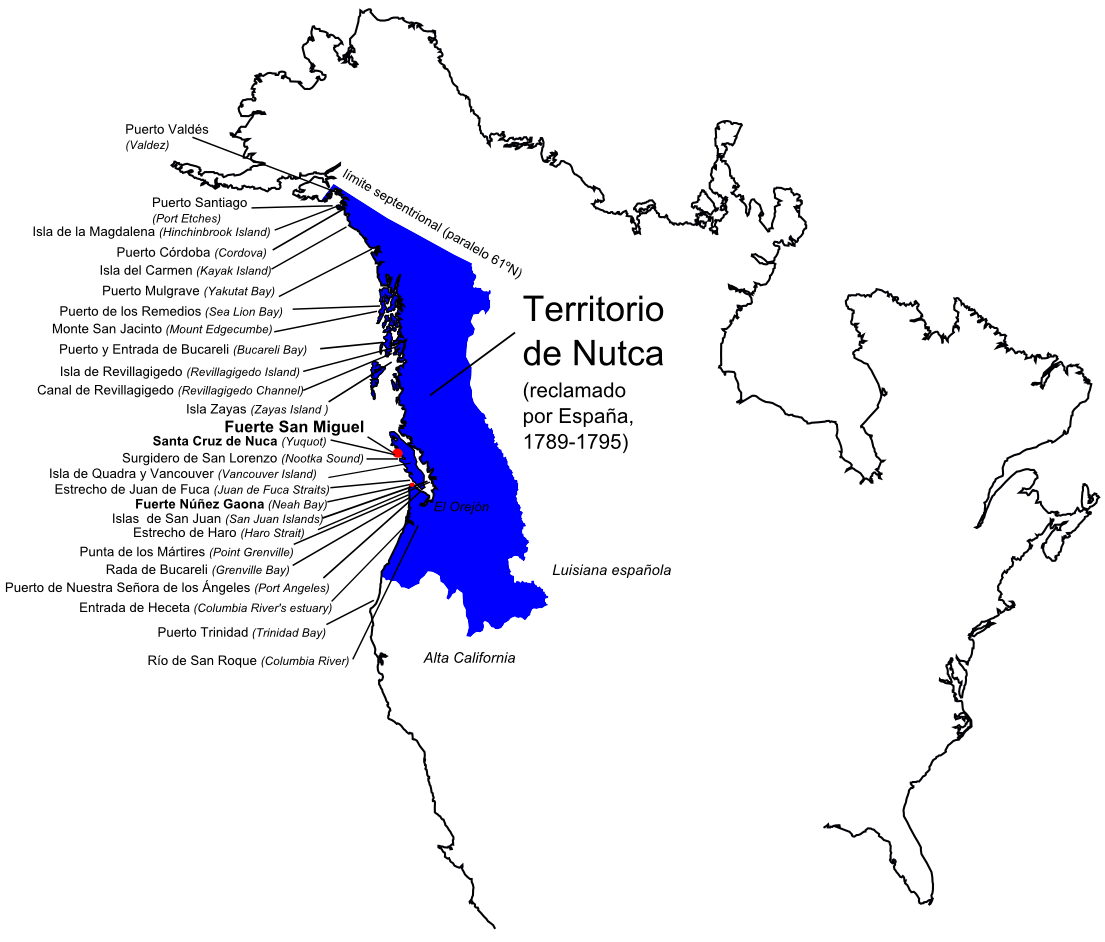
Territorio de Nutca (reclamaciones territoriales de España en la costa oeste de Norteamérica,) y toponimia española

### Reinado de Carlos III

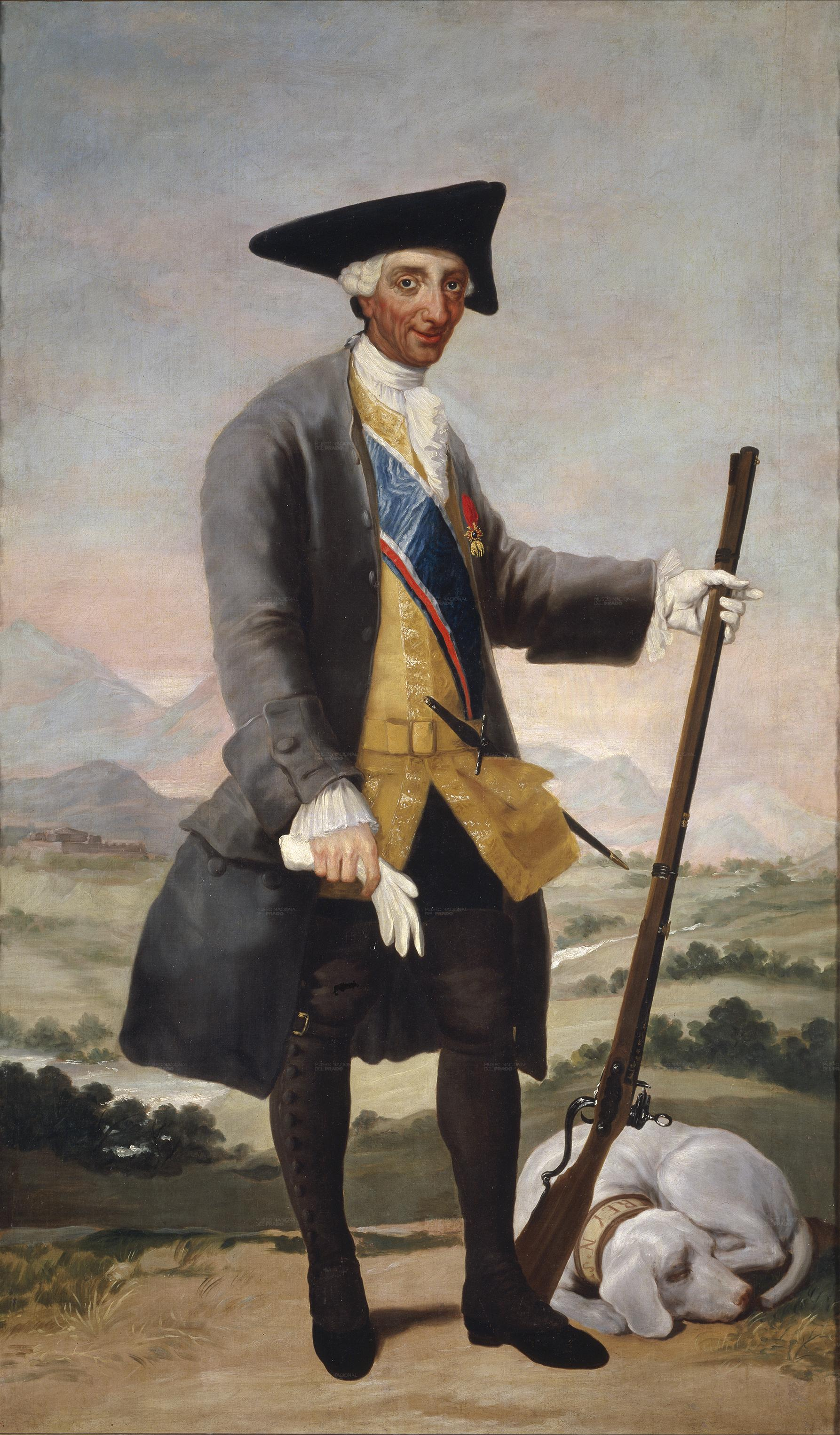
Carlos III en traje de cazador, por Francisco de Goya. Este monarca fue representante del despotismo ilustrado y llevó a cabo serias reformas en España, que afectaron a la Nueva España en el aspecto sociopolítico y económico.

Carlos de Borbón y Farnesio nació en 1716, como hijo de Felipe V y de Isabel de Farnesio. Subió al trono de España en 1759, tras morir sin descendencia su hermanastro Fernando VI. Durante su reinado, aumentó la milicia, se dedicó a construir Madrid y firmó un Pacto de Familia con Luis XV de Francia, lo que motivó la participación de la corona española en la guerra de los Siete Años. La derrota de la alianza hispanofrancesa en la mencionada guerra obligó a España a ceder en el Tratado de París (1763) la Florida, los territorios al oeste del río Misisipi, derechos sobre Honduras y Terranova.
En las colonias británicas de Norteamérica, el monarca envió a Antonio de Ulloa como visitador y embajador. En esa época el virreinato de la Nueva España se extendió enormemente al adquirir la Luisiana española y al recuperar —tras vencer a los ingleses— la Florida española. Este mismo político sirvió en Nueva España como asesor del virrey Bernardo de Gálvez, quien en 1786 realizó la reforma de la administración pública. Esta modificación se convirtió, a la postre, en el legado de Carlos III en Nueva España, pues se determinó la creación de intendencias, dirigidas por españoles, y no por los antiguos caciques indígenas al servicio del virrey, práctica derivada de Cortés.
El rey pretendía disminuir la influencia de los gobernantes mediante la descentralización del poder, y creó las intendencias efectivas a partir del 1 de diciembre de 1786. Otro hecho llevado a cabo por Carlos III fue la expulsión de la Compañía de Jesús de España, el 25 de junio de 1767, como lo habían hecho ya Portugal (1759) y Francia (1764). La explicación brindada por el rey al papa Clemente XIII fue que los jesuitas difundían las ideas de la ilustración y pretendían derrocar a los monarcas; además les atribuía responsabilidad en el motín de Esquilache (1766). El papa aceptó, y siete años más tarde Clemente XIV suprimió la Compañía de Jesús.

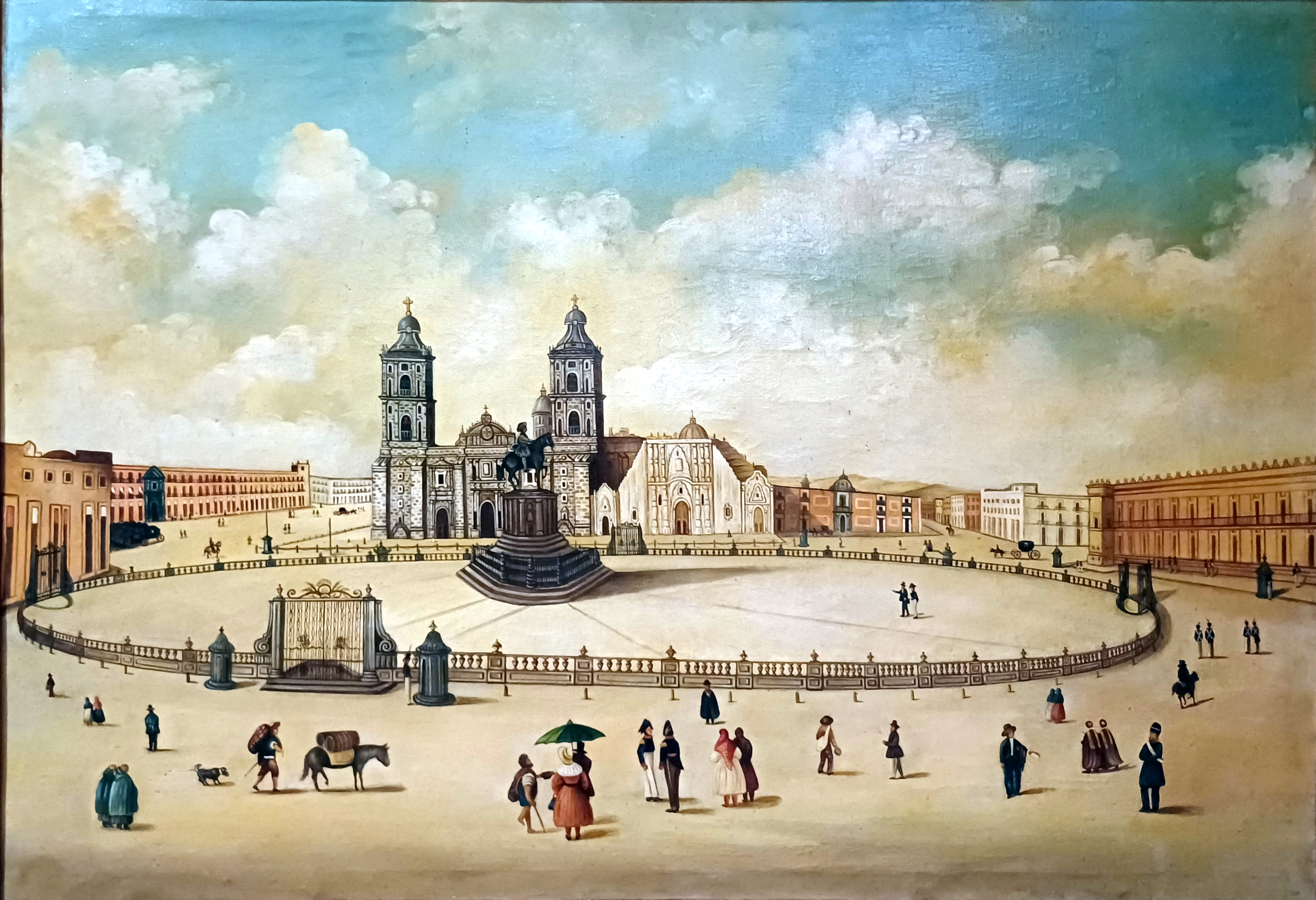
Vista de la Plaza Mayor de Ciudad de México en 1797.

### Independencias y cambios territoriales en Nueva España
Desde 1798 se gestaron rebeliones en contra del dominio español, como la de ese año, conocida como la Rebelión de los machetes, que pretendía asesinar al virrey Miguel José de Azanza y proclamar la independencia. Sin embargo, poco antes de estallar la conjura, los responsables de la misma fueron detenidos.

#### Abolición del virreinato de Nueva España
Los virreinatos quedan abolidos durante la vigencia de la Constitución de Cádiz en 1812 y 1820. La América española queda dividida en veinte provincias con dependencia política directa cada una de ellas de la Península. El desaparecido  virreinato de Nueva España quedó dividido en seis provincias inicialmente y se añaden posteriormente dos: San Luis de Potosí y Nicaragua. El 31 de mayo de 1820, Juan Ruiz de Apodaca restablece por última vez la constitución española en el virreinato de Nueva España.
| Provincias americanas                                  | Capital     |
| ------------------------------------------------------ | ----------- |
| Nueva España (antiguo Reino de México)                 | México      |
| Provincias internas orientales                         | Monterrey   |
| Provincias internas occidentales                       | Durango     |
| San Luis Potosí                                        | Guanajuato  |
| Nueva Galicia                                          | Guadalajara |
| Yucatán                                                | Mérida      |
| Guatemala (Guatemala, San Salvador, Honduras, Chiapas) | Guatemala   |
| Nicaragua (Nicaragua, Costa Rica)                      | León        |

#### México
La inestabilidad de la monarquía española ocurrió durante el gobierno de José de Iturrigaray (1803-1808). Hacia fines de 1807, Napoleón Bonaparte en acuerdo con Godoy y Carlos IV, ocupó España para invadir Portugal. En marzo de 1808, el pueblo español se sublevó y proclamó a Fernando de Borbón, como rey de España. Napoleón a través de las abdicaciones de Bayona entregó la corona de España a su hermano José Bonaparte y dio inicio a la guerra de la Independencia Española. Sin los fondos enviados desde América, los gobiernos de España habrían colapsado, arrastrando a las Juntas de Sevilla, la Junta Central, la Regencia, las Cortes de Cádiz y al sostenimiento de los ejércitos en Andalucía y Extremadura. La acción de gobierno se habría paralizado, anulando toda capacidad organizada de resistencia frente a los franceses. México aportó el 80 % de este esfuerzo hispanoamericano contra Napoleón.
En México, los criollos del Ayuntamiento, encabezados por Francisco Primo de Verdad y Ramos y Juan Francisco Azcárate y Lezama, propusieron un sistema de gobierno popular en ausencia del rey, que fue unánimemente rechazado por el sector español de la Real Audiencia. Pocos días después, al negarse Iturrigaray a brindar reconocimiento a la Junta de Sevilla y a la Junta de Oviedo, los españoles decidieron derrocarle arguyendo que pretendía hacerse rey de la Nueva España. Pedro de Garibay fue nombrado en su reemplazo, pero en mayo de 1809 fue sustituido por el arzobispo de México, Francisco Xavier de Lizana y Beaumont, quien otorgó libertad a los implicados en la Conjura de Valladolid (diciembre de 1809), que pretendía independizar al reino. Sucesora de esta conspiración fue la Conspiración de Querétaro, encabezada por Miguel Hidalgo y formada por Miguel Domínguez, corregidor de Querétaro y su esposa Josefa Ortiz de Domínguez, los militares Ignacio Allende, Juan Aldama y Mariano Abasolo. La conspiración fue descubierta e Hidalgo adelantó la insurrección para el 16 de septiembre, en la madrugada, cuando inició la guerra de la Independencia de México, con el hecho conocido como Grito de Dolores.

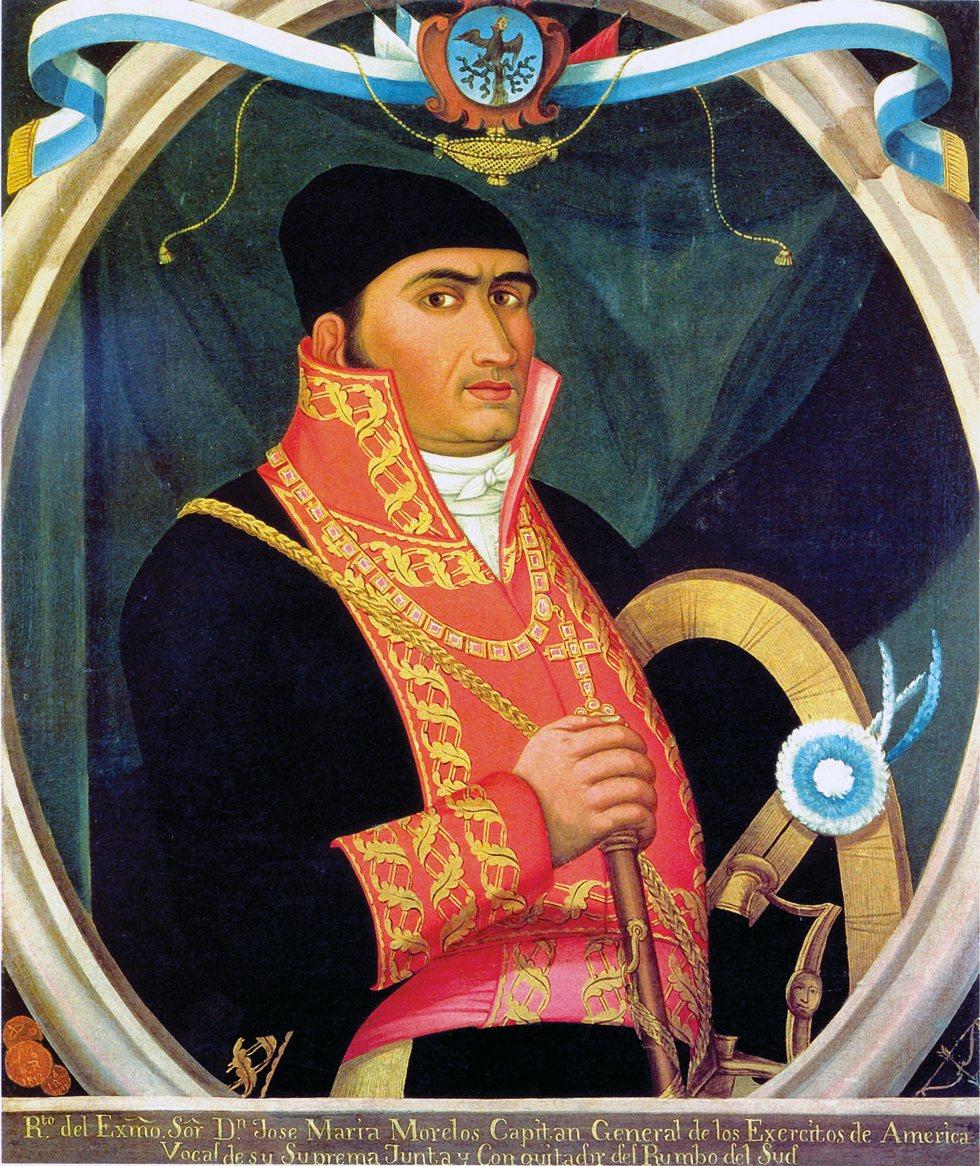
Sacerdote nacido en Valladolid hacia 1765, José María Morelos fue arriero y alumno de Hidalgo. Cura de Carácuaro al estallar la guerra, se unió a los insurgentes y fue convirtiéndose en el artífice militar de la causa. Su mayor triunfo fue el Sitio de Cuautla, donde venció a Calleja. En pleno declive, convocó al Congreso de Chilpancingo y promulgó la Constitución de Apatzingán. Capturado, fue enjuiciado y ejecutado el 22 de diciembre de 1815.

Bandera usada por el Ejército Trigarante de Agustín de Iturbide y Vicente Guerrero entre 1820 y 1821. Su función era difundir los ideales del Plan de Iguala, localidad donde fue confeccionada por el sastre José Magdaleno Ocampo. El color rojo representa la unión, el verde la independencia y el blanco la religión católica, garantías del Plan de Iguala.

Hidalgo rápidamente consiguió reunir a más de 60 000 hombres y tomó pacíficamente San Miguel el Grande, Celaya y Salamanca. Al entrar en Guanajuato el 28 de septiembre se produjo la Toma de la Alhóndiga de Granaditas, y días más tarde el consecuente saqueo. Las tropas insurgentes marcharon a Valladolid, a la que entraron pacíficamente el 17 de octubre y en Acámbaro es donde Hidalgo fue proclamado Generalísimo de las Américas y Allende capitán general. En esa visita recibió las adhesiones de Ignacio López Rayón y José María Morelos.
Tras entrar en Toluca el 5 de octubre, los insurgentes derrotaron a los realistas de Torcuato Trujillo el 30 de octubre en la batalla del Monte de las Cruces, pero Hidalgo se resistió a tomar Ciudad de México, lo que hubiera permitido ganar a los insurgentes la guerra pues capturarían la capital. Se retiraron al Bajío, donde Félix María Calleja del Rey les derrotó en la batalla de Aculco el 7 de noviembre. La desavenencia entre los insurgentes llevó a Allende, Abasolo y Aldama a retirarse a Guanajuato, donde Calleja les derrotó el 26 de noviembre. Hidalgo marchó a Valladolid y más tarde a Guadalajara, tomada el mismo día de la derrota de Aculco por José Antonio Torres, apodado El amo. En ambas ciudades se cometieron masacres de españoles. Luego de su derrota en Guanajuato, el bando militar de la insurgencia se unió a Hidalgo en Guadalajara, donde se estableció el primer gobierno de México.
El 17 de enero de 1811, Calleja derrotó finalmente a los insurgentes en la batalla del Puente de Calderón, quienes huyeron al norte del país con al intención de refugiarse en Estados Unidos de América. En Zacatecas Hidalgo fue despojado del mando militar en favor de Allende, y el 21 de marzo Ignacio Elizondo les tendió una trampa y les detuvo en las Norias de Acatita de Baján. Los insurgentes fueron sometidos a juicio en Chihuahua y ejecutados. Allende, Aldama y Jiménez el 26 de junio (a Abasolo se le conmutó por prisión perpetua en Cádiz, España) e Hidalgo fue fusilado el 30 de julio. Luego de su ejecución, se les decapitó y sus cabezas fueron exhibidas en la Alhóndiga de Granaditas.

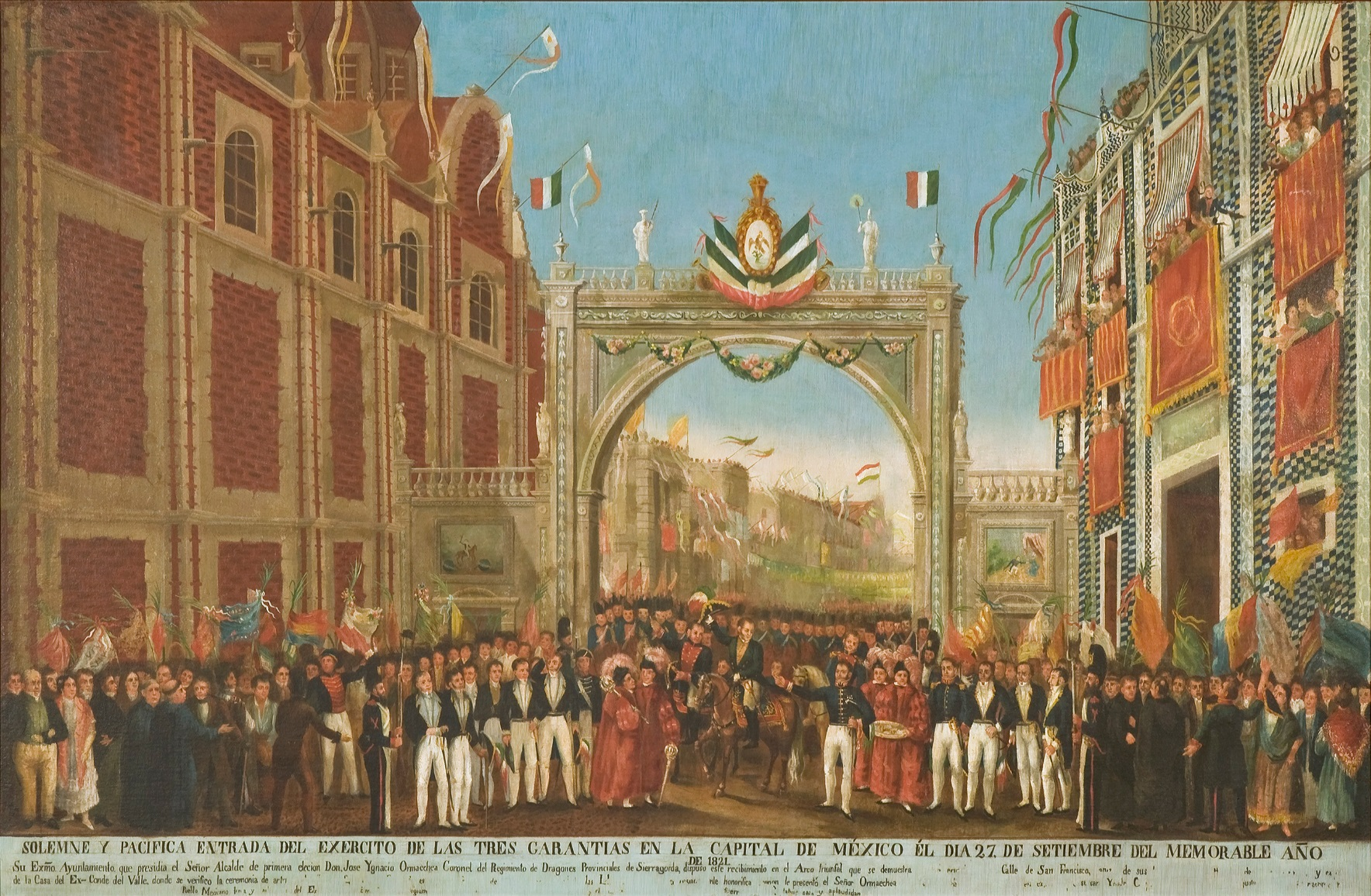
Entrada de las fuerzas trigarantes de Iturbide y Guerrero a la capital, el 27 de septiembre de 1821. Este hecho marca el fin de la guerra de independencia y del virreinato de Nueva España, y el inicio de la vida independiente de México.

José María Morelos, comisionado por Hidalgo para levantar tropas en el sur del país, fue el siguiente jefe de la insurgencia, título que disputó con Ignacio López Rayón. En el transcurso de 1811 obtuvo plazas como Chilpancingo, Tixtla, Chilapa y Tehuacán, pero fue derrotado en Acapulco. Entre el 9 de febrero y el 2 de mayo de 1812 fue sitiado en Cuautla por Calleja, pero le derrotó al romper el cerco, lo que ocasionó la baja de Calleja en el ejército realista. El 25 de noviembre de 1812 tomó Oaxaca y en 1813 capturó Acapulco y organizó el Congreso de Chilpancingo, donde se firmó el Acta Solemne de la Declaración de Independencia de la América Septentrional, en 1814 produjo la Constitución de Apatzingán.
Tras una serie de derrotas (en Lomas de Santa María, Puruarán y en las Águilas) fue capturado en Temalaca el 5 de noviembre de 1815, y ejecutado en la capital el 22 de diciembre de ese año. En su ejército estuvieron Leonardo Bravo, Nicolás Bravo, Hermenegildo Galeana, Mariano Matamoros, Guadalupe Victoria y Vicente Guerrero. Los dos últimos fueron quienes continuaron la lucha tras la muerte de Morelos, y muchos insurgentes desertaron debido a la política de indulto llevada a cabo por Juan Ruiz de Apodaca, sustituto de Calleja en el virreinato.
Agustín de Iturbide, vencedor de Morelos en las Lomas de Santa María, fue comisionado por Apodaca para detener a Guerrero y a Pedro Ascencio Alquisiras, quienes luchaban en el sur. Iturbide y Guerrero pactaron en el Plan de Iguala y unieron sus ejércitos en el Ejército Trigarante, que entró triunfal a Ciudad de México el 27 de septiembre de 1821, finalizando así en México la guerra de Independencia y el dominio español.

#### Centroamérica
El antiguo reino de Guatemala —dividido en varias intendencias a partir de las reformas borbónicas— se transforman en provincias constitucionales que se declaran independientes de España el 15 de septiembre de 1821. A pesar de la oposición de San Salvador y Costa Rica, América Central se unió al Imperio Mexicano en diciembre de 1821. Tras la abolición de la monarquía en México, las Provincias Unidas del Centro de América se constituyeron como un país independiente.

#### Estados Unidos de América
Los territorios de la Nueva España al norte del río Bravo, por diversos caminos, pasaron a formar parte integral de los Estados Unidos de América. En 1803 Estados Unidos compró a Francia el territorio de la Luisiana, el cual a su vez Napoleón lo había recibido de España en 1800 mediante el Tratado de San Ildefonso. En 1821 compró el territorio de la Florida. Su cesión la llevó a cabo el gobernador José Coppinger en virtud del Tratado de Adams-Onís siendo el estadounidense Andrew Jackson el encargado de llevar a cabo el traspaso de la soberanía. Asimismo, Estados Unidos adquirió también los derechos sobre las pretensiones españolas en el territorio del Oregón.
En 1835 la República de Texas proclamó su independencia, que no fue aceptada por México. En 1845 Estados Unidos incorporó Texas a su unión, lo que condujo a la Intervención estadounidense en México de 1846 a 1848, que le permitió a Estados Unidos anexionarse los territorios de la Alta California y Nuevo México. La nueva frontera se definió mediante el Tratado de Guadalupe Hidalgo de 1848, y se retocó mediante la venta de La Mesilla mexicana a Estados Unidos en 1854. Por último, en 1898, tras la guerra hispano-estadounidense, los últimos territorios imperiales de Filipinas, Guaján, Cuba y Puerto Rico dejaron de formar parte de España.

## Organización política

Carlos I, quien puso en práctica las instituciones del Antiguo Régimen en Nueva España

Nueva España fue el primer virreinato erigido, y por lo tanto, donde se puso en práctica el modelo español de gobernación. El virrey, cuyo término significa etimológicamente en lugar del rey, concentraba todo el poder público, como ya se ha dicho. Era nombrado y removido libremente por el rey, cuando el soberano quisiera podría destituir al virrey. En la Nueva España jugaba un papel de soberano, pero en realidad únicamente obedecía las órdenes del rey de España. Ejecutaba las leyes promulgadas en la metrópoli y se encargaba de vigilar los negocios del Estado. Del virrey dependía toda la estructura del gobierno, alcaldes mayores, corregidores, conserjes locales, ayuntamientos y jefes de pueblos de indios.
Muchos virreyes de Nueva España ocuparían el mismo cargo en el virreinato del Perú (el traslado de México a Lima era el premio más codiciado por las autoridades virreinales).[cita requerida] El virrey recibía un sueldo como tal y como presidente de la Audiencia. Además, percibía dinero para la manutención de una guardia. Los sueldos fueron aumentados a medida que se asentó la dominación española. Un virrey mexicano recibía 27 000 pesos anuales, mientras que uno peruano cobraba 41 000 pesos anuales. Bajo los Borbones, ambos virreyes recibían 60 000 pesos anuales y en algunos casos aún más, lo que se explica por la devaluación de la moneda. Tanto en el posterior virreinato de Nueva Granada como en el virreinato del Río de la Plata los virreyes recibían 40 000 pesos anuales.
El Real Consejo de Indias, fue instituido en 1519 y desde 1524 se le confirió autoridad suprema para discernir en los asuntos concernientes a las provincias del Nuevo Mundo. Su principal misión fue la de dejar el terreno listo para los virreinatos, creando leyes, institucionalizando a los pueblos de indias, regulando el comercio, organizando la administración pública, vigilando los puertos y negocios públicos de ultramar y ratificando nombramiento de funcionarios. Al entrar en vigor la ley de los virreinatos, el Consejo de Indias tomó en sus manos la defensa de los indios contra los abusos de los españoles, miembro destacado de esta etapa fue Bartolomé de las Casas. Otras instituciones de la Nueva España fueron los corregimientos, que impartían justicia y eran nombrados por la Audiencia. Estaban además dirigidos por los alcaldes mayores.

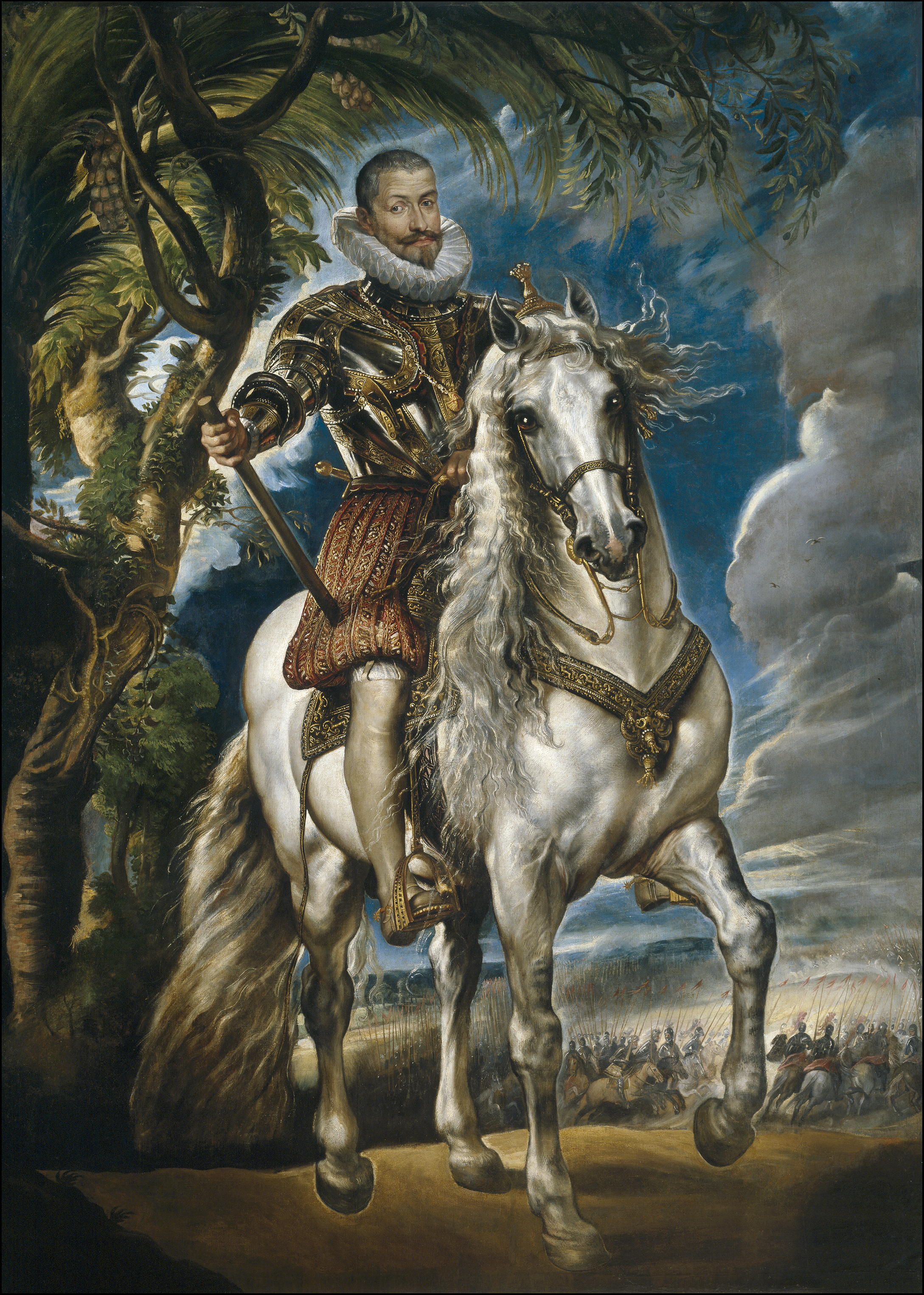
Francisco de Sandoval y Rojas, primer duque de Lerma y quien implantó el sistema burocrático en Nueva España.

Como una medida preventiva, el gobierno de España estableció un complicado sistema de burocratismo para hacer engorroso cualquier trámite que pusiera en peligro los intereses de la Corona, como evidenció el Duque de Lerma en una carta escrita al monarca Felipe III en 1608. Otra perspectiva tomada fue la de contrarrestar peticiones y exigencias de poder por parte de los antiguos conquistadores y de los caciques indígenas. La población novohispana debía acudir a las autoridades establecidas para llevar a cabo sus trámites.
Generalmente, los encargados de los servicios públicos solo manejaban el negocio por su propio interés particular, el trámite solía ser muy costoso y tardado, y en muchas de las ocasiones era archivado entre tantos casos que nunca llegaron a su resolución. La burocracia aumentó su poder al pedir al rey el aumento de personal, bajo la supuesta premisa de mejorar el servicio brindado. En la realidad, este sistema adquirió tal influencia sobre todos los aspectos de la sociedad novohispana, que el virrey Bernardo de Gálvez, planteó a Carlos III la necesidad de una reforma urgente del sistema, que llegaría en 1786 con la primera de las reformas borbónicas de aquel año.

### Etapas históricas

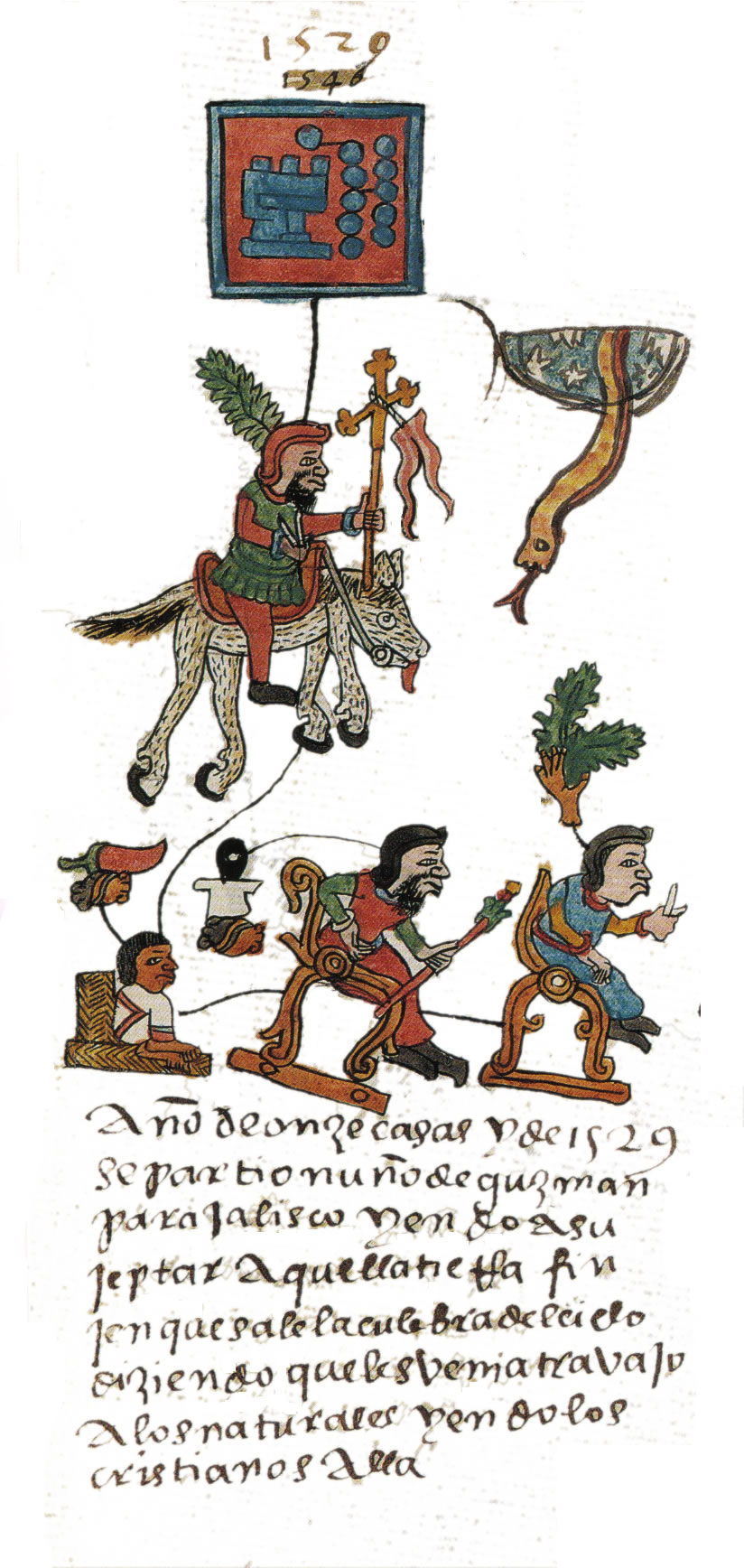
Códice que representa al conquistador Nuño Beltrán de Guzmán, fundador del reino de Nueva Galicia, y su capital fue Guadalajara, nombrada así en honor a su ciudad natal ubicada en Castilla. Acusado por Bartolomé de las Casas de crueldad a los indígenas, fue despojado por Felipe II de sus posesiones y recluido en un convento de Toledo, donde murió en 1555.

Cortés se hizo cargo del gobierno del territorio recién conquistado con los títulos de capitán general de justicia mayor y marqués del Valle de Oaxaca, que él mismo se otorgó al salir del ayuntamiento de la Villa Rica de la Veracruz. El conquistador ocupó la antigua residencia de los tlatoanis en Coyoacán, pero más tarde se trasladó a Ciudad de México. Durante su gobierno consolidó la misión de las encomiendas entre los conquistadores, repartiendo además las mercedes de la tierra, los frutos y estableciendo los talleres de producción artesanal.
Cristóbal de Olid salió en expedición a Honduras pero decidió aliarse con Velázquez contra Cortés, quien envió al capitán Francisco de las Casas a detenerle y ajusticiarle. Cortés no estaba enterado de la expedición de Casas, por lo que el gobernador de Nueva España salió en persona para detener a Olid, y llevó consigo a su preso Cuauhtémoc, que en el camino fue acusado de conspiración y ahorcado cerca de Tabasco.
La ausencia de Cortés fue aprovechada por sus enemigos para informar al rey de España, Carlos I de sus malos manejos y acusaciones de corrupción. El rey envió al visitador Peralmíndez Chirino, quien instituyó el gobierno de los oficiales reales, pero permitió a Cortés conservar su título de marqués. Los oficiales reales fueron rápidamente tachados de conflictivos y el nuevo visitador, Gonzalo de Salazar, no dudó en destituirles.
En 1527, el rey observó el desastre originado por los oficiales reales y nombró a la primera Audiencia, compuesta por un presidente (Nuño Beltrán de Guzmán) y cuatro oidores (Alonso de Parada, Francisco Maldonado, Juan Ortiz de Matienzo y Diego Delgadillo), quienes únicamente tenían facultades en el ámbito judicial, civil y criminal, pero a menudo intervenían en lo concerniente a la administración pública. Juan de Zumárraga, primer arzobispo de México, comunicó al rey las anomalías cometidas por los miembros de la primera audiencia, en especial por Beltrán de Guzmán, por lo que el rey estableció la segunda audiencia. Estaba integrada por el presidente Sebastián Ramírez de Fuenleal (obispo de Michoacán) y de oidores tenía a Juan Salmerón, Alonso Maldonado, Francisco Zeínos y Vasco de Quiroga. Los miembros de esta segunda audiencia lograron restablecer los derechos de los pueblos indígenas, reducir tributos, liberar esclavos y suprimir las encomiendas (restauradas años más tarde por Felipe II).

### Institución del virreinato
La corona española consideró conveniente la instauración del Consejo de Indias, órgano regulatorio que habría de regular las leyes y a las autoridades de la Nueva España y demás territorios conquistados, pero su actuación fue limitada debido a los poderes casi ilimitados de los virreyes. Entonces nació la Casa de Contratación de Sevilla, con las mismas funciones que el anterior organismo pero con potestad económica y financiera, su principal tarea fue regular el comercio de las posesiones en el Nuevo Mundo, y vigilar la seguridad de los mercantes por las vías fluviales del Imperio español. Otra de sus labores fue evitar el contrabando, a tal punto que se castigaba el comercio con extranjeros siendo sentenciados a la pena capital. La Casa de Austria descuidó el cuidado de los mares y el comercio, convirtiéndose así el contrabando en una actividad atractiva para los súbditos, ya que el rey no permitía el comercio con otras potencias.
Carlos I consideró conveniente la insturación del virreinato, gobernado por un virrey que representase a la corona y que hiciera cumplir las leyes promulgadas. Antonio de Mendoza y Pacheco, fue el primer virrey enviado a la Nueva España en 1535, y quien debería reconciliar las diferencias entre españoles y nativos. Para esa fecha, no se conocían a ciencia cierta los límites del virreinato, por lo que Álvar Núñez Cabeza de Vaca, dirigió en 1537 una expedición de ocho años de duración para determinar las lindes del mismo. Las conclusiones presentadas por los exploradores al rey fueron que al noreste se encontraba la Florida y llegaba hasta los límites de California y que el límite de la Nueva España eran las Hibueras. Carlos I promulgó el asunto de la extensión en una carta al virrey Luis de Velasco en 1555, pidiéndole asimismo la exploración de numerosos territorios despoblados. Felipe II dictó en 1572 las ordenanzas de funciones del virrey, que consistían en administrar el virreinato, dictar órdenes militares, emitir juicios civiles y eclesiásticos, fundar pueblos y ciudades, realizar censos y datos poblacionales, vigilar el funcionamiento de las obras públicas y obtener ingresos, de los que la quinta parte era enviado a España.

### Rey de España
El rey era la autoridad suprema de la España peninsular y de sus dominios de ultramar, cuyo gobierno fue de corte absolutista. El rey tenía la facultad legislativa exclusiva, que se traducían en reales cédulas, reales órdenes, podía declarar la guerra, firmar la paz, administrar justicia y acuñar monedas. En el transcurso de los tres siglos que existió el virreinato de Nueva España, se sucedieron once monarcas agrupados en dos dinastías:

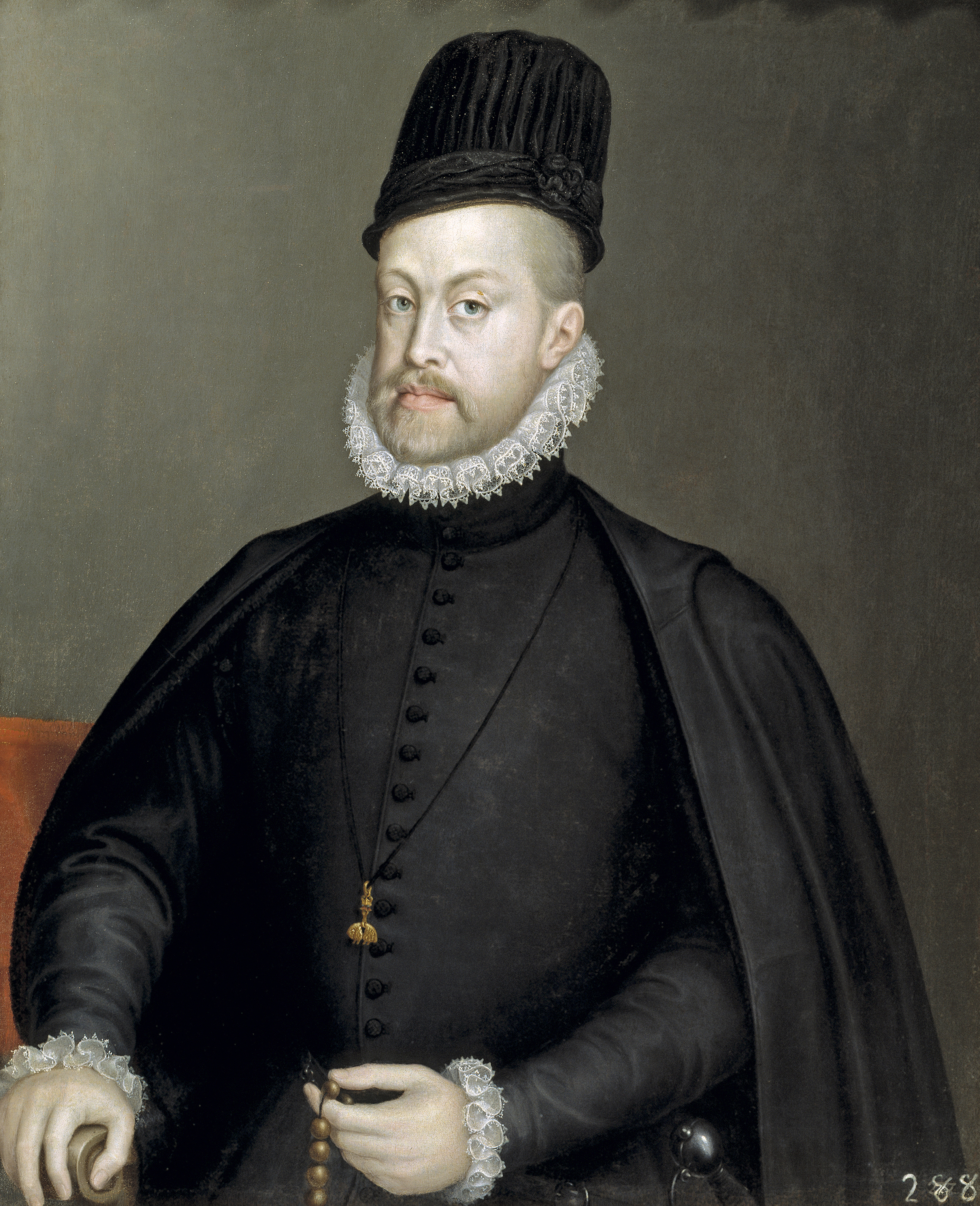
Felipe II de España.

Casa de Austria
- Carlos I (1521-1556)
- Felipe II (1556-1598)
- Felipe III (1598-1621)
- Felipe IV (1621-1665)
- Carlos II (1665-1700)

Casa de Borbón
- Felipe V (1700-1724)
- Luis I (1724)
- Felipe V (1724-1746)
- Fernando VI (1746-1759)
- Carlos III (1759-1788)
- Carlos IV (1788-1808)
- Fernando VII (1808-1821)

### Virrey de Nueva España
Desde la institución misma del virreinato de Nueva España, la figura del virrey adquirió peso e influencia debido a que concentraba en su persona todas las responsabilidades de la administración pública de la entidad, tanto judiciales como legislativas caían en el virrey, como representante personal del Rey de España. Entre 1535, fecha de la institución del virreinato, y 1821, al consumarse la independencia, hubo más de 62 virreyes, siendo los más conocidos:
- Antonio de Mendoza y Pacheco: Nativo de Castilla la Vieja, fue parte de la guerra de las Comunidades de Castilla sirviendo al rey y por esa razón fue nombrado virrey. Fundó Valladolid, en honor a su ciudad natal, realizó el primer censo en 1539, trajo la imprenta a México en 1549 y fundó varios pueblos de indios.
- Luis de Velasco: Sucesor de Mendoza, al ser nombrado este virrey del Perú en 1550. Puso en práctica nuevas leyes, fortaleció el poder del rey, creó nuevos hospitales y en 1553 inauguró los cursos de la Real y Pontificia Universidad de México.
- Martín Enríquez de Almansa:[50] Sucesor de Luis de Velasco. Fue virrey entre 1568 y 1580. Ante el acoso de los indios chichimecas en la ruta de la plata entre Ciudad de México y el recién descubierto mineral de Zacatecas, ordenó la construcción de siete fuertes de los cuales a la fecha se conserva el de Ojuelos de Jalisco. En su virreinato se estableció en la Nueva España la Santa Inquisición. Posteriormente fue Virrey de Perú.
- José Sarmiento de Valladares: Conde consorte de Moctezuma de Tultengo y de Tula, primer duque de Atrisco. Trabajó en la restauración del palacio virreinal, parcialmente destruido en los motines e incendio de 1692. También legalizó el consumo del pulque para los indígenas. En 1700 estableció la guardia nocturna en la Ciudad de México para combatir el crimen. Fue el último virrey que gobernó bajo la dinastía Habsburgo.
- Antonio María de Bucareli y Ursúa: Parte del embellecimiento ilustrado llevado a cabo en Europa por Carlos III, hizo lo propio en Nueva España, y particularmente, con Ciudad de México. Fundó paseos, alamedas, hospitales y un sanatorio para enfermos mentales. Saneó la ciudad mediante la construcción de un desagüe y fundó el Montepío. Murió siendo virrey en el año 1779.
- Bernardo de Gálvez y Madrid: Primer conde de Gálvez, peleó contra los apaches en la frontera norte de la Nueva España. Siendo gobernador de Luisiana, participó en la guerra de Independencia de los Estados Unidos con una serie de afortunadas incursiones contra los británicos (1779-1781) que le permitieron expulsarlos de la Florida Occidental. Pasó los últimos meses de su vida siendo virrey de la Nueva España, comenzando las obras del Palacio de Chapultepec.
- Vicente Güemes Pacheco: Segundo conde de Revillagigedo, además fue uno de los únicos tres virreyes nacidos en América (Cuba, 1740). Llegó a la Nueva España con mandato de reforzar el ejército ante una inminente invasión británica, que finalmente no ocurrió. Dio especial importancia a la educación y creó el primer registro de población en la Nueva España.Bando oficial de 1803 en náhuatl del traspaso de poderes del virrey Félix Berenguer de Marquina a José de Iturrigaray.

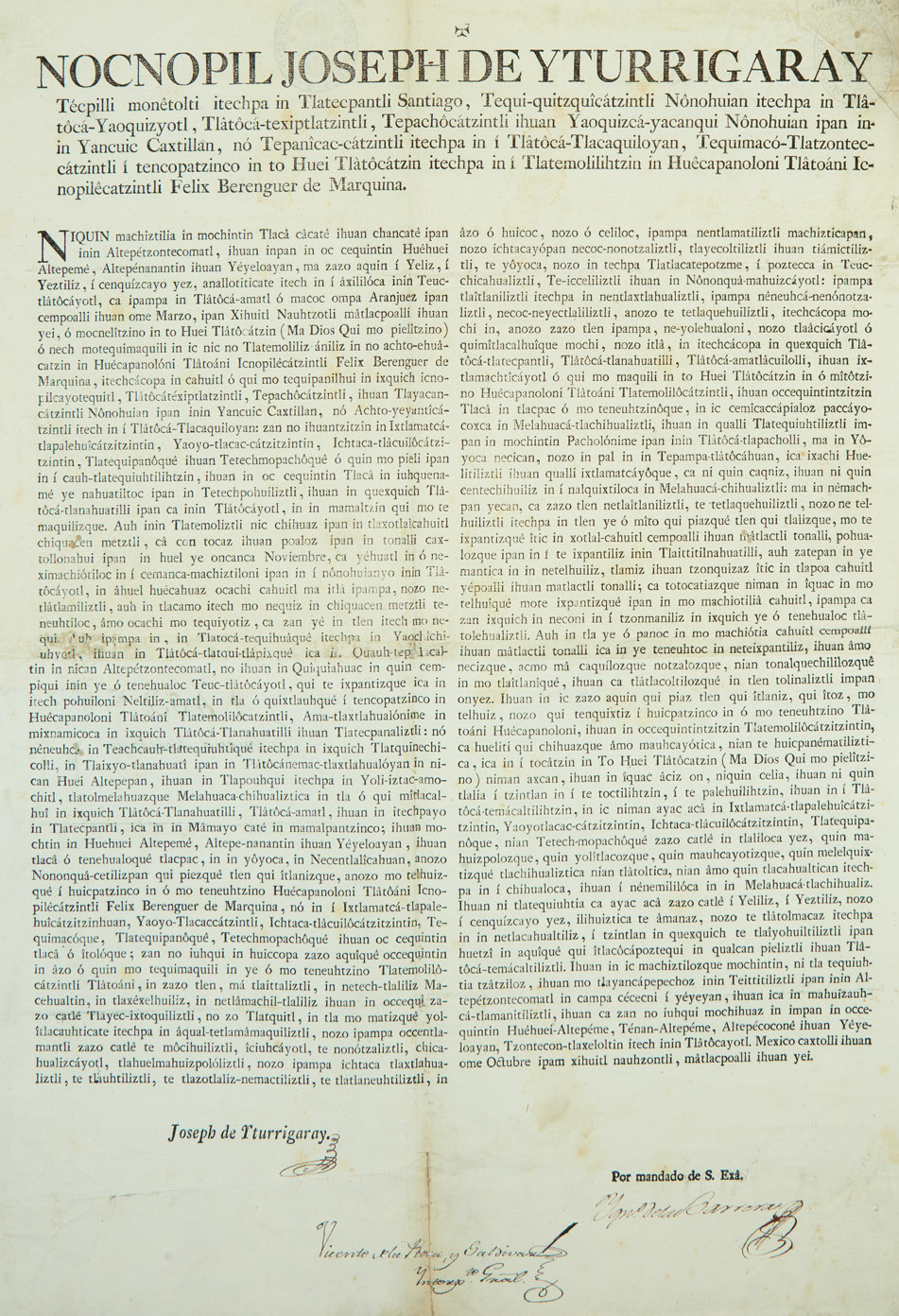
Bando oficial de 1803 en náhuatl del traspaso de poderes del virrey Félix Berenguer de Marquina a José de Iturrigaray.

- José de Iturrigaray y Aróstegui: Autorizó la publicación del Diario de México que fue el primer periódico libre en la Nueva España y libró a la ciudad de Ciudad de México de muchos daños debido a la inundación de 1805. Con la invasión napoleónica a España, convocó a una Junta para que decidiera las acciones a tomar a favor del autogobierno del virreinato. Debido a esto, fue aprehendido por los realistas en el año 1808 y fue enviado a España.
- Juan José Ruiz de Apodaca y Eliza: Último virrey de Nueva España. Ofreció el indulto a los insurrectos, causando que millares de insurgentes aceptaran el perdón. Pagó la deuda pública, suspendió los empréstitos y restringió los ingresos a la recaudación de aduanas, impuestos y otras cuentas normales de la Hacienda. Igualmente, revitalizó el comercio y la minería. En el año 1820, debido al triunfo de la revolución liberal en la Península, restableció la Constitución de 1812 en la Nueva España, quedando extinguido el virreinato.
- Juan O'Donojú: De ascendencia irlandesa, peleó en la guerra de la Independencia Española como soldado de José de Palafox y Melcí en los Sitios de Zaragoza, ciudad de la que era originario. Fue llevado preso a Nantes, pero fue liberado en 1814, al fin de la guerra. Se proclamó liberal y en contra de Fernando VII, por lo que fue encerrado en Cádiz. Formó parte de la tropa de Rafael de Riego, quien al triunfar le nombró jefe político superior de la Nueva España. Conocido por su filantropía, pactó la independencia con Agustín de Iturbide en los Tratados de Córdoba (24 de agosto de 1821). Al consumarse la guerra, fue nombrado parte del gobierno, pero falleció de tuberculosis, en la capital, el 8 de octubre de 1821.[51]

### Real Audiencia e instituciones indianas

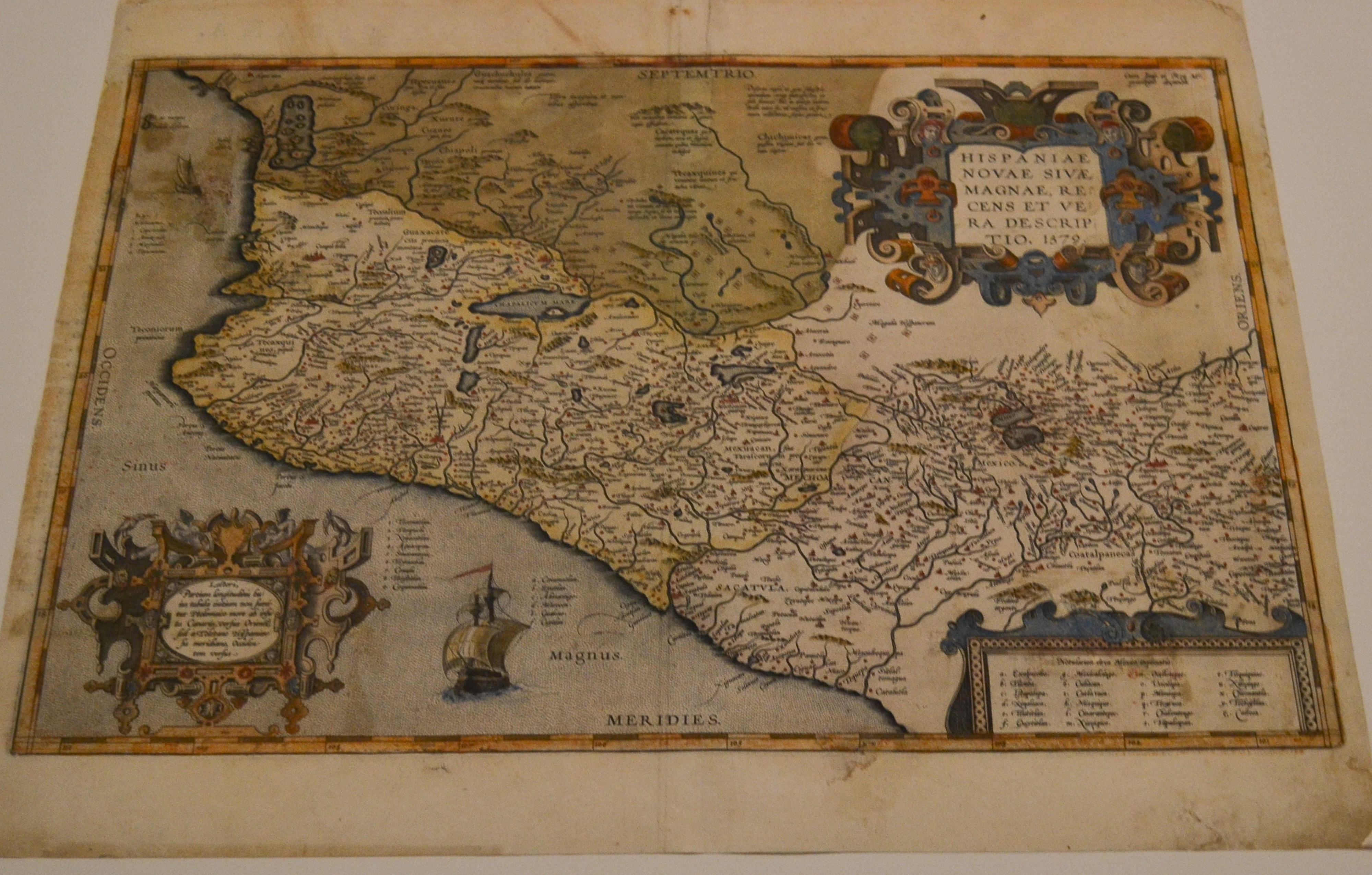
Mapa de Nueva España. Grabado de 1579 de Abraham Ortelius.

La Real Audiencia de México era la principal institución de justicia en la Corona Castellano-Aragonesa, con la excepción de los territorios forales de la Corona de Aragón. Fue instituida por Enrique II de Castilla y Carlos I la crea en México hacia 1527, bajo la presidencia de Nuño Beltrán de Guzmán. Entre sus principales funciones estaban la de impartir justicia y hacerse cargo del poder en la vacancia del virreinato.
Hernán Cortés decidió establecer el gobierno en la población de Coyoacán, al sur del lago de Texcoco, debido a que la ciudad de Tenochtitlán había quedado en malas condiciones. Desde allí gobernó con el título de Capitán General y Justicia Mayor. Desde Coyoacán partieron las expediciones de conquista con el propósito de someter a los pueblos autóctonos de los diversos rumbos de lo que sería el virreinato de Nueva España. En 1528 se confió el gobierno a la Primera Real Audiencia de México, presidida por Nuño de Guzmán. En 1535 se creó el virreinato de Nueva España, siendo el primer virrey, Antonio de Mendoza y Pacheco.
Su estructura y poderes fueron establecidos por Carlos II, en la Recopilación de Leyes de Indias, en 1680.

En la Ciudad de Mexico Tenuxtitlan, Cabeça de las Provincias de Nueva España resida otra nuestra Real Audiencia y Chancilleria, con vn Virrey, Governador y Capitan General y Lugar-Teniente nuestro, que sea Presidente: ocho Oidores: quatro Alcaldes del Crimen: y dos Fiscales: vno de los Civil, y otro de lo Criminal: vn Alguazil mayor: vn Teniente de Gran Chanciller: y los demás Ministros y Oficiales necessarios, la qual tenga por distrito las Provincias, que propiamente se llaman de la Nueva España, con las de Yucatan, Cozumel y Tabasco: y por la Costa de la Mar del Norte y Seno Mexicano, hasta el Cabo de la Florida: y por la Mar del Sur, desde donde acaban los terminos de la Audiencia de Guatemala, hasta donde comiençan los de la Galicia, según les están señalados por las leyes de este titulo, partiendolos con ellas por el Levante y Poniente: con el Mar del Norte y Provincia de la Florida por el Septentrion: y con el Mar del Sur por el Mediodia.

El Patronato regio consistió en el conjunto de privilegios y facultades especiales que los papas concedieron a los Reyes de España y Portugal a cambio de que estos apoyaran la evangelización y el establecimiento de la Iglesia en América. Vino como consecuencia de las bulas papales Romanus Pontifex (1455) e Inter Caetera (1456), a beneficio de Portugal en sus rutas atlánticas, y de las llamadas Bulas Alejandrinas emitidas en 1493, inmediatamente después del Descubrimiento a petición de los Reyes Católicos, dada su influencia ante el papa Borgia. Entre estos privilegios constaban el nombramiento de obispo y demás dignidades eclesiásticas y la recaudación de los diezmos y otras contribuciones de los fieles.
Asimismo, el patronato regio permitió que la Iglesia contara con numerosos misioneros, dispusiera de los recursos económicos y financieros necesarios y, sobre todo, facilitara su movilización y distribución. Sin embargo, tuvo también otras consecuencias menos favorables a la perspectiva papal, como el sometimiento de la Iglesia al poder real, el aislamiento de Roma y la relajación de la disciplina eclesiástica y religiosa al debilitarse la autoridad de los obispos y superiores religiosos. En otro orden de cosas, en el momento de la independencia la casi totalidad del episcopado era español de origen peninsular y no criollo. Instituciones como la encomienda y debates como el de los justos títulos dejan clara cuál es la verdadera importancia de la justificación religiosa para el dominio colonial. El control de la Monarquía Hispánica y Portuguesa sobre América provocaba las envidias de otras monarquías europeas y no es ajena a movimientos como la Reforma o, en la Francia católica, el galicanismo o regalismo.

## Población y medio físico

### Efectos de la conquista sobre la población

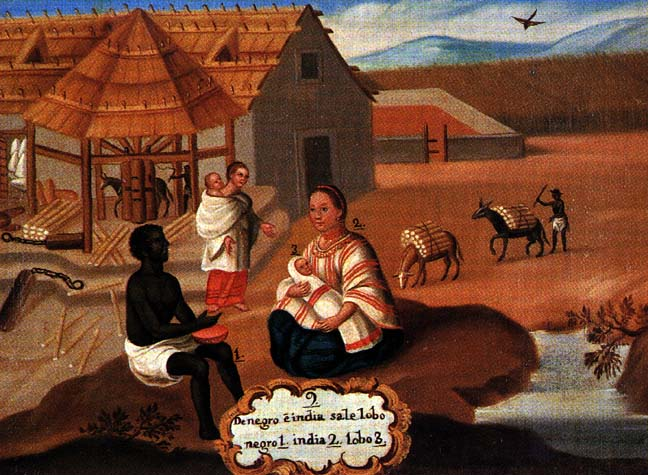
Pintura que representa un zambo, casta formada por indio y negro. Esta etnia fue la más atacada por las enfermedades debido a su baja resistencia a ellas, principalmente a la viruela.

El medio físico era variado, compuesto por la combinación de climas templados (centro de México), áridos (norte) y fríos (sierras Madre Oriental y Occidental). Con la migración de españoles al Nuevo Mundo llegaron productos y animales domésticos como caballos, vacas, cerdos y aves de corral. Las especies vegetales traídas a Nueva España fueron diversas, como trigo, avena, caña de azúcar, plátano y naranjo.
Sin embargo, desde el transcurso mismo de la conquista ocurrió un brusco descenso en la población indígena de Nueva España, causado por el contacto con el mundo español, debido a las enfermedades traídas por los conquistadores, como viruela y tuberculosis, a las cuales los lugareños no podían resistir por su falta de defensas. A pesar de ello, la población indígena continuó siendo mayoría durante los tres siglos de virreinato.
Otros factores que influyeron en la despoblación fueron la pérdida del equilibrio ecológico del mundo americano, la falta de producción de alimentos, distribución inequitativa de la riqueza, desplazamiento de la agricultura por minería y comercio, sistemas de repartimientos que afectaron la mano de obra, reducción de superficies cultivables, introducción de la ganadería y nuevas medidas que cambiaron el sistema de cultivar.
Los religiosos radicados en el territorio del virreinato consideraban como un castigo divino la muerte de los locales a causa de las epidemias, atribuyéndolo muchas veces a la esclavitud, trabajos forzados y cautiverio restringido a que eran sometidos los lugareños. Diego de Landa, fraile de Yucatán, escribió que los indígenas se negaban a reproducirse, por temor a que sus hijos sufriesen las mismas condiciones que ellos, llegando incluso a perpetrar infanticidios para evitarlo. Otros motivos adjudicados por los sacerdotes como causa, fueron los vicios, especialmente el del alcohol y aguardiente, ambos traídos a Nueva España por los españoles.

### Componentes del desarrollo en el mestizaje

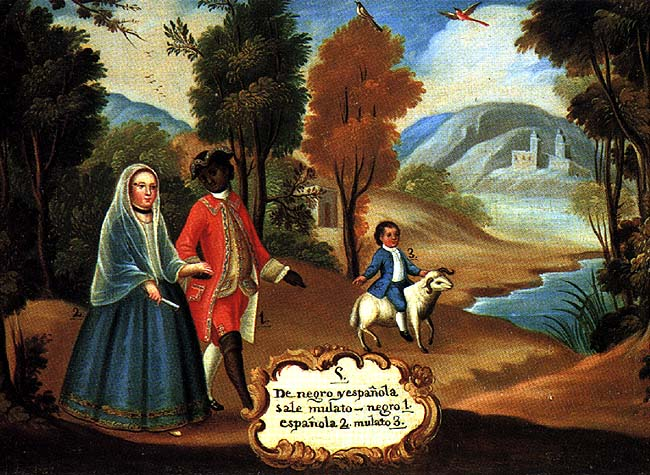
Imagen de un mulato. Su nombre deriva de la palabra mula, nacida de la cruza entre un caballo y un burro. No obstante, los mulatos ejercieron influencia en la mayor parte de los ámbitos de Nueva España y fueron parte importante del movimiento de independencia.

Al conquistar los españoles los territorios de la Nueva España, en la península ibérica se vio la oportunidad de emigrar a los nuevos dominios españoles para conseguir mejores condiciones de vida. Al llegar a los territorios americanos, la mezcla entre españoles y lugareños dio pie al mestizaje en América. Tras producirse la peste que acabó con buena parte de la población indígena, los gobernantes de la Nueva España se vieron obligados a importar esclavos desde las posesiones de España en África.
En la Nueva España, el mestizaje fue un fenómeno visible desde sus primeros años, impulsado en parte por la escasez inicial de mujeres españolas y el establecimiento de relaciones (formales o informales) entre conquistadores y mujeres indígenas, a diferencia de las Trece Colonias británicas, donde dicho fenómeno no fue habitual y su número excepcional.
El mestizaje novohispano fue realizado casi exclusivamente por varones españoles. En la mayoría de los casos apenas se casaban con mujeres indígenas, simplemente tomaban varias como concubinas, generalmente las que servían en su casa y tenían hijos con ellas. En esa situación, cuando las mujeres europeas llegaban a Nueva España, muchas veces era con ellas que tenían sus hijos legítimos, lo cual no les impedía seguir procreando con sus siervas o concubinas indígenas.
Para 1650, los mestizos ya superaban en número a los españoles en la Nueva España y se encontraban en condiciones de asumir un papel destacado en los procesos posteriores de colonización y expansión territorial. No obstante, la población mestiza nunca llegó a conformar una mayoría en la población total del virreinato. Según el censo de Revillagigedo, realizado en 1790, los mestizos representaban cerca del 21 % de la población en la Nueva España, en contraste con el 61 % que correspondía a indígenas y el 18 % a europeos.

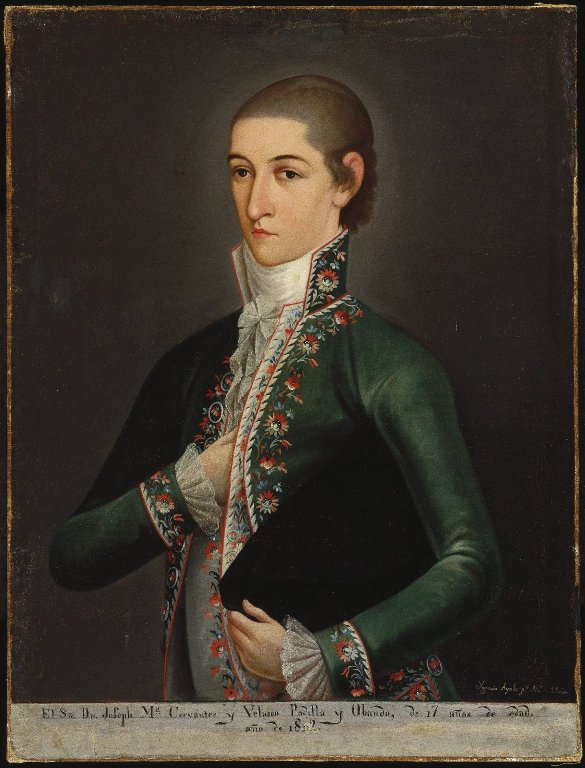
José María de Cervantes y Velasco, conde de Santiago Calimaya, un ejemplo de la clase alta del México virreinal.

La pirámide de las castas en la Nueva España estaba constituida principalmente por seis grupos de población, los mayores y más numerosos en el virreinato:
- Españoles peninsulares: Los dueños de la tierra y de los negocios en Nueva España, en su mayoría eran personas con negocios frustrados que venían a hacer las Américas (hacer fortuna en América) para paliar un poco su situación económica. La mezcla de estos grupos con otros dio origen al mestizaje.
- Criollos: Hijos de españoles peninsulares nacidos en el virreinato. No gozaban de privilegios como sus padres, pero participaban semiactivamente en la administración de los bienes y en trabajos públicos menores dentro de la república de españoles. Este grupo social abanderó la caída de la Nueva España al alborear el siglo XIX.
- Mestizos: Producto de la mezcla entre españoles e indígenas, eran quienes trabajaban los productos de la tierra y el campo.
- Indígenas: Nativos de la Nueva España, generalmente vivían separados de los españoles en los llamados pueblos de indios, con una administración propia y una marcada jerarquía que distinguía entre la nobleza indígena y la gente común.[62]
- Negros: Traídos desde África para realizar trabajos forzados en las minas, se mezclaron también con los indígenas, clase social con la que tenían más relación, y así nacieron los zambos.
- Asiáticos: El grupo menos numeroso de la Nueva España, eran en su mayoría chinos, japoneses y filipinos que realizaban negocios en el territorio, pero muchos de ellos se asentaron en la Nueva España y se diluyeron gradualmente entre la población indígena.[63]

#### Castas
Las castas fueron uno de los complementos más importantes en la Nueva España, y se produjeron por las diversas mezclas entre los grupos predominantes de Nueva España (españoles, indígenas y negros). Tanto en los registros oficiales como en la imaginación del vulgo, estas castas han pasado a la historia con un nombre y características que los diferenciaban de otros pueblos y razas.

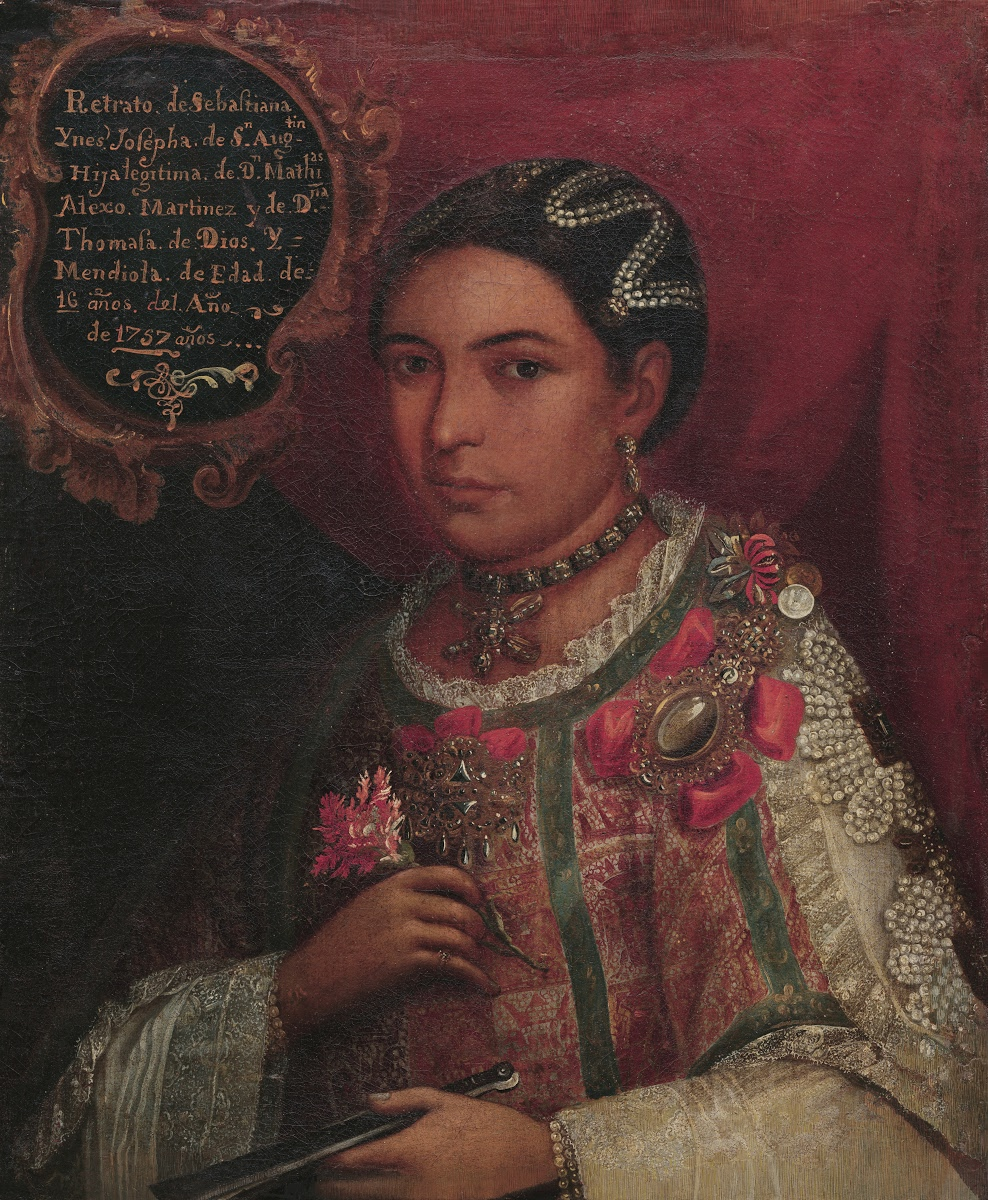
Sebastiana Inés Josefa de San Agustín, mujer de la nobleza indígena nahua de Tlatelolco.

En la jerarquía social, las castas principales eran las surgidas a partir de la unión de un español con un miembro de otra clase social. A partir de las mezclas de estas, surgían el resto. La clasificación de las castas no era oficial y se crearon varios sistemas en los que varían los nombres o las uniones, a excepción de las principales, que suelen tener las mismas denominaciones:
- Mestizo: hijo de español e indígena.
- Castizo: resultado de la unión de español y mestizo.
- Mulato: descendiente de español y negro.
- Morisco: resultado de la unión de español y mulato.
- Albino (en ocasiones, chino):[66] hijo de español y morisco.
- Zambo: hijo de indígena y negro.
- Coyote: resultado de la unión de indígena y mestizo.

A esta lista podría añadirse el español, como descendiente de español y morisco o de español y castizo. A partir de las castas anteriores, surgieron nuevas mezclas cuyos nombres variaban y recibían denominaciones de lo más variopinto (tornatrás, saltatrás, tentenelaire, lobo, zambaigo, cambujo, genízaro, albarazado, calpamulo, etc.), intentando clasificar la gran variedad étnica que supuso el mestizaje, aunque en la práctica nunca fueron usados.

### Introducción de esclavos africanos a Nueva España

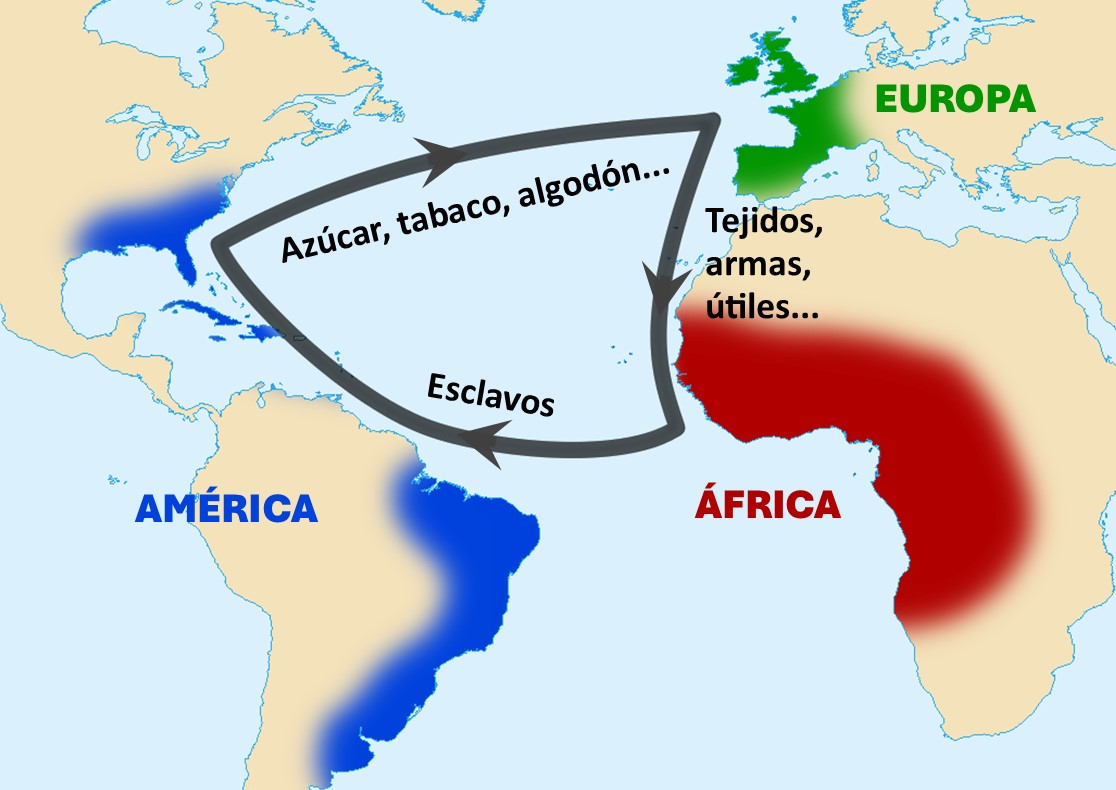
El comercio triangular fue la base del tráfico de esclavos: sirvió económicamente los intereses de los virreinatos americanos y era base del sistema de producción de las plantaciones así como del crecimiento preindustrial en Europa. Se trata del camino de los barcos entre los puertos de Inglaterra, Portugal, España y Francia, hacia el Caribe, una vez cargados por la costa oeste de África.

El primer cargamento de esclavos africanos llegó a las Antillas en 1501, procedente de Nigeria. En la Nueva España, los conquistadores seleccionaron a los esclavos con unas características especiales: todos debían ser varones robustos mayores de 18 años, y capaces de aguantar grandes viajes sin morir ni padecer enfermedades. Los esclavos negros fueron llevados a la Nueva España a partir de 1560, y su principal trabajo eran las minas, pero en algunas partes del virreinato, como Chihuahua, se les usó como campesinos de caña de azúcar, e incluso como pastores y guardias.
El tráfico de esclavos se volvió un negocio redituable para los españoles, quienes a su vez los compraban a los portugueses. Los indígenas causaban muchos problemas a sus amos españoles, como rebeldía y poca resistencia a las enfermedades. Durante su primer siglo de existencia, el tráfico de esclavos provenía de Cabo Verde, pero en el siglo XVII Congo y Angola lo desplazaron como principal fuente de esclavos. Durante todo el virreinato, los negros sufrieron una condición de trabajo que rayaba en la esclavitud, y muchos murieron a causa de los malos tratos. El 6 de diciembre de 1810, en Guadalajara, Jalisco, Miguel Hidalgo y Costilla, jefe del movimiento insurgente, exigió la libertad de los esclavos.

### Tamaño y distribución de la población

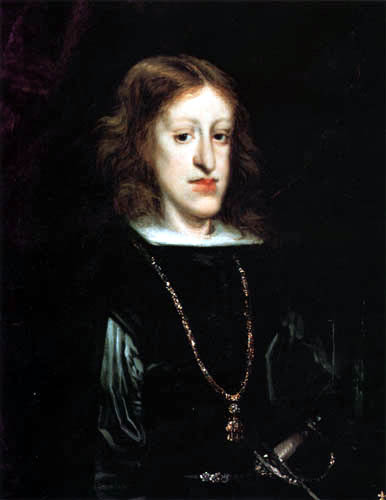
Los españoles ocuparon un papel preponderante en la sociedad de la Nueva España, pues eran los dueños de la tierra y administradores del gobierno. Retrato del rey Carlos II de España por Juan Carreño de Miranda, 1675.

La Nueva España en principio estaba configurada por los grupos indígenas únicamente, en la época de la conquista. Sin embargo, las epidemias y los trabajos forzados hicieron que los diez millones de indígenas descendieran a ocho millones en el siglo XVII, a siete en el siglo XVIII y a tres y medio en el siglo XIX. Parte importante de este descendimiento fueron los desplazamientos de los grupos indígenas. La mayoría de los presentes en el Bajío, se desplazaron a los reales mineros de Zacatecas y Aguascalientes, mientras que otros se asentaron en las afueras de ciudades como Querétaro, Guanajuato y Orizaba.
La población blanca experimentó un acelerado crecimiento en la segunda mitad del siglo XVI en adelante, al producirse la gran migración a la Nueva España por parte de comerciantes venidos de la península. Muchas veces, los hijos de españoles también eran considerados como tal, pero en la práctica de la administración pública eran llamados criollos. Para 1570 había 63 000 españoles en todo el territorio de Nueva España, en 1759 la cifra aumentó a 600 000 y en 1800 a un millón de habitantes blancos. Los lugares de mayor concentración e importancia para este grupo fueron Ciudad de México, Guanajuato, Puebla, Guadalajara, Veracruz y Oaxaca. Otras plazas de importancia minera relevante fueron Durango y Zacatecas, donde se localizaban villas de producción agrícola y ganadera que fueron aprovechados por los españoles para su explotación. El Bajío adquirió enorme importancia económica en el siglo XVIII debido a las haciendas de españoles situadas en esa parte de la región, donde la presencia de españoles fue de gran importancia.

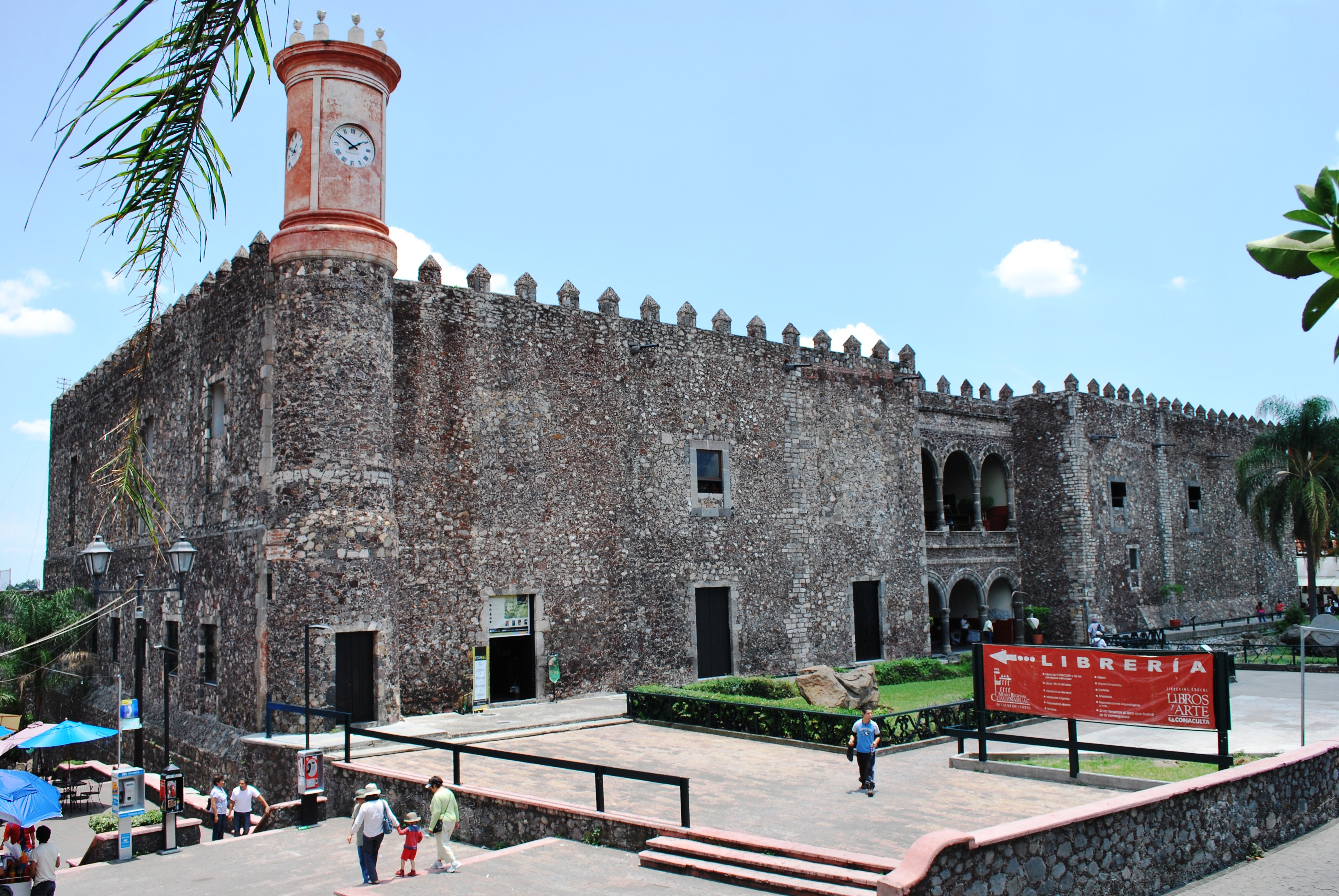
Palacio construido por indígenas al servicio de Hernán Cortés en Cuernavaca, y que durante muchos años fue visto como un símbolo del dominio español sobre los oriundos de la antigua Mesoamérica.

Los negros fueron importados a Nueva España para realizar trabajos de explotación de minas, y en su máximo punto de esplendor llegaron a sumar 20 000, aunque al final del virreinato eran tan solo 10 000. Esto se debió principalmente a su mezcla con otros grupos étnicos. Estaban concentrados en las regiones de agricultura y reales de minas, como México y Puebla. Otro grupo inicialmente minoritario eran los mestizos, que eran hijos de españoles e indios y solían ser discriminados por su origen, a menudo ocultado por ellos mismos. A principios del siglo XVII, este grupo comenzó a aumentar, y en 1805 ya eran más de millón y medio. Se concentraban en las ciudades importantes, redes mineras y costas deshabitadas.

### Relaciones sociales y diversidad étnica
La sociedad de la Nueva España estuvo organizada formalmente en dos grandes repúblicas: la república de españoles y la república de indios, cada una con sus propias autoridades, jurisdicciones y formas de organización. Esta división buscaba mantener separadas las estructuras sociales, políticas y territoriales de los grupos indígenas respecto de los españoles peninsulares, criollos y castas. No obstante, en la práctica cotidiana estas fronteras fueron permeables, dando lugar a una compleja estratificación basada en criterios raciales, económicos y culturales.

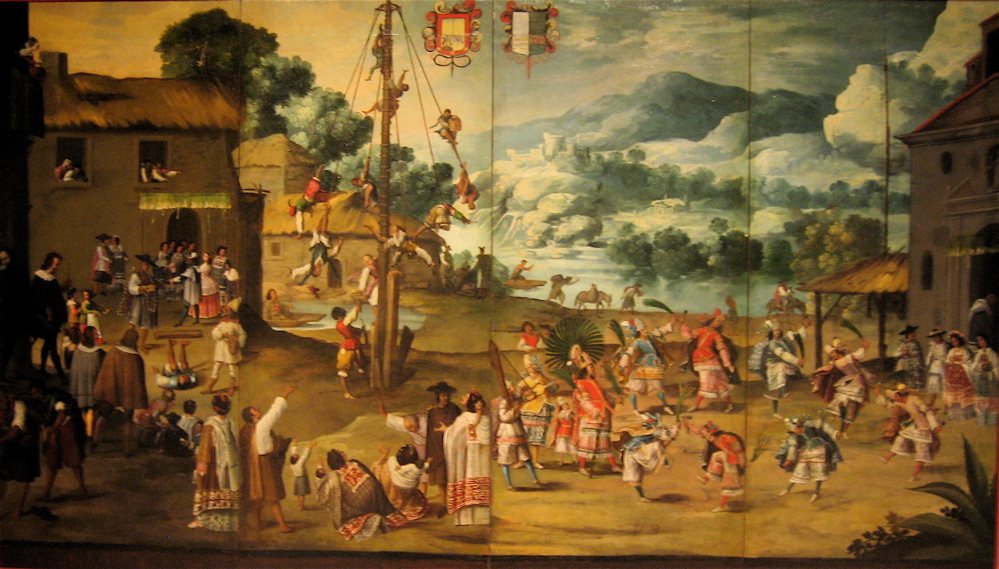
Biombo retratando una boda indígena y un palo volador, año de 1690.

A lo largo del virreinato surgieron múltiples grupos mestizos, afrodescendientes y asiáticos, jerarquizando socialmente a la población. A pesar de esta estructura de castas, algunos espacios permitieron una relativa convivencia entre sectores sociales diversos. Alexander von Humboldt observó que en centros educativos novohispanos como la Real y Pontificia Universidad de México coincidían alumnos de distintas procedencias sociales y étnicas, incluyendo criollos, indígenas, mestizos e incluso algunos mulatos, lo que evidenciaba cierta movilidad social limitada dentro de un sistema profundamente jerárquico.
La Nueva España fue un territorio caracterizado por una profunda diversidad étnica, resultado de la convivencia y contacto de numerosos pueblos originarios y grupos foráneos. Entre los pueblos indígenas mesoamericanos más numerosos destacaban los nahuas, mayas, otomíes, mixtecos, zapotecos, totonacas, purépechas, entre otros, cada uno con sus propias lenguas, costumbres y estructuras sociales. Además, en las regiones más septentrionales habitaban pueblos aridoamericanos y de las grandes llanuras, como los apaches, comanches, coahuiltecos, rarámuris, navajos, pimas, carrizos, seris, etc. En las Islas Filipinas, los grupos más numerosos eran los tagalos, cebuanos e ilocanos.
Por otro lado, entre la población europea predominaban los castellanos, pero también había presencia significativa de vascos, gallegos y andaluces, además de sefardíes, moriscos y gitanos. En cuanto a los asiáticos, sin contar a los indígenas filipinos, se trataba de grupos de chinos, japoneses y malayos. Los africanos llegaron mayoritariamente como esclavos, provenientes principalmente de Guinea, Cabo Verde, Congo y Angola, por lo que originalmente eran grupos hablantes de lenguas de las familias mandé y bantú.

### Diversidad y políticas lingüísticas
Durante el periodo virreinal, la mayoría de la población de la Nueva España hablaba una lengua indígena, conformando un mosaico lingüístico extenso y complejo. En 1570, apenas un 2 % hablaba español; hacia el siglo XVII esa proporción subió al 25 %, reflejando un creciente bilingüismo por parte de la sociedad mestiza, si bien la gran mayoría de los novohispanos se comunicaba exclusivamente en idiomas como náhuatl, otomí, purépecha, zapoteco, mixteco, maya, totonaco, zoque, matlatzinca, huasteco, mixe, cachiquel, rarámuri, tepehuano, cora, quiché, coahuilteco, lenca, entre otros. Se estima que en el siglo XIX existían alrededor de 100 lenguas distintas en el territorio, muchas registradas en vocabularios, gramáticas y doctrinas elaboradas por misioneros e indígenas.

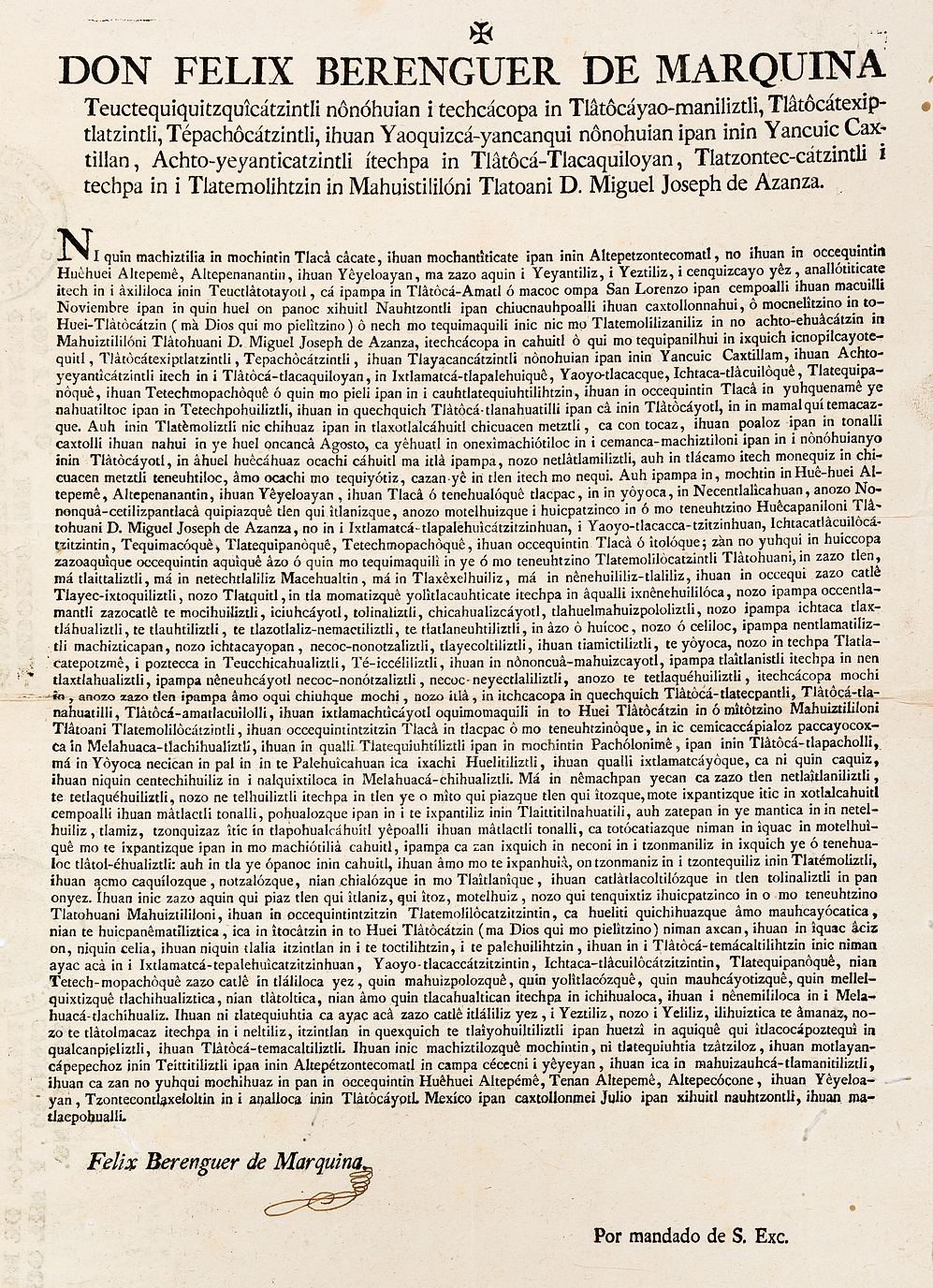
Bando en náhuatl que anuncia el traspaso de poderes del virrey saliente Miguel José de Azanza a Félix Berenguer de Marquina.

En el año 1570, el rey Felipe II decretó que el náhuatl, conocido también como "mexicano", debía convertirse en lengua oficial en la Nueva España con el fin de facilitar la comunicación entre los españoles y los nativos del virreinato. En el decreto, el monarca ordenaba que «los dichos indios aprendiesen todos una misma lengua y que esta fuese la mexicana que se podría deprender con más facilidad por ser lengua general».  A esto le siguió que, en 1578, ordenó que ningún religioso que no supiera náhuatl tendría la autorización para encargarse de misiones ni de parroquias. En 1580 expidió la cédula que creó las cátedras de lenguas en las universidades de América.
Durante el siglo XVII, la lengua mexicana alcanzó el estatus de lengua de prestigio, conviviendo con el latín y el español. Peninsulares, criollos, mestizos, indígenas y negros escribieron en la lengua en esta época, a través de la integración de esta en sus obras escritas. La mayoría de los habitantes de Nueva España la usaba de forma oral sin importar si era de origen indígena, europeo o africano. Testimonios indican que los españoles hablaban en lenguas indígenas directamente con sus tropas, comerciando, en el gobierno y en el hogar, dando lugar a una situación de diglosia. En el caso de los criollos y mestizos, el aprendizaje del náhuatl o el maya era algo inevitable, pues comenzaba en la infancia debido al contacto con la población nativa. De hecho, muchos de los más destacados intelectuales criollos del virreinato, como Sor Juana, Sigüenza y Góngora, Clavijero, Velázquez de León, José Antonio Alzate y Miguel Hidalgo, fueron hablantes de lenguas indígenas.
No obstante, un decreto del rey Carlos III el 10 de mayo de 1770 estableció la creación de nuevos centros de enseñanza completamente en castellano para la nobleza indígena y con ello trató de reemplazar los espacios de las lenguas indígenas en el ámbito literario. Debido a que las políticas de castellanización prácticamente no afectaron la situación lingüística de la época, se infiere que su implementación fue moderada. De hecho, Rafael Sandoval, autor de una gramática de náhuatl, indicó que «antes bastantemente manifestó lo contrario el mismo Sr. D. Carlos en el año posterior de 1777 dotando las cátedras de idioma mexicano y otomí en el Real Colegio de Tepotzotlan», señalando una actitud diferente del rey siete años después. Finalmente, en 1782, la política de castellanización fue abandonada.
En las ordenanzas del Hospital Real de Naturales de 1778 se estableció que todos los capellanes y el rector debían ser hablantes de náhuatl y otomí. En esta época, los idiomas autóctonos gozaban del orgullo de sus hablantes, tanto así que los pueblos indígenas veían con recelo a quienes no hablaran su lengua. A partir de 1800, los bandos emitidos por el gobierno novohispano pasaron a ser también redactados en mexicano, dando lugar a la inclusión y presencia del idioma en un mayor nivel administrativo. En la década de 1810, al inicio del movimiento de independencia, la situación étnica en realidad había sido sostenida pues alrededor del 65 % de la población era indígena de los 6 millones de habitantes del país y el náhuatl seguía siendo lengua franca.
Alexander von Humboldt documentó que «la lengua mejicana, que es la de los aztecas, es la más extendida, pues se habla... hasta el lago de Nicaragua, en un espacio de 400 leguas». Asimismo, mencionó que la lengua «está casi tan extendida y es tan rica como la de los incas». Expuso también la rica diversidad lingüística del virreinato y la existencia de gramáticas y diccionarios de por lo menos 14 lenguas diferentes publicados, de los cuales él afirmó haber adquirido siete. En el año 1819 se publicó un Silabario en náhuatl, lo cual es una señal de que la alfabetización en náhuatl ya se había formalizado en las instituciones educativas.
En el caso de las Islas Filipinas, predominaban lenguas indígenas como el tagalo y el cebuano, que juntas cubrían aproximadamente un cuarto de la población del archipiélago cada una. Lingüistas estiman que el ilocano, hiligaíno, bicol y samareño también eran hablados por 5-10 % de habitantes, y existían más de 30 lenguas con más de 30 000 hablantes cada una. El desarrollo del chabacano, una lengua criolla con fuerte base española y sustrato cebuano, especialmente en Zamboanga, evidencia la fusión lingüística entre comunidades locales, población mexicana y colonos españoles novohispanos durante el virreinato.

### Situación de los pueblos prehispánicos

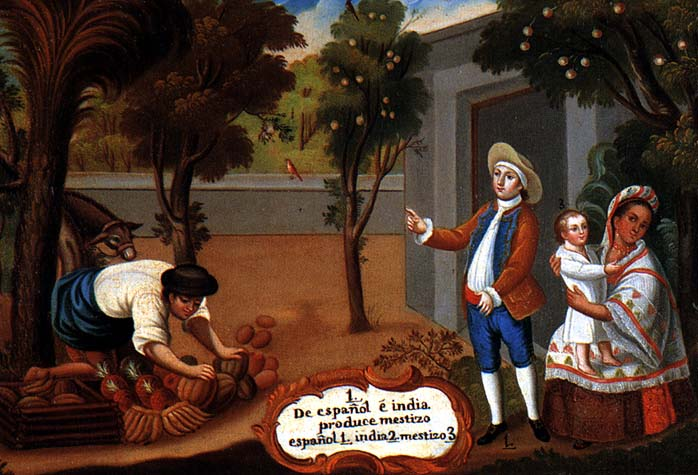
El mestizo era hijo de español e india, y era una de las castas más numerosas en el territorio del virreinato de Nueva España. Con el tiempo fue adquiriendo poder e influencia, al punto de que fue la clase que encabezó la independencia de México, junto a los criollos. De esta clase social provinieron hombres como José María Morelos y Vicente Guerrero.

Cuando los españoles llegaron al Nuevo Mundo, se encontraron con civilizaciones muy bien constituidas: el imperio teocrático de los incas que estaba en su apogeo, la confederación de los mexicas y la cultura maya. Los conflictos entre los distintos pueblos, como las guerras entre los mexicas y tlaxcaltecas, propiciaron la conquista española.
La segunda Audiencia escribió al rey Carlos I en 1531 para informar acerca de la población novohispana, y al referirse a los indígenas afirmaba que carecían de orden y política, y que además estaban desordenados y sin un lugar fijo donde establecerse. Por ello, el rey contestó que una de las primacías del nuevo gobierno habría de ser la pacificación de los pueblos prehispánicos.
En general, durante toda la época virreinal, tuvieron oportunidades de desarrollo y pudieron adquirir tierras de cultivo. Los españoles peninsulares acaparaban la mayoría de los comercios y los indígenas eran relegados a un segundo plano. Asimismo, la evangelización derivó en la adopción de la religión católica y el reemplazo progresivo de sus antiguos ídolos. La organización política que los españoles permitieron conservar diferenciaba a los caciques gobernantes, quienes gozaban de privilegios, de los indígenas de la más baja clase social.
De los indígenas de dicha clase, fray Rodrigo de Loaysa escribió que «[...] son como sardinas en el mar. Así como los otros peces persiguen a las sardinas para hacer presa de ellas y devorarlas, así todos en estas tierras persiguen a los miserables indios». Según José María Ots Capdequí, las tierras se vendían con los indígenas incluidos, y se heredaban: cuando eran dados en forma de encomienda pertenecían al encomendero por el término de dos vidas, es decir, también a su heredero. Empero, hubo algunos casos excepcionales de indígenas que ejercieron como encomenderos, aunque se trataba exclusivamente de miembros de la élite indígena.

## Economía

### Explotación de materias primas y minerales preciosos
Las principales actividades económicas del virreinato fueron la minería, la agricultura (maíz, cacao y otros productos originarios de la antigua Mesoamérica), la ganadería (introducida por los europeos, quienes trajeron la mayor parte de los animales criados) y el comercio (limitado únicamente a las posesiones españolas, acto de mercantilismo). Otro elemento importante en el desarrollo de la Nueva España fue el papel jugado por la Iglesia católica, que logró un gran poder al adquirir grandes propiedades y monopolizar la educación, los servicios de salud y otras áreas de la administración pública. Los recursos minerales hallados bajo el suelo de la Nueva España, con importantes centros mineros como Guanajuato, San Luis Potosí, Zacatecas e Hidalgo, constituyeron una de la más grandes fuentes de riqueza para la corona, utilizadas en Europa para financiar gastos de Estado, costes de guerras o para acuñar moneda circulante.

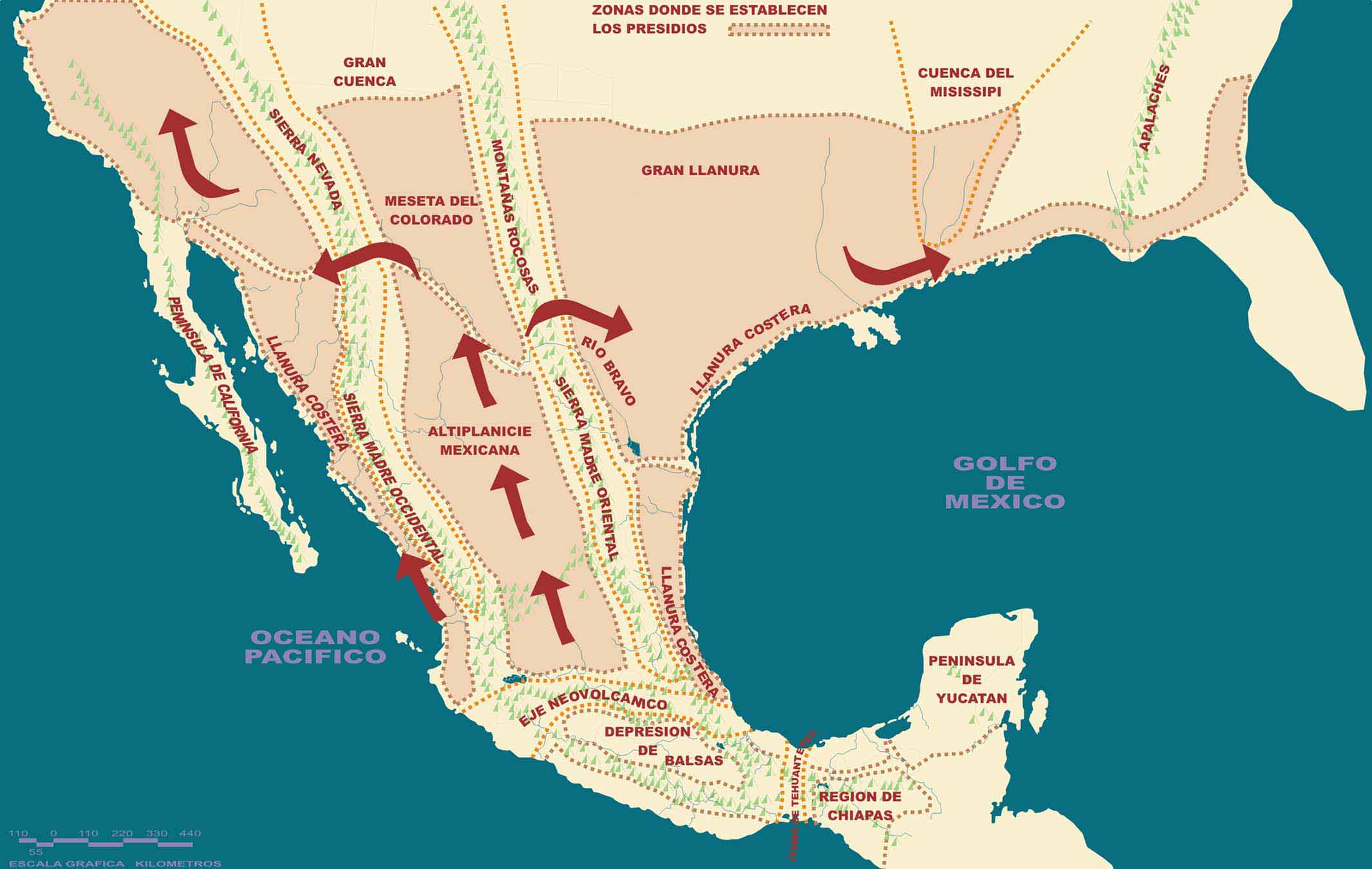
La minería dio lugar a una gran actividad económica y comercial en Nueva España que generó empleos para gran parte de la población.

La minería fue la actividad económica que más impulso tuvo en el virreinato, pues cualquiera podía echar a andar una mina siempre y cuando entregase la quinta parte de sus ganancias a la corona española. Fue además un incentivo para la conquista, exploración y colonización de nuevos territorios. Las principales minas de Nueva España fueron la de Zacatecas (1546), Pachuca (1552), Fresnillo y Guanajuato (1554), y finalmente San Luis Potosí (1592). Estas ciudades también recibieron gran cantidad de pobladores debido a la esperanza de muchos novohispanos por conseguir un mejor nivel de vida.
En cuanto a sus efectos en la población, Eduardo Galeano expuso que «las minas exigían grandes desplazamientos de población y desarticulaban las unidades agrícolas comunitarias; no sólo extinguían vidas innumerables a través del trabajo forzado, sino que además, indirectamente, abatían el sistema colectivo de cultivos. Los indios eran conducidos a los socavones, sometidos a la servidumbre de los encomenderos y obligados a entregar por nada las tierras que obligatoriamente dejaban o descuidaban».
El beneficio de patio fue descubierto por Bartolomé de Medina en 1554, y su principal consecuencia fue un incremento en la activación de la minería, pues el nuevo sistema requería de menos tiempo, menor mano de obra y reducía la cantidad de trabajadores necesarios para la obra. Sin embargo, la obra de Medina requería un mayor costo económico (el sistema estaba formado por sal, pirita de hierro, cobre y mercurio —conocido entonces como azogue—), pero el costo fue paliado rápidamente y la minería siguió su crecimiento.
La minería novohispana enfrentó varios problemas, como:
- Escasa mano de obra al verse reducida la población autóctona (principal trabajadora de las minas), durante las epidemias del siglo XVI. Este inconveniente fue solucionado con la importación de esclavos negros.
- La importación de mercurio fue prohibida y castigada con la pena capital a partir de 1589, por decreto de Felipe II. La razón dada fue que los ingleses eran los mayores comerciantes de tal producto y al ser España su enemiga principal, sus virreinatos no podían comerciar con la Corona británica. La prohibición alentó el contrabando con piratas ingleses, como Henry Morgan.
- La dureza del trabajo en las minas provocaba enfermedades como artritis reumatoide en los mineros, lo que muchas veces ocasionó su muerte o cese en el trabajo. Los estímulos brindados solían ser paupérrimos y los trabajadores muchas veces ocasionaron revueltas en contra de los patrones.[108]

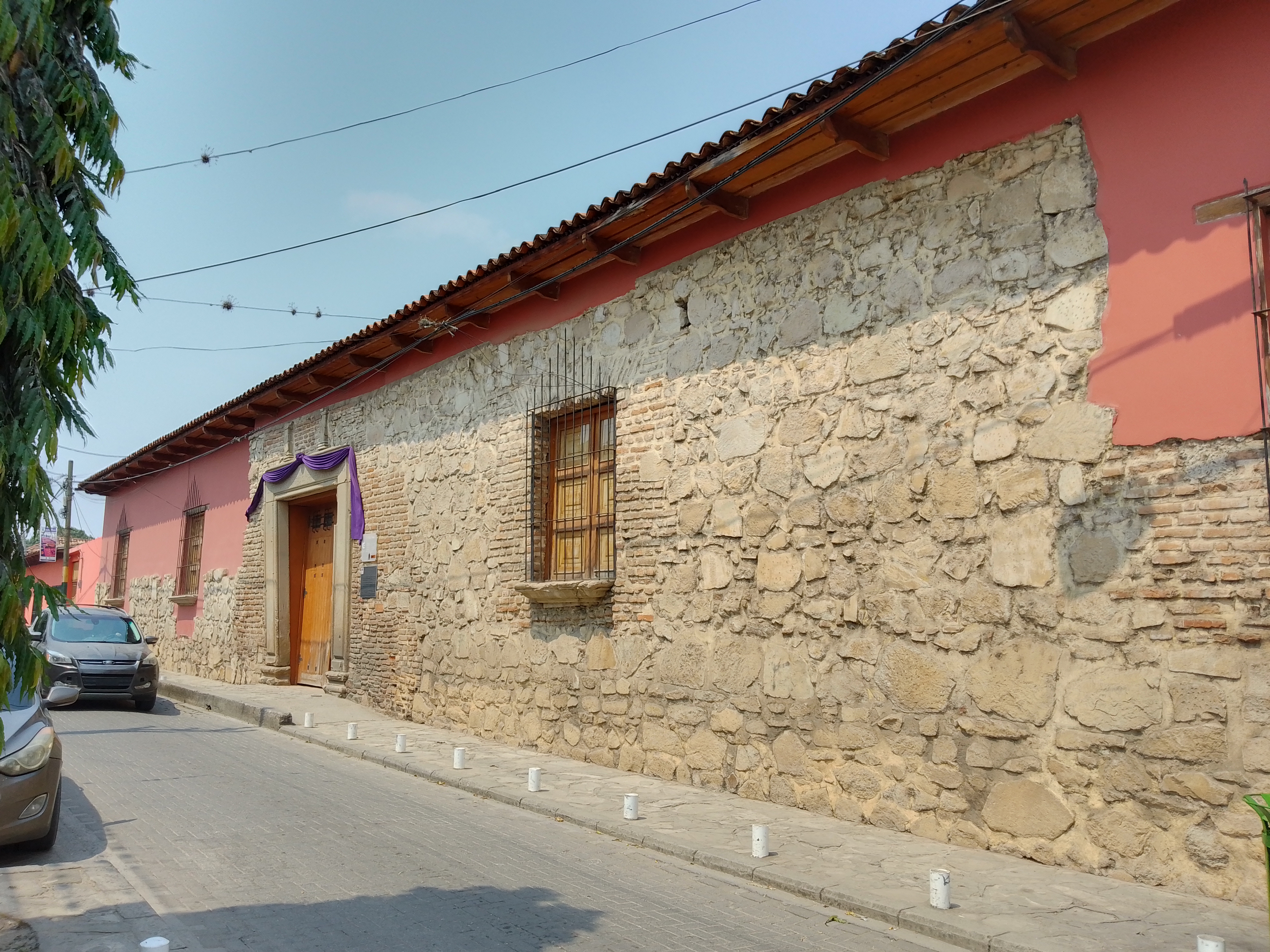
La Caxa Real de las Hibueras, también conocida La Casa de la moneda. Fue la tesorería donde se almacenaban los tributos de la corona española extraídos de las minas Hondureñas principalmente oro, plata, y yeso.

La época dorada de las minas se alcanzó en el siglo XVII, y su mejor representante fue la mina de la Valenciana, ubicada en Guanajuato y propiedad de Antonio de Obregón, conde de la Valenciana. En el plazo de 1788 a 1808, la mina produjo 30 millones de pesos, cantidad superior al producto interno bruto del virreinato del Perú. La plata fue el principal producto de las minas novohispanas, y su importancia se reflejó en la proliferación de la orfebrería, que poco a poco obtuvo gran prestigio en el mundo entero. Los mexicas también habían desarrollado esta actividad en una escala menor, lo que aumentaron los novohispanos. Las Antillas y Filipinas, fueron los principales mercados de venta de la plata producida en Nueva España. En 1729, al celebrarse la boda de Fernando de Borbón y Saboya, príncipe de Asturias, con Bárbara de Braganza, en Badajoz, Extremadura, los presentes otorgados fueron de plata novohispana.
Según las leyes vigentes en la época, los particulares podían poseer terrenos pero todas las riquezas del subsuelo eran propiedad de la Corona. En la mayoría de los casos, cualquier español o indígena podía explotar una mina siempre que una parte de la producción, el llamado «quinto real», fuera para las Arcas Reales. La participación directa de la Corona en las explotaciones no era algo habitual excepto en el caso del mercurio, un mineral esencial para la extracción de plata. Entre los mineros indígenas destaca el tlaxcalteca Agustín de la Cruz.
El hecho de que la producción se concentrara únicamente en dos puntos del imperio (Almadén en Castilla y Huancavelica en el Perú) hicieron que la Corona monopolizara su explotación de forma directa o por medio de contratistas. De esta forma, el Estado podía controlar el precio de este metal y, al tiempo, controlar que las minas de plata pagaran correctamente la parte que correspondía a la Hacienda Real (por la correspondencia existente entre el mercurio utilizado y la plata resultante del proceso). Desde que en 1559 llegara el primer cargamento, las minas de Almadén serían las encargadas de suministrar el mercurio que Nueva España necesitaba. Las explotaciones novohispanas tan solo tuvieron que recurrir al mercurio de Huancavelica cuando la producción almadenense se derrumbó a mediados del siglo XVII. Sin embargo, el producto peruano era más caro y de peor calidad por lo que, en cuanto Almadén se recuperó a finales del mismo siglo, Nueva España volvió a importar todo su mercurio desde allí.

### Formación de la gran propiedad

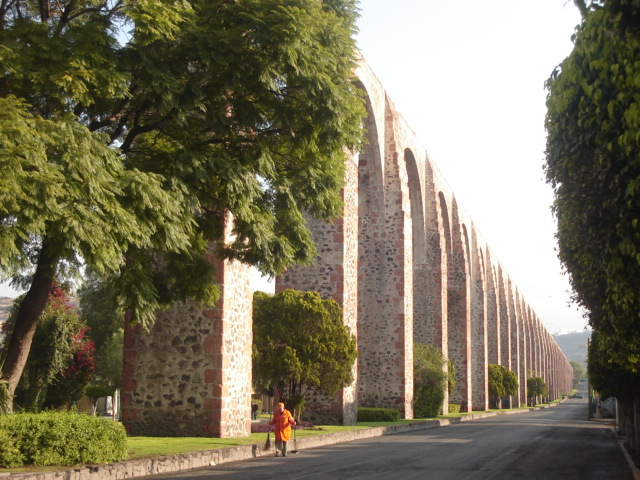
Las haciendas tuvieron su apogeo en el y ocuparon gran parte del centro del país, en especial el Bajío. En esta imagen se puede apreciar la segunda sección del acueducto de Querétaro, construido gracias a las influencias y oficios de Juan Antonio de Urrutia y Arana, marqués de Villar del Águila. Fue concluido en 1738 y aún se conserva.

Los primeros repartos de la tierra fueron realizados por los conquistadores sin los permisos de los monarcas, pero más tarde fueron confirmados por estos. Además de las posesiones reconocidas por el rey y las tierras adquiridas por los españoles, existían las mercedes reales, tierras cedidas por el rey a cambio de un pago, podían ser concedidos mediante un título a un particular o a un pueblo en específico. El más extenso, famoso y conocido fue el marquesado del Valle de Oaxaca, propiedad de Hernán Cortés y poblado por más de 23 000 indígenas, donde se asentó la base de la economía del sureste novohispano.
El Repartimiento fue la base de la administración pública durante esos años de consolidación del virreinato. Los conquistadores se apropiaban del oro, el quinto real iba a la corona, el diezmo a la iglesia. Los pueblos que eran los propietarios originarios de la tierra eran despojados de ella mediante las denominadas mercedes reales. Las encomiendas nacieron a principios del siglo XVII, era un sistema en que los indígenas estaban al completo servicio del conquistador, quien tenía la obligación de impartirles educación cristiana y defender su territorio de cualquier ataque.
Otro elemento característico de este sistema fueron las haciendas, que surgieron al iniciar la decadencia del sistema de encomiendas. Se caracterizaron por el acaparamiento del territorio a su alrededor, lo que solía suceder en el norte y centro del país. La mitad de las propiedades de las tierras y del capital existente en Nueva España pertenecía a la Iglesia, dueña de numerosas hipotecas en otras tierras que no le pertenecían.

### Papel de los encomenderos

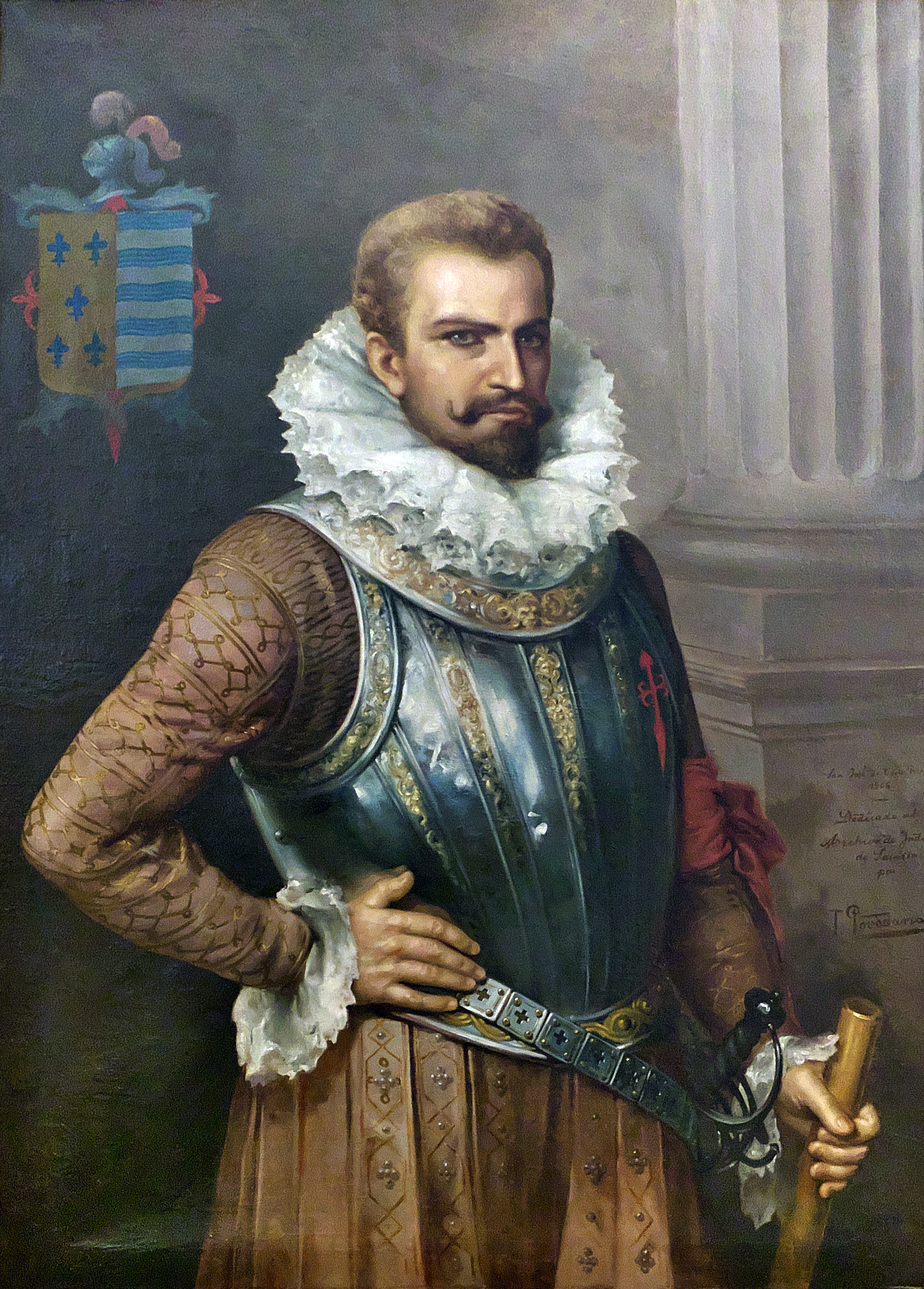
Pedro de Alvarado, uno de los primeros encomenderos que ejerció su cargo en Hibueras donde fundó las villas de San Pedro Sula y la de Guatemala.

Desde el punto de vista europeo de aquel tiempo, la legitimidad de la Conquista Española del Nuevo Mundo venía de la obligación de la Corona Española de convertir a sus recién adquiridos súbditos paganos, es decir, una continuación de la Reconquista de la península ibérica. Sujetos al gobierno del rey quedarían solo los señoríos de mayor importancia, como México mismo, los tlaxcaltecas y algunos otros. Para administrar a la población indígena se introdujo la figura del encomendero. El encomendero debía proteger y evangelizar a los indios; a cambio, podía quedarse con su tributo y servicio personal.
Durante los primeros años el factor decisivo en esta relación estuvo más en los caciques, que en los encomenderos, pues estos, a pesar de sus prerrogativas, estaban en una posición de suma debilidad. Sus armas y su capacidad de respuesta eran pocas si se considera que ya no formaban una hueste sino que estaban dispersos. Solo después de algunos años, y con el respaldo de una presencia española más fuerte en Nueva España, pudieron los encomenderos imponer sus deseos aún a contrapelo de la voluntad de líderes locales. Las indígenas eran tomadas para todo uso, es decir, siervas y concubinas a la vez.

### Comercio
La economía de América se estructuró en función de las necesidades del mercado europeo, al servicio de la Corona Española. Los territorios americanos envíaban a Europa oro, plata, cobre, mercurio, diamantes, y alimentos como el azúcar, el cacao, y recibían sal, vino, aceite, armas, paños, telas y artículos suntuarios, además de esclavos.
El puerto de Veracruz fue su principal puerto al océano Atlántico, y el de Acapulco el principal al océano Pacífico. Ambos puertos fueron fundamentales para el comercio ultramarino, especialmente con Asia, como fue el caso del Galeón de Manila (también conocida como la Nao de China), que era un buque que hacía dos viajes al año entre Manila y Acapulco, cuyas mercancías eran después transportadas por tierra de Acapulco a Veracruz y posteriormente reembarcadas de Veracruz a Cádiz, España. Así pues, los buques que zarpaban de Veracruz iban generalmente cargados de mercancías de oriente procedentes de los centros comerciales de las Filipinas, más los metales preciosos y recursos naturales de México, Centroamérica y el Caribe.
Sin embargo, estos recursos no se tradujeron en desarrollo para la metrópoli debido a la frecuente inmersión de España en guerras en Europa, así como por la constante merma al transporte ultramarino hecho por los asaltos de las compañías de bucaneros (ingleses), corsarios (holandeses) y piratas (mixto). Estas compañías fueron inicialmente financiadas por, primero, la bolsa de Ámsterdam —la primera de la historia y cuyo origen se debe precisamente a la necesidad de fuentes de financiación de empresas de piratas—, así como posteriormente por la bolsa de Londres. Lo anterior es lo que algunos autores llaman el «proceso histórico de transferencia de riqueza del sur hacia el norte»

### Agricultura

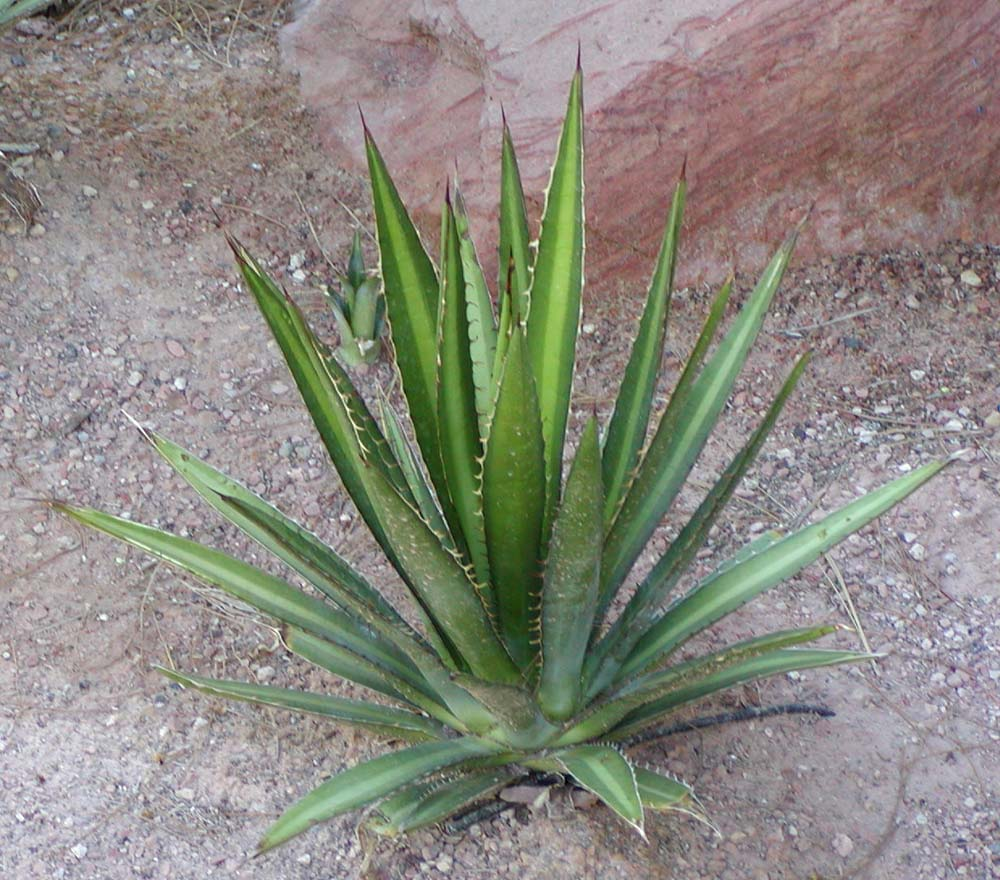
Agave, planta originaria de Nueva España que enriqueció principalmente a empresarios franceses que la explotaron

Hacia 1565 la corona estableció las reglas para el cultivo de plantas europeas en América. El trigo fue el principal cultivo de los españoles en el virreinato y tuvo su mayor auge en la zona de Atlixco, Puebla. Los indígenas tenían menor posibilidad de contraer contratos agrícolas, pero en sus tierras podían sembrar y cosechar maíz, frijol, cacao, maguey, agave y chile. La caña de azúcar fue el cultivo más protegido por la corona, y a diferencia de otros, su producción no estaba limitada a un grupo social y ello benefició a dueños de campo, cañeros, ingenieros (dueños de ingenios), azucareros, molineros y trapiches.
La vid y el olivo fueron dos de los productos agrícolas más desarrollados por los españoles peninsulares del virreinato, pero su comercio terminó en 1596 para proteger los intereses de la corona. Fue entonces cuando comenzó el comercio del gusano de seda, con moreras plantadas en todo el país, pero especialmente en el Bajío. Fue de esta planta que Miguel Hidalgo obtendría recursos en su época de párroco de Dolores.
Sin embargo, los mercaderes solían enfrentar la competencia de los vendedores de las Filipinas, pues su seda oriental solía ser más apreciada que la producida en Nueva España. La agricultura del mundo indígena tenía como base el maíz, que fue añadido como principal alimento a la dieta diaria de los novohispanos, junto al frijol y al chile. El maguey era usado para la producción de pulque, papel y otros productos. Consistía en una planta de fibras secas a la que se le extraía la pulpa; de sus espinas se hacían agujas y clavos. El agave era producido en la región de Jalisco, donde fue explotado junto con el añil a partir de 1750, por industriales franceses como André de Saint-Julien. En el pueblo de Tequila se fabricó a base de agave la bebida homónima.

### Efectos sociodemográficos y económicos de la minería

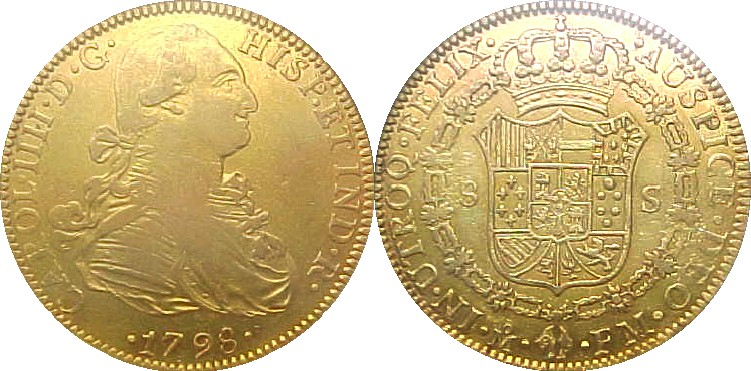
La moneda de oro fue establecida en 1771 y representó un avance en la economía del virreinato, Bucareli logró aumentar el PIB ese año en un 50 %, lo que significó un mayor uso de los recursos propios en obras públicas, más el 30 % de la ganancia fue enviada a España.

La minería, como actividad económica principal, generó un contexto nuevo en la sociedad del virreinato. El oro y la plata se consolidaron como productos de exportación, sirvió de enlace entre la España peninsular y su colonia, además de unir la economía mundial con la del incipiente virreinato. El auge del oro como material minero principal ocasionó que Antonio María de Bucareli y Ursúa, virrey de Nueva España, decretase en 1772 un edicto por el que se instituía la moneda de oro como circulante oficial del virreinato de Nueva España, medida que contaba con la anuencia del rey de España y del conde de Aranda, primer ministro.
El comercio, la agricultura y la ganadería se vieron consolidados y fortalecidos con la medida tomada por Bucareli, así como otras áreas como manufacturas y artesanías. Además, el oro impidió por mucho tiempo la devaluación de la moneda al brindar un medio estable de canje. Otra actividad beneficiada por la minería fue la exploración del norte del país, abandonado desde la caída chichimeca, pero el descubrimiento de minas llevó a misioneros, agricultores y ganaderos a establecerse en las vastas praderas del norte, convirtiendo aquellas zonas inhóspitas, estériles y desoladas en zonas de producción, como Monterrey, capital del Nuevo Reino de León. Así, la minería fue consolidando su posición como la actividad económica más redituable en el virreinato, pero cayó a mediados del siglo XIX, al surgir la industria, caer las minas a causa de las guerras, y devaluarse la moneda de oro en 1882.

### Monopolios

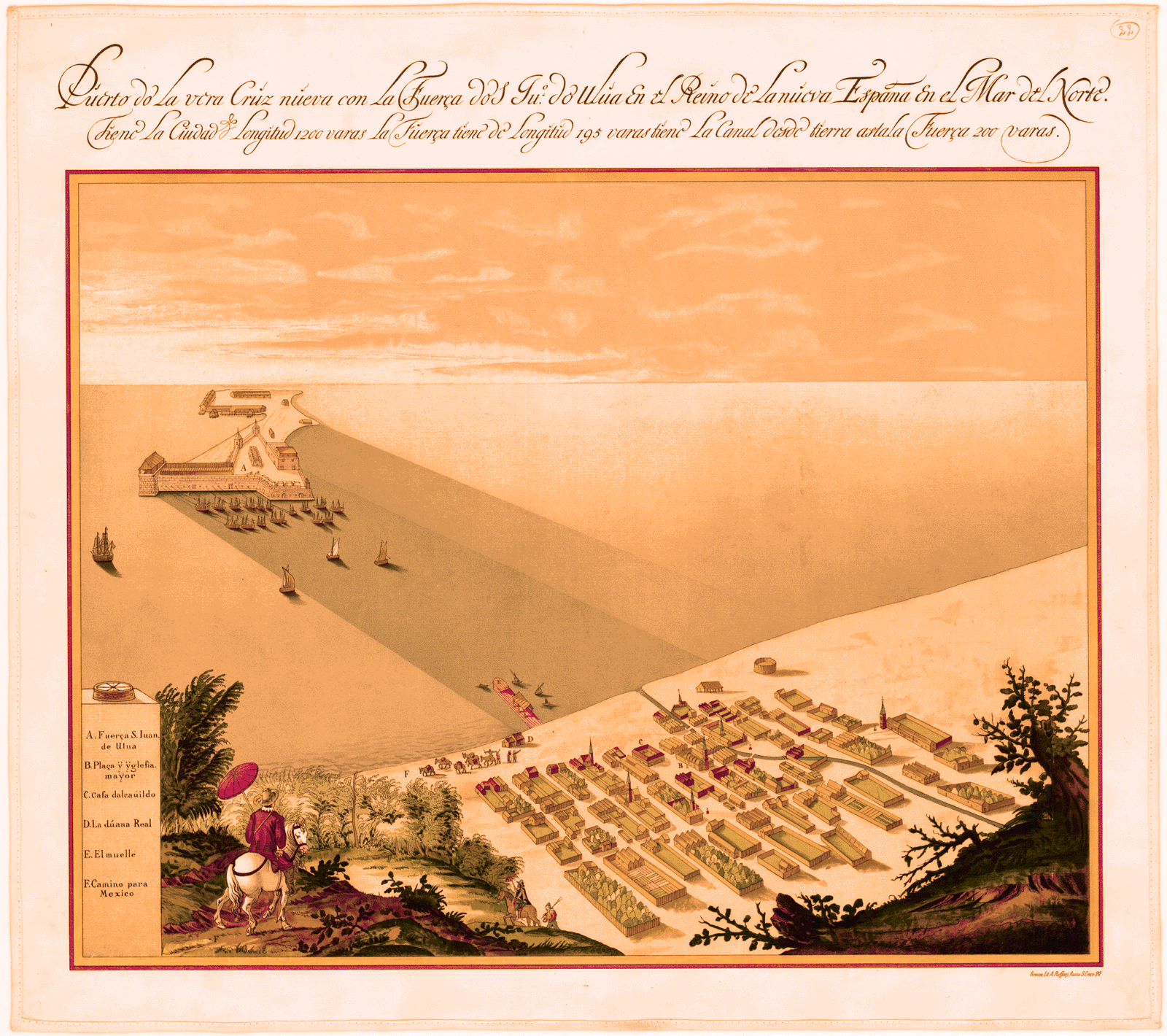
Panorámica del puerto de Veracruz, el más importante de la América Española, en aquel tiempo llamada Ciudad de Tablas, pues muchos de sus comercios estaban hechos con tal material. La ruta comercial Filipinas-Acapulco-Veracruz-Cádiz-Sevilla se convirtió en la más importante de España en la época de los Austrias.

La corona española limitó el comercio de su colonia para proteger sus intereses, lo que significó un aliciente para el contrabando. Veracruz era el puerto donde se realizaba el comercio con España, y las mercancías se descargaban en Cádiz, donde comisionados de la Casa de Contratación de Sevilla revisaban las mercancías. Por otro lado, Acapulco era la vía de comunicación con las Filipinas, y donde se recibían sus productos. Los comerciantes españoles y del virreinato firmaron acuerdos para establecer monopolios y beneficiarse así ellos mismos. Además no existía relación comercial entre los virreinatos, pues todo iba a la metrópoli.
La implementación de las alcabalas y el almojarifazgo contribuyó a obstaculizar el desarrollo comercial del virreinato, pues se gravaban excesivamente los productos. Las rebeliones separatistas de Cataluña y Portugal, llevaron al primer ministro Gaspar de Guzmán, conde-duque de Olivares a impedir aún más el comercio, provocando una crisis económica y escasez de alimentos, ocasionando su caída del cargo. Los monopolios se eliminaron un poco con las reformas de Carlos III, pero muchas prohibiciones siguieron en pie hasta la época de la independencia. Sin embargo, el contrabando ayudó a paliar un poco la escasa oferta comercial existente en aquella época.

## Papel de la Iglesia

### Base jurídica
Mediante la Primera breve Inter caetera, suscrita por el papa Alejandro VI, se otorga a los Reyes Católicos, en pago a sus servicios y a su fidelidad a la Iglesia católica, la autorización y facultades necesarias para evangelizar a los habitantes de las tierras descubiertas por Cristóbal Colón, apenas un año antes, sirviendo esta bula como apoyo jurídico que permitió a los peninsulares la evangelización y dominio sobre las tierras recién descubiertas. Este documento papal fue firmado el día 3 de mayo de 1493.

### Evangelización

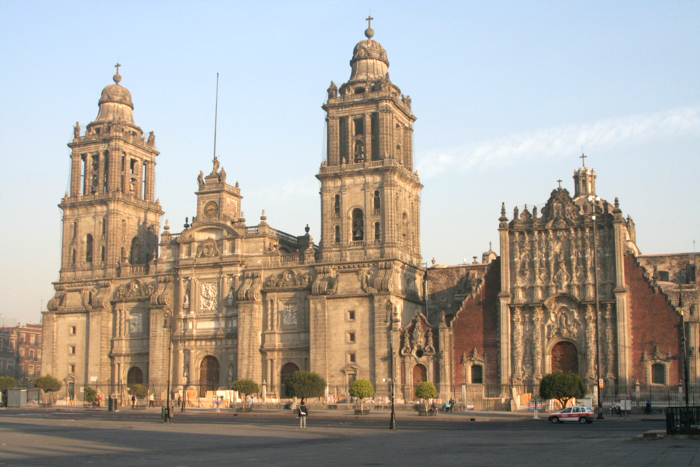
La Catedral Metropolitana de la Ciudad de México fue un símbolo del poder religioso que la Iglesia adquirió en el virreinato de Nueva España. Fue construida entre 1570 y 1813.

La evangelización en la Nueva España fue un proceso que implicó —mediante la enseñanza fuera voluntaria u obligatoria de la religión católica— en los territorios del virreinato la transmisión de la cultura occidental, involucrando, además de la religión, los usos y costumbres europeos. La religión católica fue un elemento clave en la expansión de los reinos ibéricos (Castilla, Aragón y Portugal) desde la Edad Media, y punto fundamental en su desarrollo posterior, al ser la Iglesia católica un aliado político de los españoles y los conquistadores, quienes justificaron sus acciones expansivas en el derecho divino y la enseñanza de la fe católica para los infieles.
En el caso de la Nueva España la enseñanza de la religión fue una necesidad primordial al tener enormes núcleos de población en Mesoamérica con un grado avanzado de desarrollo religioso, así como estados teocráticos y prácticas opuestas a principios religiosos occidentales como el sacrificio humano y la poligamia. Millones de indígenas fueron adoctrinados en el cristianismo por los reinos españoles para dos fines fundamentales: la salvación eterna y la profesión de la fe católica y la integración inmediata a los usos occidentales.

### Órdenes religiosas
Por órdenes del arzobispo primado de España, Alonso de Fonseca y Ulloa, y a petición del gobernante novohispano Hernán Cortés, arribaron a la Nueva España en 1523 doscientos franciscanos, dirigidos por Pedro de Gante (pariente del rey Carlos I), Juan de Tecto y Juan de Aora, pertenecientes a la alta sociedad castellana. Aora y Tecto fueron llevados por Cortés a evangelizar las Hibueras, pero murieron en el trayecto. Gante, mientras tanto, siguió su labor en Nueva España, fundó hospitales y escuelas, estableció un convento y enseñó artes y oficios a los nativos. Murió en 1572, tras casi cincuenta años de labor. En 1524, llegó una nueva generación de misioneros franciscanos, quienes ocuparon un papel preponderante como defensores de los indígenas y de sus tierras, se establecieron principalmente en Michoacán y Puebla. Algunos franciscanos de relieve en Nueva España fueron:

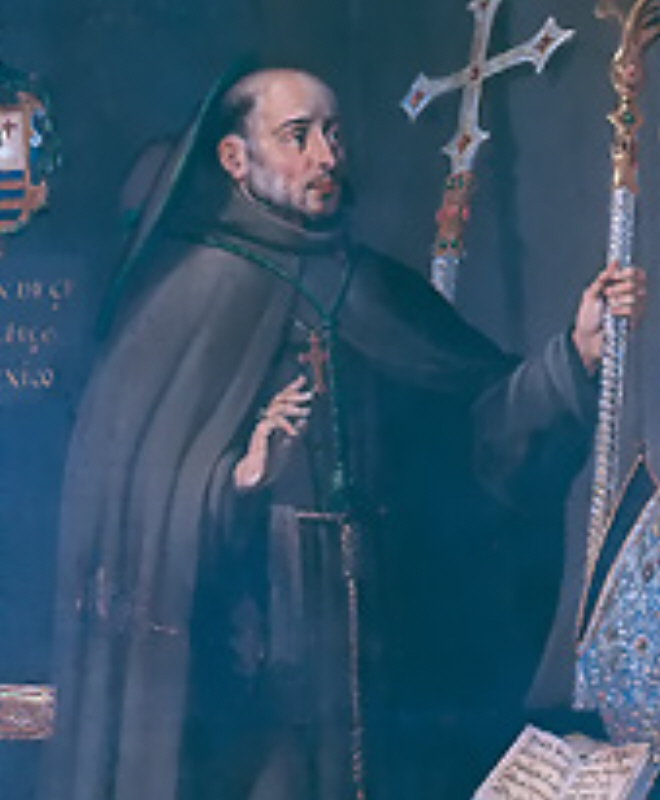
Nativo de Durango, Vizcaya, Juan de Zumárraga sintió de joven la vocación religiosa y decidió seguir estudios sacerdotales. Sirvió en Teruel y hacia 1528 fue nombrado primer obispo de la entonces incipiente diócesis de México. Elevado a arzobispo en 1543 por Pablo III, fue uno de los más conspicuos cazadores de prácticas religiosas prehispánicas, consideradas en ese tiempo como satánicas. Se le relaciona con la historia de la Virgen de Guadalupe, erigiendo años más tarde su primer santuario, completado por su sucesor Alonso de Montúfar. Murió siendo arzobispo el 3 de junio de 1548.

- Juan de Zumárraga: Primer obispo de México, elevado más tarde a arzobispo por Clemente VII. Luchó en contra de las creencias prehispánicas, destruyendo así muchos templos y códices indígenas. Según el Nican mopohua, jugó un papel importante en la aparición de la Virgen de Guadalupe, en 1531, supuesto que no consta en ninguna otra fuente histórica, ni en sus propias memorias.
- Vasco de Quiroga: Aristócrata castellano, se asentó en Pátzcuaro y más tarde en Valladolid, donde fundó el Colegio de San Nicolás Obispo. Fundó las plantas de artesanos y campesinos, por lo que fue llamado Tata Vasco por los indígenas purépechas.[126]

Los dominicos fueron la otra orden importante que se estableció en el virreinato, con poco tiempo de diferencia de los franciscanos. Llegaron hacia 1526 y establecieron sus misiones en Oaxaca y Chiapas. Bartolomé de las Casas presidió esta organización religiosa durante su estancia en Nueva España, y en 1542 escribió al rey informándole acerca de la situación social en Nueva España, que más tarde recopiló en su obra Brevísima relación de la destrucción de las Indias.
Francisco de Vitoria, de su misma orden, difundía ideas contrarias a las de De las Casas, y el Consejo de Indias les convocó a ambos para debatir sus ideas ante tal organismo. Fue entre 1550 y 1551, cuando Vitoria, De las Casas y Juan Ginés de Sepúlveda discutieron sus posturas en la llamada Aula Triste del Palacio de Santa Cruz. A este hecho se le conoce como Junta de Valladolid. Las ideas de De las Casas lograron mayor impacto en los oidores, lo que quedó plasmado en las Leyes de Indias de 1552.
Los agustinos fueron la tercera orden en importancia, llegada en 1534 y extendida por la Mixteca y el Estado de Guerrero, pero más tarde lograron su expansión por la Huasteca de San Luis Potosí y Veracruz, unos años después a Michoacán. Entre otros, se destacaron Francisco de la Cruz, Agustín de la Coruña y Jerónimo Jiménez. A base de donativos, la orden se hizo de grandes propiedades que a la postre se convirtieron en haciendas y latifundios.
Estas tres órdenes fueron las más influyentes y las que construyeron grandes edificios para su religión, que al paso de los siglos pueden verse todavía en pie. Las órdenes minoritarias se dedicaban a atender los hospitales y las escuelas, como los juaninos, los hipólitos, los carmelitas, y los mercedarios, además de algunas órdenes femeninas como las clarisas. La máxima realización de las órdenes terciarias fue el Hospital de Jesús, durante siglos el mayor hospital capitalino, en este reposan los restos de Hernán Cortés.

#### Relaciones de la Iglesia con el Estado y los pueblos indígenas
Los pueblos indígenas fueron en principio hostiles a la nueva doctrina y muchos de ellos se negaron a aceptar la religión católica como única oficial. Los frailes se encargaron de la labor evangelizadora y educativa. En esta tarea se diluyeron vestigios de su antigua cultura, aunque a su vez integraron valores del México prehispánico. La Inquisición fue establecida en 1571 a semejanza de la española, que vigilaba y reprimía las manifestaciones contrarias a la religión, llevando muchas veces a sus sentenciados a la pena capital. En principio, los religiosos se enfrentaron a Felipe II pues los sacerdotes deseaban abolir la esclavitud y la servidumbre predominante entre los indígenas, pero el rey se negó y estuvo a punto de expulsarles de sus dominios. El papa Sixto V intervino y concilió a ambas partes.

### Inquisición

Escudo de la Inquisición española, con sede en la Nueva España. Institución fundada en 1478 por los Reyes Católicos para mantener la ortodoxia católica en sus reinos, que tiene precedentes en instituciones similares existentes en Europa desde el (véase el artículo Inquisición). La Inquisición española estaba bajo el control directo de la monarquía. No se abolió definitivamente hasta 1834, durante el reinado de Isabel II. Operó en Nueva España de 1571 a 1820, cuando por órdenes de Riego fue abolida, orden que llevó a cabo el virrey Juan Ruiz de Apodaca.

La Inquisición española fue establecida en la Corona de Castilla y en la Corona de Aragón por orden de Isabel I y Fernando II, en 1479. Se diseñó como una judicatura eclesiástica que permitiera procesar formalmente a los sospechosos de herejía, evitando así que la sociedad misma actuase como juez y ejecutor al margen de los procedimientos legales. Pedro Arbués fue el primer inquisidor general, asesinado en 1485. Tras la caída de Granada, los moros y judíos que se negaron a convertirse al cristianismo fueron expulsados en 1492, algunos de ellos procesados por la inquisición, ejecutados y sus bienes confiscados.
Al tomar posesión del Nuevo Mundo, Pablo III, pontífice de Roma, sugirió a Carlos I establecer el Santo Oficio de la Inquisición en América, pero las guerras en que el emperador estaba enfrascado impidieron realizar su objetivo. Abdicó Carlos I en su hijo Felipe II, quien durante los primeros años siguió la política de su padre, pero pudo instituir el Santo Oficio en Nueva España hacia 1571. Desde 1569 se establecieron los primeros tribunales en Lima y Cartagena de Indias.
Fernando Valdés, inquisidor general con sede en Toledo, dictó las primeras dispensas para la inquisición novohispana. Ya desde los primeros años de la conquista se habían dictado reservas para la persecución de herejes, castigo de blasfemias (instituida por Cortés en 1520, un año antes de la caída de Tenochtitlan) y proceso de idólatras, cuyo primer caso fue llevado por Nuño Beltrán de Guzmán contra un pueblo de tarascos, en 1530.
Pedro Moya y Contreras fue el primer inquisidor general del virreinato hasta su muerte en 1591. Pablo IV organizó el índice de libros prohibidos, que tuvo vigencia en Nueva España hasta 1820, año de la supresión del Santo Oficio. La tortura se empleaba como método para obtener confesiones y para castigar, siendo muchas veces exhibidos públicamente los condenados, usando un sambenito, poco antes de ser quemados en la hoguera mediante autos de fe.
Durante sus tres siglos de existencia, la Inquisición ejecutó a un total de 43 personas. Asimismo, de las 324 personas procesadas entre 1571 y 1700 (acusadas por practicar el judaísmo), 29 fueron condenadas a muerte. Después de la ejecución de Carlos Ometochtzin, la Corona prohibió al Santo Oficio la persecución de los indígenas. La revolución de Rafael del Riego, que dio origen al Trienio Liberal, suprimió definitivamente la Inquisición en marzo de 1820, siendo sus últimas labores la persecución de los liberales contrarios a Fernando VII.

### Virgen de Guadalupe y su imagen para evangelizar
La evangelización en la Nueva España no fue tarea sencilla, especialmente en los primeros años de la Conquista, cuando aún estaban arraigadas las costumbres prehispánicas religiosas. Fue en este ambiente de crispación y tensión religiosa, causado por la destrucción por parte de los conquistadores de los elementos de la antigua religión, en que, de acuerdo con la creencia católica, en 1531 apareció la Virgen de Guadalupe, que al paso de los tiempos fue convirtiéndose en un símbolo de la nación, fortaleció el mexicanismo y fue el símbolo más importante empleado en la evangelización del virreinato de Nueva España.

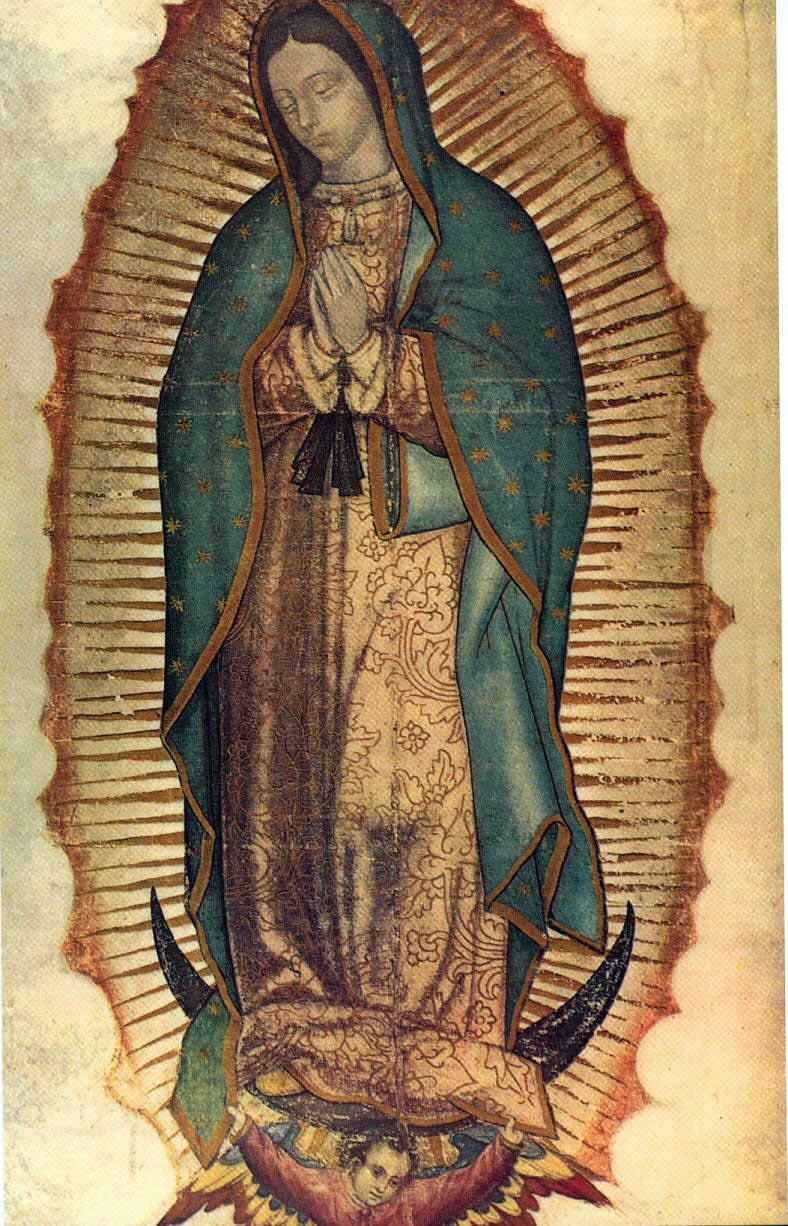
Nuestra Señora de Guadalupe, Patrona de México y Emperatriz de América.

Según el Nican mopohua, el 9 de diciembre de 1531 un indígena se encontraba caminando por las laderas del valle de México. Su nombre era Juan Diego Cuauhtlatoatzin (venerado como santo por la Iglesia Católica) y buscaba medicinas para aliviar las enfermedades padecidas por su tío Bernardino. La aparición de la Virgen a Juan Diego se realizó con el fin de obtener un santuario para su veneración en el cerro del Tepeyac, lugar donde ocurrieron las manifestaciones.
Ante la estupefacción de Juan Diego, la Virgen hizo una serie de peticiones hoy desconocidas, pero el indígena sintió temor y no hizo caso a la aparición. Pocos días después, el 11 de diciembre, Juan Diego volvió a subir a la capital, pero lo hizo por otro extremo para eludir el contacto con la aparición. De nuevo la Virgen le salió al encuentro por su camino y le repitió sus peticiones, pero Juan Diego se negó nuevamente.

El 12 de diciembre la Virgen le reveló su nombre: Guadalupe, y le dijo que otorgaría la salud a su tío Bernardino, pero le pidió que llevase unas rosas de Castilla al obispo Juan de Zumárraga como señal de la aparición divina. Juan Bernardino, tío del mensajero, sanó pocas horas luego de la entrevista entre su sobrino y la Virgen. Juan Diego, mientras tanto, se presentó ante el obispo y algunas personas de la alta sociedad, mostrándoles las rosas de Castilla en su manto, en el que además había quedado estampada la imagen de la Virgen de Guadalupe. Zumárraga atribuyó el hecho a una intervención divina, tomó el ayate de Juan Diego y ordenó su exhibición pública.

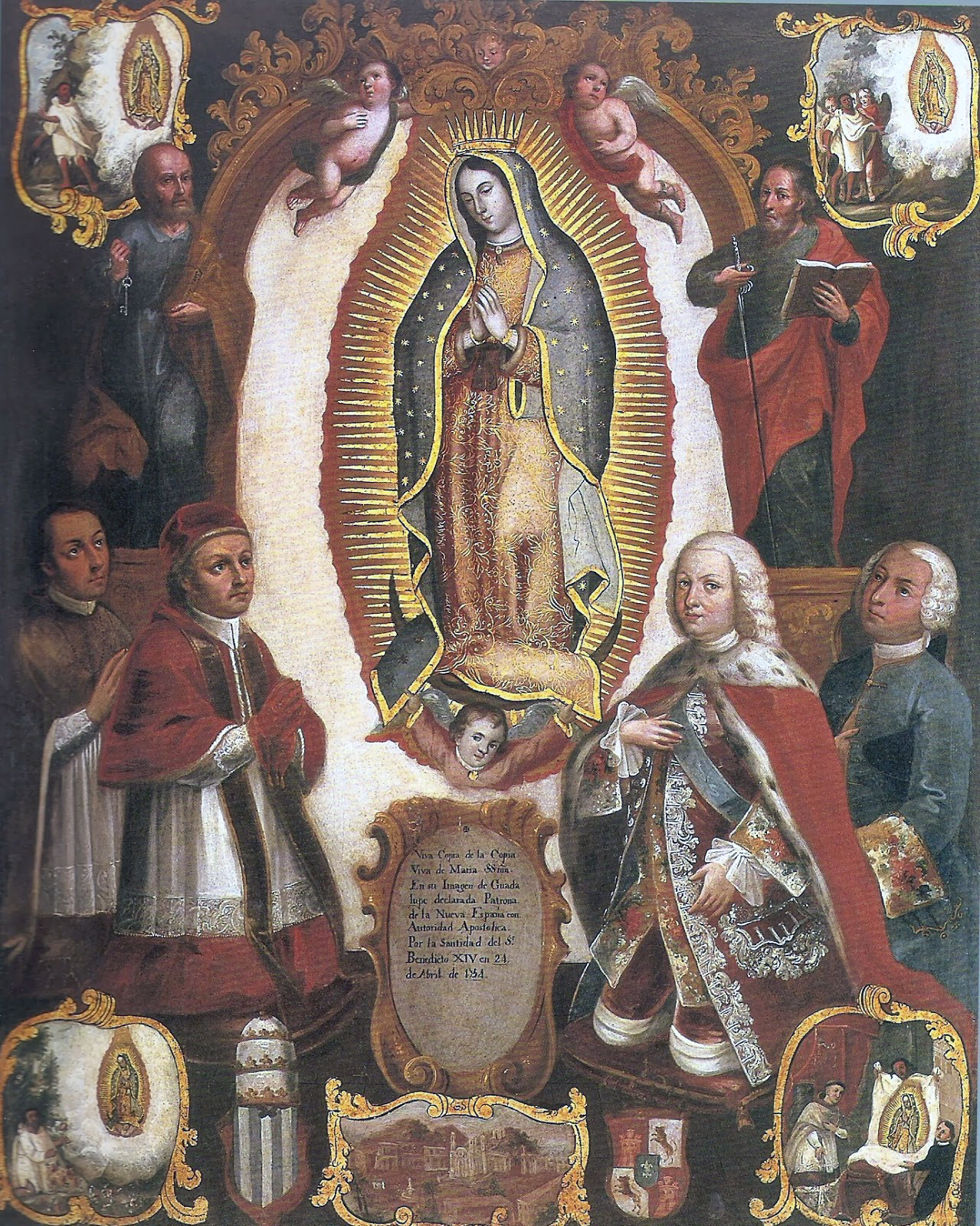
Alegoría de la declaración pontifica de Benedicto XIV el 24 de abril de 1754 del patronato Guadalupano sobre la Nueva España, anónimo novohispano,.

La historia está basada en el Nican mopohua, un relato en náhuatl compilado por Luis Lasso de la Vega en su obra Huei tlamahuiçoltica. Este relato ha sido tradicionalmente atribuido al escritor, profesor y político nahua Antonio Valeriano, y queda la gran duda si se trata de un ejercicio ficticio con fines evangelizadores, o si se trata de un testimonio histórico como lo han querido presentar los partidarios de las apariciones.
Fray Alonso de Montúfar mandó construir una primitiva basílica de Guadalupe en el mismo lugar donde antiguamente se veneraba a Tonantzin, de ahí que desde entonces en náhuatl se le llamara Tonantzin Guadalupe. Fue inaugurada en 1708, y con calidad de santuario desde 1738, concedido por Benedicto XIV, quien también designó a la Virgen de Guadalupe Patrona de México y Emperatriz de América.
Sin embargo, fray Francisco de Bustamante lo denunció públicamente como superstición peligrosa. Sostuvo que muchos indígenas creían que la imagen pintada por el indígena Marcos Cípac realizaba milagros, lo cual era una forma de idolatría que podía revertir la evangelización. El franciscano acusó al culto de socavar la fe cristiana auténtica entre los naturales. Asimismo, fray Bernardino de Sahagún consideraba que su devoción era sospechosa y su veneración como Tonantzin era una invención satánica.
Juan Diego murió en 1548, fue beatificado en 1990 y canonizado en 2002, ambos procesos por Juan Pablo II. Los estragos de las guerras civiles de México dañaron la estructura de la basílica por lo que en 1968 el arquitecto Pedro Ramírez Vázquez tomó el proyecto de la nueva Basílica, inaugurada el 12 de octubre de 1976. La importancia de la imagen radica en que durante siglos ha tenido un papel preponderante en la historia de México, como símbolo patrio no oficial, ya que su fiesta (12 de diciembre) no fue abolida del calendario con las Leyes de Reforma, inspiró a grupos insurgentes como estandarte de su lucha y es considerada por la mayor parte del pueblo mexicano y la Iglesia católica como la patrona de México y de toda América.

### Conflictos de la Iglesia con la Corona española

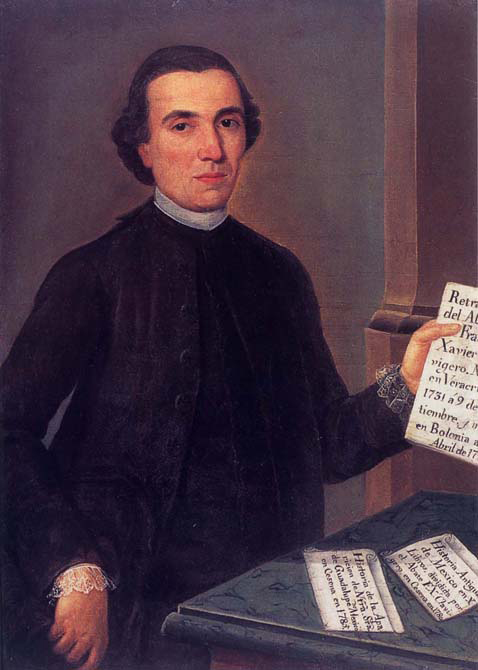
Francisco Xavier Clavijero, intelectual y jesuita de la Nueva España, expulsado con el resto de la orden en 1767. Se exilió en Roma, donde escribió muchas veces al papa Clemente XIII y a Carlos III de España pidiendo su regreso a la Nueva España. Le fue negado y comenzó a escribir su Historia de la Antigua o Baja California en dos volúmenes. Murió en 1787, en Bolonia.

Tras el advenimiento del primer Borbón a la corona española, Felipe V en 1700, el nuevo monarca se hizo rodear de consejeros afrancesados enemigos del clero peninsular, lo que de inmediato generó conflictos que se extendieron a lo largo de todo el siglo XVIII. La sobrepoblación de clérigos y religiosas hizo que en 1717 el rey, aconsejado por su mujer Isabel de Farnesio, dictara prohibiciones de fundar nuevos conventos en América y en 1734 se les impidió recibir a nuevos miembros durante el plazo de diez años.
Fernando VI, hijo y sucesor del anterior, tuvo una política conciliadora con la Iglesia e incluso firmó un concordato con Benedicto XIV en 1753, pero al año siguiente evitó que el clero interviniese en la redacción de testamentos. Al morir Fernando VI sin descendencia, el trono pasó a manos de su liberal hermano Carlos III, antiguo rey de Nápoles. En sus nuevos dominios aplicó las mismas políticas anticlericales que en Nápoles. El conde de Aranda, su primer ministro, le informó del peligro que representaban los jesuitas para la corona, por sus enseñanzas liberales y por su alianza con Clemente XIII, por lo que el rey determinó expulsarles en 1767, causando así la caída del sistema educativo de la Nueva España, pues los jesuitas eran los mayores educadores de la juventud novohispana.
El ejército condujo a los jesuitas a su destierro, y reprimió además manifestaciones populares de repudio a la medida de Carlos III, como las suscitadas en San Luis Potosí, Uruapan, Pátzcuaro y Guanajuato. La orden del rey fue ejecutada por el virrey Carlos Francisco de Croix y por el visitador José de Gálvez, quien años más tarde se convirtió en virrey y aplicó la Real cédula sobre enajenación de bienes y cobro de capitales de capellanías y obras pías para la consolidación de vales reales, lo que de un solo golpe destruyó la estructura económica de la Iglesia en la corona, que había funcionado durante más de dos siglos. Los fondos recaudados fueron para fortalecer a la armada y al ejército español, pues las ideas revolucionarias francesas comenzaban a traspasar fronteras.

### Poder económico de la Iglesia en Nueva España

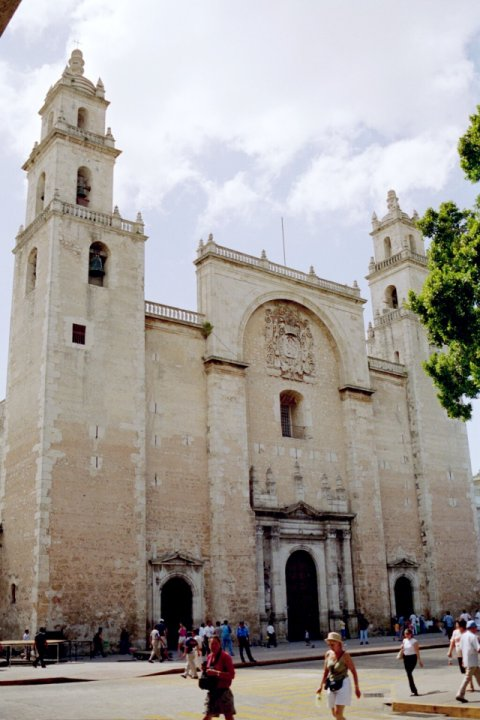
La Iglesia consiguió gran cantidad de dinero a través de las capellanías y donativos, con los que construyó catedrales como la de San Ildefonso de Yucatán.

La Iglesia en España, al igual que lo que sucedía en el resto de la cristiandad, fue dividida en dos grandes cleros: el clero secular —integrado por los sacerdotes que no pertenecen a ninguna orden religiosa y que están sometidos al poder de los obispos— y el clero regular, formado por las órdenes religiosas de hombres y mujeres, sujetos a las reglas que su orden les imponga. Esta estructura fue traída a la Nueva España, donde sufrió algunos cambios pero la esencia se mantuvo a lo largo de toda la época hispánica.
El diezmo fue, sin duda, la base de la economía clerical novohispana, instituido por Alejandro VI en el Tratado de Tordesillas (1494). Era una especie de impuesto sobre la renta, que equivalía a la décima parte de las ganancias obtenidas por cada súbdito en un año, con respecto a sus propiedades inmuebles, ganaderas y agrícolas, además de las comerciales. En su mayoría, el diezmo era usado para cubrir las necesidades de los sacerdotes y pagar tributo a la corona, el resto era enviado al papa quien lo distribuía en la cristiandad de acuerdo a su criterio.
Así, muchas órdenes consolidaron su poder al adquirir haciendas, acumulando de esta manera muchos latifundios considerados «en manos muertas», y fueron desamortizados hasta 1856 con Benito Juárez. El virreinato concedía «merced de estancias» a ciertos colegios particularmente pobres, aunque esto rayaba en contra de que la Iglesia tuviera bienes raíces, norma dictada por Pío VI. Otras órdenes como los agustinos, poseían extensiones de terrenos para la crianza de ovejas. Las capellanías fueron una de las mayores fuentes de ingresos para la Iglesia, consistía en un impuesto que se gravaba sobre las propiedades de rurales, casas tiendas o talleres, a semejanza de una hipoteca. Los censos consistían en una renta anual o hipoteca sobre una propiedad.

## Cultura y ciencia

### Contexto

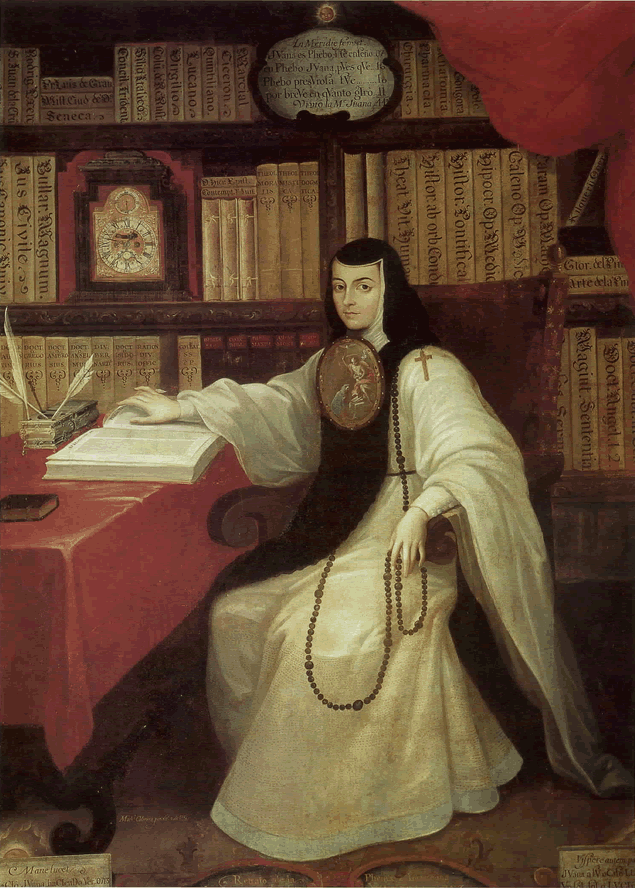
Sor Juana Inés de la Cruz única poetisa en la época del virreinato. Retrato de Miguel Cabrera (ca. 1750).

Este virreinato fue la base del mosaico cultural y racial del período americano. En su seno convivieron a lo largo de los 300 años de virreinato las culturas nahua, maya, mixteca, zapoteca, otomí, castellana, vasca, sefardí, etc. Asimismo, se dio una gran cantidad de mezclas raciales: mestizos, mulatos, castizos, coyotes, zambos, etc. Figuras como Sor Juana Inés de la Cruz y Juan Ruiz de Alarcón destacan como los más notables contribuyentes a la literatura española, así como Manuel Tolsá en la arquitectura.
Relativo a instituciones financieras destaca Pedro Romero de Terreros, fundador del Sacro y Real Monte de Piedad de Ánimas, antecedente del Nacional Monte de Piedad (también llamado Monte Pío), génesis del microcrédito a nivel mundial. También destacan los descubrimientos químicos de Andrés Manuel del Río, descubridor del eritronio, posteriormente renombrado vanadio, en la tabla periódica de los elementos.
Dentro de la arquitectura existieron los siguientes estilos:
- Monástico
- Mudéjar
- Plateresco
- Barroco
- Churrigueresco
- Neoclásico[148]

### Educación

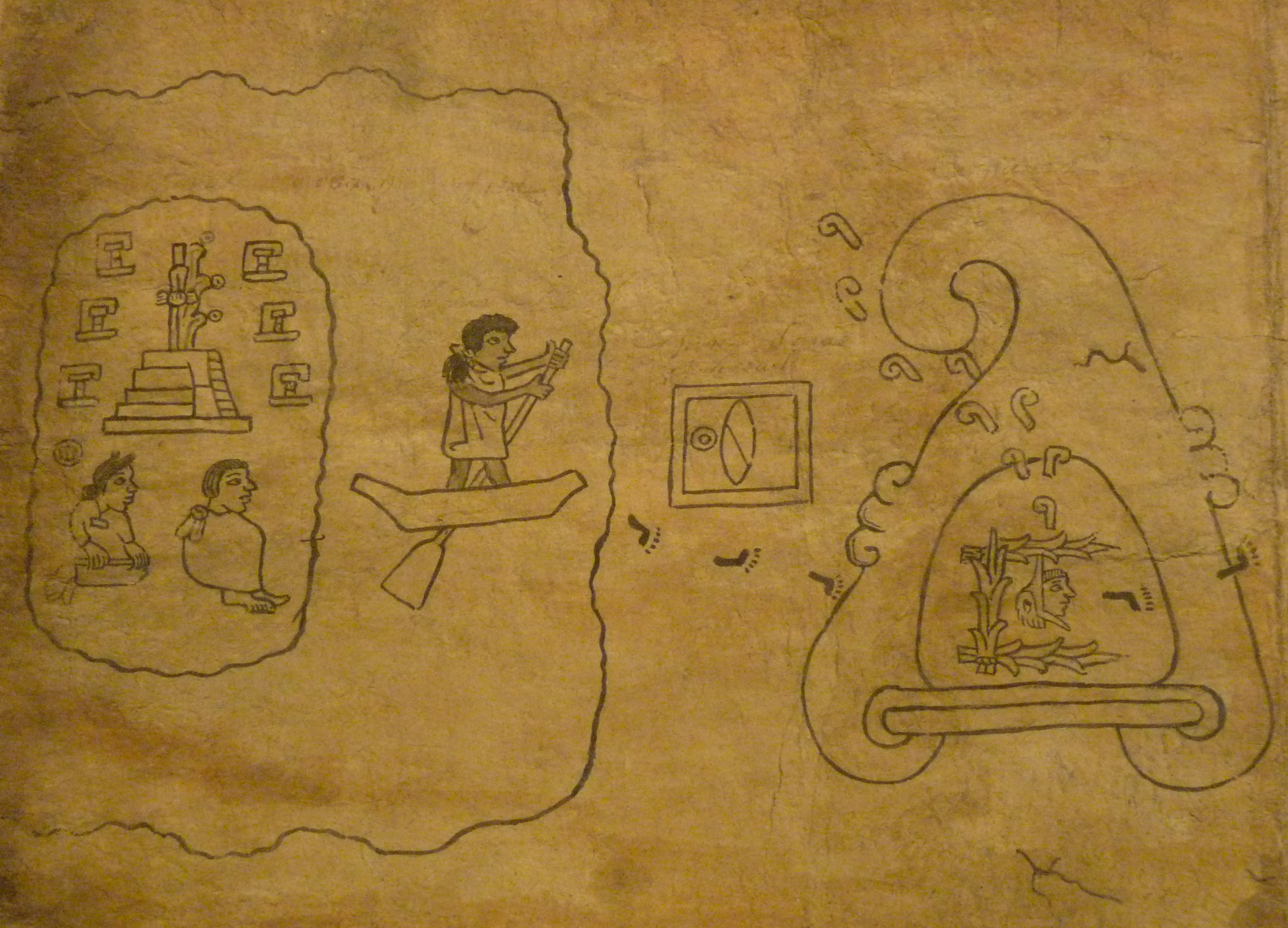
Lorenzo Boturini, intelectual italiano, logró recolectar una gran cantidad de documentos prehispánicos entre los que destacaba la Tira de la Peregrinación, fundamental en el estudio del México antiguo. Las disputas de Boturni con el virrey Pedro de Cebrián y Agustín, llevaron a su detención, posterior exilio y destrucción de gran parte de su obra. Portada del Códice Boturini, conocido también como Tira de la Peregrinación.

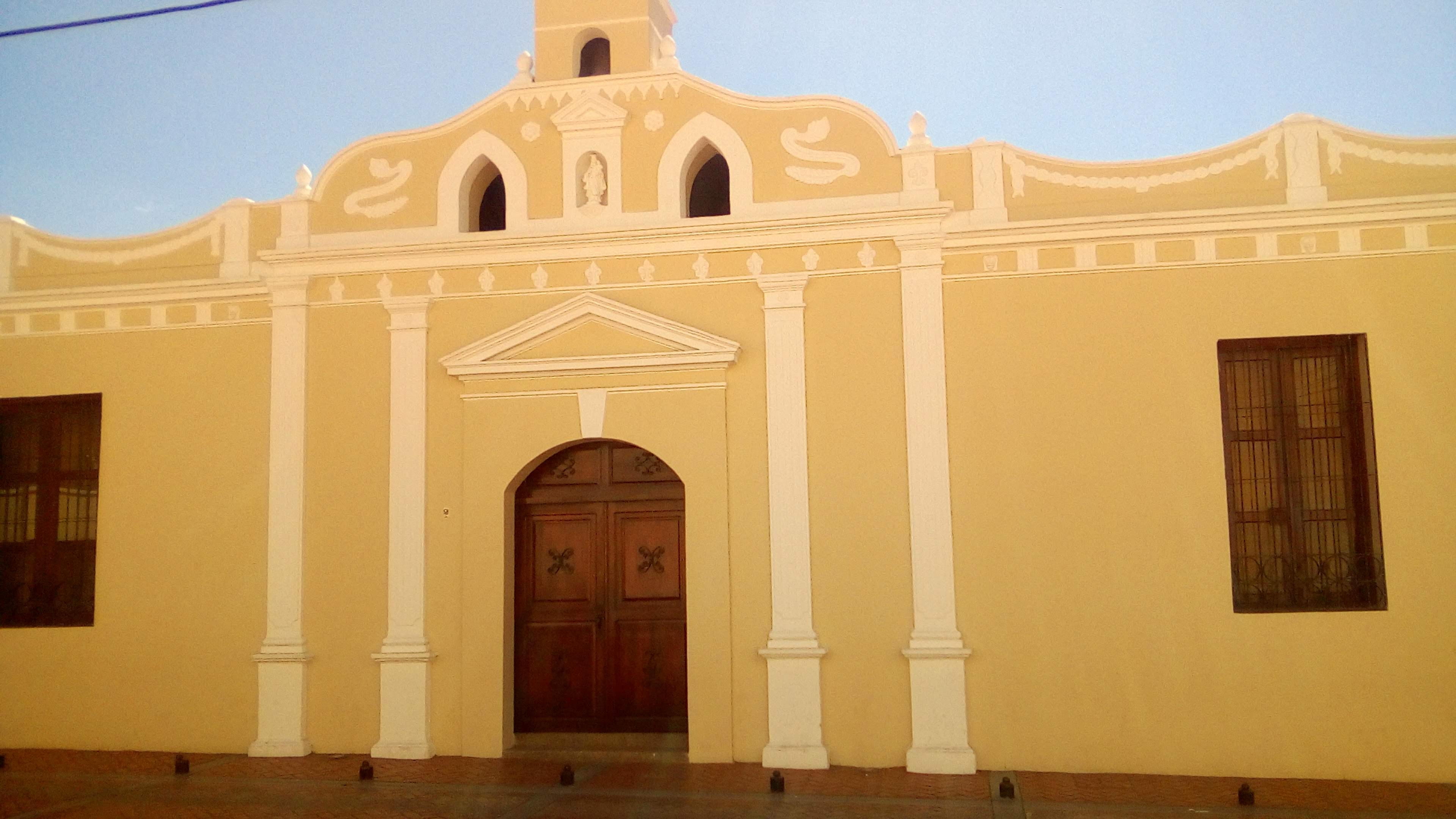
Fachada del Colegio tridentino de Comayagua en la capitanía general de Guatemala. Fue el mayor centro de estudios superiores de la región de las Hibueras durante los siglos y junto con el colegio episcopal de Santiago de los caballeros de Guatemala, albergando en su listado de egresados a muchos de los mayores ilustres de Centroamérica.

Las escuelas durante el virreinato estuvieron en manos de la Iglesia, y estos centros educativos solían situarse al lado de los templos católicos. En 1523, Pedro de Gante instituyó la primera escuela de oficios para indígenas, llamada Escuela de Artes y Oficios de San José de los Naturales.
Poco tiempo después ocurrió la fundación del Colegio de la Santa Cruz de Tlatelolco, dedicado a la educación indígena, pero en un grado a las escuelas de oficios. Los criollos, por su parte, eran educados por jesuitas y agustinos. Estas dos órdenes fundaron en 1576 el colegio de San Pedro y San Pablo, sustentado por ricos comerciantes cuyos hijos asistían a recibir educación.
El Colegio de San Ildefonso fue obra de los jesuitas y se convirtió en el mayor centro humanístico del siglo XVIII. Los dominicos tuvieron importancia en la enseñanza de la doctrina católica y de la teología, al fundar en Ciudad de México y Puebla los primeros seminarios. En 1575, Luis de León Romero fundó el Colegio de San Luis, que otorgaba reconocimiento a los sacerdotes dominicos egresados de la institución en toda la orden. El Colegio de las Vizcaínas fue la primera institución laica dedicada a la educación de mujeres. Así, muchas de las escuelas del país se convirtieron en semilleros de la nueva sociedad novohispana.

### Real y Pontificia Universidad de México

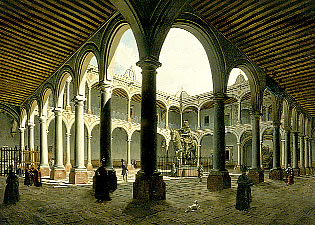
Litografía de uno de los jardines de la Real Universidad Pontificia de México, hecha por Claudio Linati hacia 1830. Fue cerrada definitivamente en 1865, por Maximiliano I, tras varios cierres en años anteriores. La UNAM y la Universidad Pontificia de México pueden considerarse sus herederas.

El 21 de septiembre de 1551, a petición de la sociedad novohispana, el rey Carlos I dictó en Toro, Castilla y León, la cédula de creación de la Real y Pontificia Universidad de México. La fundación y labor educativa de los colegios religiosos novohispanos fue un factor importante para la institución de la Universidad, que en principio tomó como modelo a la Universidad de Salamanca, en aquella época la más importante de España y una de las más prestigiosas de Europa. La Universidad fue inaugurada el 25 de enero de 1553.
El claustro se convirtió pronto en la máxima institución de la universidad, constituida por el rector, el maestro de escuela y los catedráticos. Los cursos principales eran de griego, hebreo, filosofía, teología, gramática, que se impartían en latín. Las Leyes de Indias fueron la base de muchas constituciones de la institución, que sin embargo cambiaban al paso del tiempo para adecuarse a los menesteres del país. El rector solía ser un letrado español nombrado por el rey de España o en su defecto por el Consejo de Indias, era una figura de gran autoridad y renombre, que además de dotaba de gran solemnidad a las ceremonias realizadas.
Los grados otorgados por la Universidad eran, de menor a mayor; bachiller, maestro, licenciado y doctor, pero este último solo se concedía a aquellos que aprobaban con honores su examen final. Varios de los títulos más destacados en la institución eran maestro en filosofía y en teología, licenciado en leyes y doctor en medicina. Con base en un decreto del rey Felipe II, en 1626 se instauraron cátedras de náhuatl y otomí en la Universidad.

### Ingeniería, ciencia y tecnología
La ingeniería en Nueva España experimentó avances significativos que respondieron tanto a necesidades administrativas como económicas y militares. La fundación del Real Seminario de Minería en 1792 marcó un hito en la profesionalización de la ingeniería, enfocándose en la formación de expertos para optimizar la extracción y procesamiento de minerales, un sector clave para la economía novohispana. La ingeniería hidráulica también destacó con la construcción y mantenimiento de acueductos, canales y sistemas de riego que permitieron un mejor aprovechamiento del agua para la agricultura y las poblaciones urbanas, mostrando un alto grado de conocimiento técnico y adaptación a las condiciones locales.

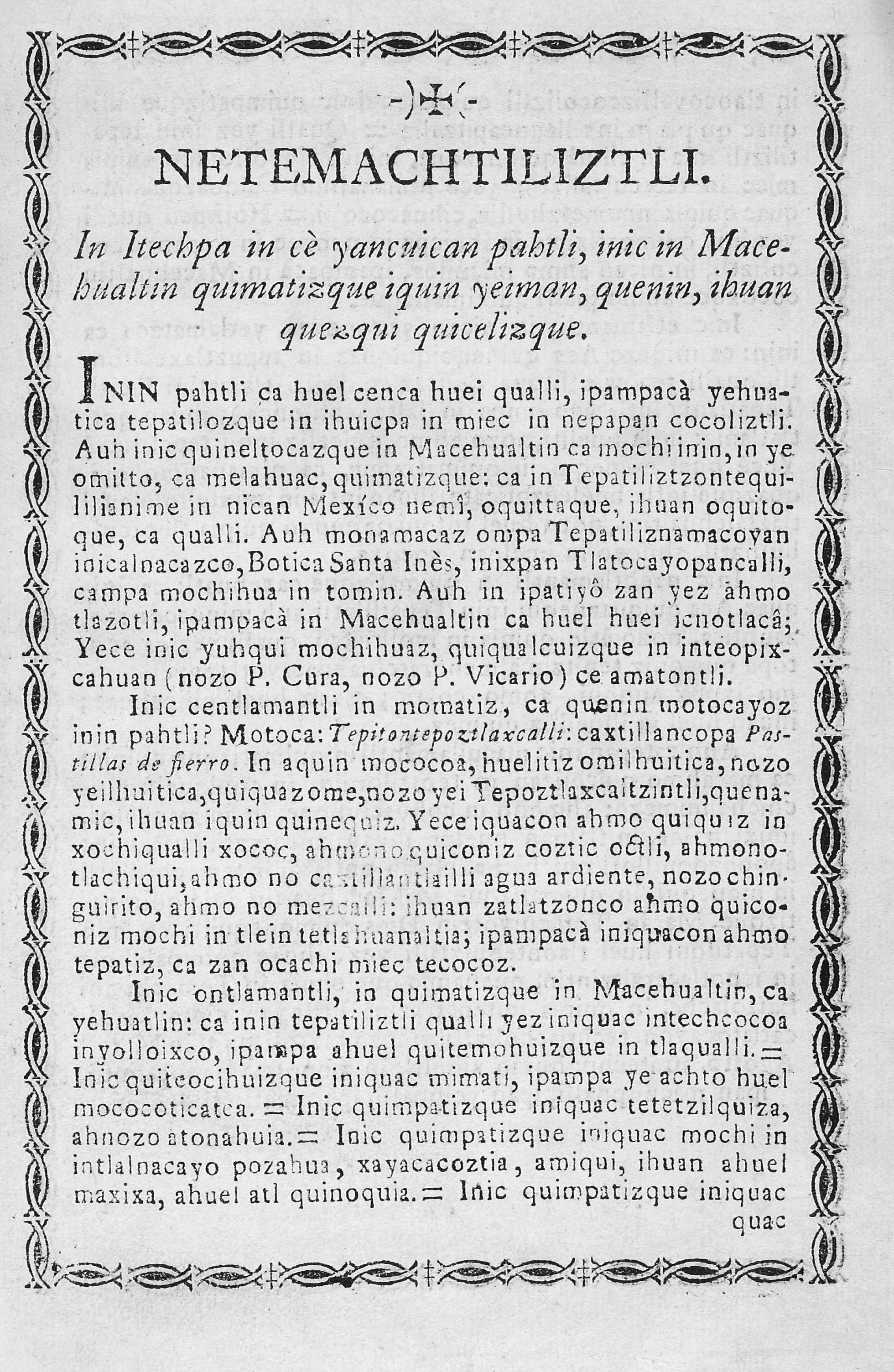
Instrucción para el buen uso de las pastillas de hierro, publicado en náhuatl por el médico José Ignacio Bartolache en 1774.

En el ámbito militar, los ingenieros diseñaron fortificaciones estratégicas que protegían ciudades y puertos, combinando técnicas europeas con innovaciones adaptadas a los territorios americanos. Asimismo, las reformas educativas impulsadas en el siglo XVIII promovieron la enseñanza de disciplinas científicas relacionadas, como la química, que contribuyeron al desarrollo de tecnologías aplicadas en la minería y manufactura. De hecho, Alexander von Humboldt destacó que algunas obras fundamentales de la ciencia moderna, como los Elementos de química de Antoine Lavoisier, fueron traducidas y publicadas en la Nueva España incluso antes que en la propia España peninsular, lo que reflejaba la avanzada circulación del conocimiento científico y técnico esencial en el virreinato.
Durante esta época surgieron destacados ingenieros, científicos, matemáticos y médicos que contribuyeron al desarrollo del conocimiento y la solución de problemas prácticos del virreinato. A través de sus estudios, obras y experimentos, impulsaron avances en áreas como la hidráulica, la astronomía, la medicina y la cartografía, dejando un gran legado intelectual.
- Martín de la Cruz (¿?-¿? nacido a finales del siglo XV). Indígena autor del Códice De la Cruz-Badiano, primer herbario americano, redactado en náhuatl y traducido al latín por Juan Badiano; documentó plantas medicinales nativas junto con sus propiedades, constituyendo uno de los primeros sistemas científicos de biología en el continente americano.
- Bartolomé de Medina (c. 1503-1585). Nacido en España, inventó el método de patios o amalgamación en frío, permitiendo la extracción eficiente de plata mediante mercurio y sal, revolucionando así la industria minera y posicionando a la Nueva España como líder mundial en producción de plata.
- Alonso de la Vera Cruz (1507-1584). Fraile agustino español y pionero del pensamiento científico en la Nueva España. Fundó centros educativos como el Colegio de Tiripetío y escribió Physica speculatio, el primer tratado de física en América, donde abordó temas como la visión, la causalidad natural y el heliocentrismo, sentando bases para la ciencia novohispana.
- Diego García de Palacio (1540-1595). Nacido en España, escribió en México la obra Instrucción náutica, para el buen uso y regimiento de las naos, su traça, y su gobierno conforme a la altura de México. Fue el primer libro de construcción naval editado en el mundo.
- Enrico Martínez (c. 1550-1632). Nacido en Alemania, fue un cosmógrafo, ingeniero hidráulico e impresor. Publicó libros sobre astronomía, trigonometría, agricultura e historia. Participó en un ambicioso proyecto de excavación de un canal que drenara definitivamente los lagos de la Cuenca de México hacia el lago de Zumpango.
- Diego Rodríguez (1596-1668). Fraile novohispano, escribió diversas obras sobre aritmética, álgebra, geometría, geografía y astronomía. Encabezó una comunidad científica en la Nueva España, la cual aceptó cambios radicales en la ciencia 30 años antes que los científicos de la España peninsular. Desarrolló tratados sobre relojes para predicción de eclipses y cálculo de longitud con gran precisión.
- Carlos de Sigüenza y Góngora (1645-1700). Intelectual y polímata novohispano, fue uno de los personajes más destacados de la Nueva España. Matemático, astrónomo, geógrafo e historiador, fue catedrático en la Real y Pontificia Universidad de México. Participó técnica y cartográficamente en obras de ingeniería hidráulica para planear obras de drenaje y mitigación de inundaciones.
- Pedro de Arrieta (c. 1660-1738). Arquitecto novohispano, trabajó el barroco mexicano en un gran número de obras emblemáticas en la Ciudad de México con estilos mixtilíneos, precursor de la arquitectura ilustrada en el virreinato.
- Joaquín Velázquez de León (1732-1786). Matemático, abogado, astrónomo y escritor novohispano, fue instruido en lenguas indígenas y en la escritura pictográfica mexica por su tutor Manuel Asensio, indígena experto en historia y mitología. Tras leer las obras de Isaac Newton se adentró en la astronomía, elaborando anteojos, cuadrantes y otros instrumentos con sus propios recursos.
- Antonio de León y Gama (1735-1802). Nacido en la Ciudad de México, escribió sobre astronomía, historia y medicina, destacándose por sus trabajos sobre las auroras boreales, la Piedra del Sol y el uso de la lagartija para curar el cáncer.
- José Antonio Alzate (1737-1799). Intelectual y polímata novohispano, se destacó por sus publicaciones periódicas de índole científica como los Asuntos varios sobre ciencias y artes y las Observaciones sobre la física, historia natural y artes útiles. Fue socio de la Academia de Ciencias de Francia, y uno de los primeros observadores de la meteorología mexicana.
- José Ignacio Bartolache (1739-1790). Nacido en Guanajuato, fue un médico y matemático destacado por ser autor del Mercurio Volante, el primer periódico médico producido en el continente americano. Publicó también información sobre medicamentos en náhuatl.
- Miguel Constansó (1741-1814). Nacido en España, fue un ingeniero militar y cartógrafo, considerado uno de los mejores exponentes del estilo neoclásico en la Nueva España. Introdujo el aprendizaje de la geometría y realizó trabajos tanto en edificios militares e industriales, como civiles y religiosos en el virreinato.
- José Damián Ortiz de Castro (1750-1793). Nacido en Veracruz, arquitecto que inventó el primer torno para acuñar monedas del mundo, lo que permitió una perfecta acabada platería monetaria, de gran impacto económico.
- Manuel Tolsá (1757-1816). Nacido en España, fue un arquitecto, ingeniero y escultor, reconocido por haber ejercido como director de escultura de la Real Academia de San Carlos y haber sido el responsable de terminar la construcción de la Catedral Metropolitana de la Ciudad de México a principios del siglo XIX.
- José Mariano Mociño (1757-1820). Naturalista, médico y botánico novohispano. Junto con el español Martín Sessé y Lacasta, formó un herbario de cuatro mil especies. Llegó a ocupar puestos científicos prominentes en España, impartiendo allí cursos de zoología.
- Andrés Manuel del Río (1764-1849). Nacido en España, fue el descubridor del elemento vanadio, llamado inicialmente eritronio, a través del análisis de minerales de Zimapán en 1801. Escribió los Elementos de orictognosia, la primera obra escrita sobre mineralogía del continente americano. Fue colaborador de René Just Haüy y Antoine Lavoisier.

### Lingüística
Desde los primeros años del siglo XVI, misioneros franciscanos y jesuitas en la Nueva España emprendieron una labor pionera en la codificación de las lenguas autóctonas. En 1547 se publicó la primera gramática del náhuatl, el Arte de la lengua mexicana por fray Andrés de Olmos, seguida por el innovador Vocabulario en lengua castellana y mexicana (1555, ampliado en 1571) de fray Alonso de Molina, ambos impresos en México como parte de la primera actividad lingüística del Nuevo Mundo. A finales del siglo, el intelectual nahua Antonio del Rincón escribió el Arte mexicana (1595), una gramática de su lengua materna más compleja que incluyó análisis fonológicos como la duración vocálica y la oclusión glotal. Es reconocido como el primer lingüista indígena del continente americano.

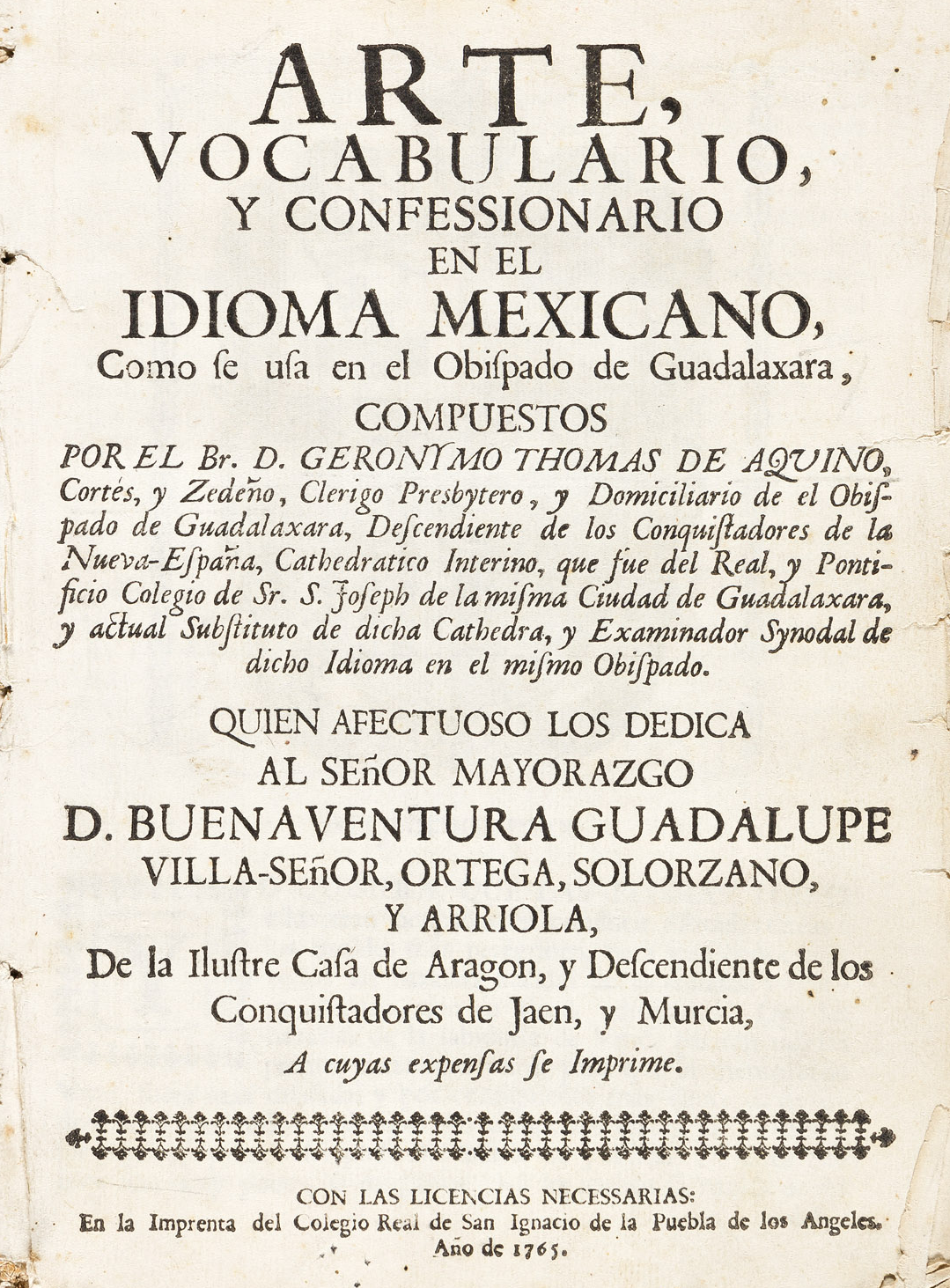
Primera página del Arte, vocabulario y confesionario en el idioma mexicano.

Desde la introducción de la imprenta en 1539, la Nueva España se convirtió en el primer centro de impresión en el continente. El arte tipográfico tuvo un gran desarrollo, girando en torno a los idiomas indígenas, principalmente. Ya en el siglo XVII existían frailes indígenas y mestizos que dominaban la tipografía en lenguas nativas, colaborando activamente en la producción impresa. En el prólogo del Sermonario en lengua mexicana (1606), se menciona a Diego Adriano, natural de Tlatelolco, quien «componía en la imprenta en cualquier lengua... tan bien y tan expeditamente como lo pudiera hacer cualquier maestro por diestro que fuera en este arte».
En el ámbito de la lingüística aplicada, la tipografía jugó un papel crucial al idear soluciones para representar fonemas ausentes en el alfabeto latino. Un ejemplo notable es el de fray Francisco de la Parra, quien hacia 1550 desarrolló una ortografía especializada para las lenguas mayenses. En este sistema creó caracteres únicos como el tresillo (Ꜫ/ꜫ, basado en el número 3) y el cuatrillo (Ꜭ/ꜭ, basado en el número 4), diseñados para representar las consonantes eyectivas /qʼ/ y /kʼ/. Por otro lado, en el caso de lenguas tonales como el otomí, destaca el trabajo de Antonio de Guadalupe Ramírez, quien en su Epítome de 1785 propuso un alfabeto compuesto en tipos redondos, los cuales presentaban notables rasgos caligráficos, especialmente en la modulación de los trazos y los remates.
La producción lingüística en Nueva España comenzó con textos relacionados con la religión. Con el tiempo, estos escritos dieron paso a una tradición más formal de gramáticas, vocabularios y tratados.
- Arte para aprender la lengua mexicana, de Andrés de Olmos (1547).
- Vocabulario en lengua castellana y mexicana, de Alonso de Molina (1555).
- Arte de la lengua de Michuacan, de Maturino Gilberti (1558).
- Arte de la lengua cacchi, de Coban en la Verapaz, de Tomás de Cárdenas (c. 1565).
- Vocabulario en lengua çapoteca, de Juan de Córdova (1578).
- Arte de la lengua china, de Juan Cobo (c. 1593).
- Arte en lengua mixteca, de Antonio de los Reyes (1593).
- Arte mexicana, de Antonio del Rincón (1595).
- Arte breve de la lengua otomí y vocabulario trilingüe, de Alonso Urbano (1604).
- Discursos de la antigüedad de la lengua cántabra bascongada, de Baltasar de Echave (1607).
- Arte y reglas de la lengua tagala, de Francisco de San José Blancas (1610).
- Librong pagaaralan nang manga tagalog nang uicang castilla, de Tomás Pinpin (1610).
- Mexihcatlahtolcopa vocabulario ihuan caxtillantlahtolcopa, de Pedro de Arenas (1611).
- Vocabulario de la lengua tagala, de Pedro de Buenaventura (1613).
- Arte de la lengua yloca, de Francisco López (1627).
- Arte de la lengua mexicana con la declaración de los adverbios della, de Horacio Carochi (1645).
- Arte de la lengua bisaya de la provincia de Leyte, de Domingo Ezguerra (1663).
- Arte de la lengua mandarina, de Francisco Varo (c. 1682).
- Arte de la lengua maya, de Gabriel de San Buenaventura (1684).
- Arte de la lengua chiapaneca, de Juan de Albornoz (c. 1690).
- El arte de la lengua tegüima, vulgarmente llamada ópata, de Natal Lombardo (1702).
- Arte de las tres lenguas ꜫaꜫchiquel, quiché y ꜯutuhil, de Francisco Ximénez (c. 1703).
- Vocabulario de la lengua bisaya, de Mateo Sánchez (1711).
- Arte de la lengua mixe, de Agustín de Quintana (1720).
- Arte de la lengua japona, de Melchor Oyanguren de Santa Inés (1738).
- Manual para administrar los santos sacramentos en lengua coahuilteca, de Bartolomé García (1760).
- Diccionario y arte de la lengua otomí, de Luis de Neve y Molina (1767).
- Noticia de la lengua huasteca, de Carlos de Tapia Zenteno (1767).

### Bellas artes

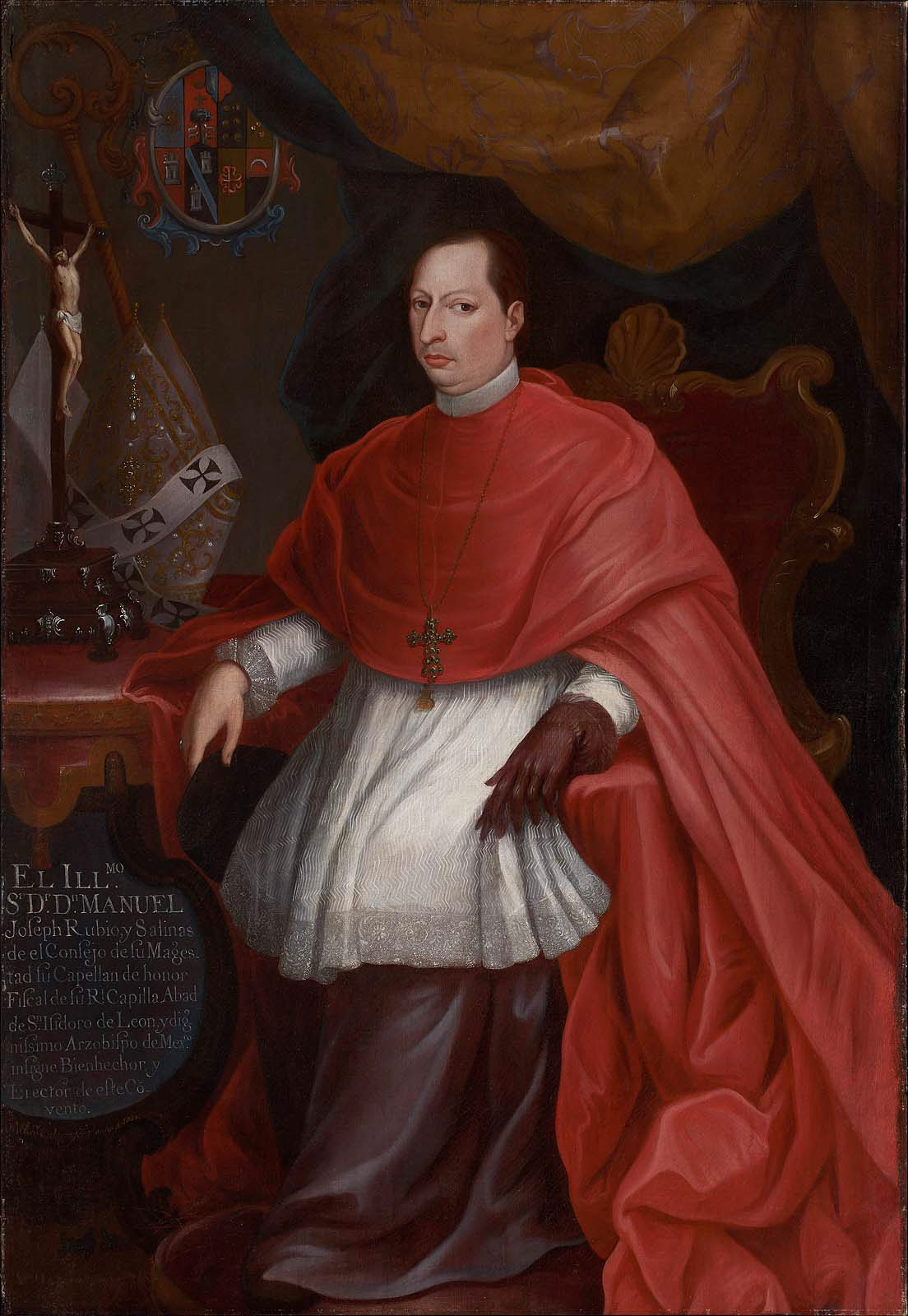
Miguel Cabrera (1695-1768) fue un pintor mexicano, uno de los artistas más prolíficos del arte virreinal del. Nació en Antequera (hoy Oaxaca) y en 1719 se trasladó a Ciudad de México. Se cree que inició su formación artística en el taller de los hermanos Rodríguez Juárez, aunque también es posible que fuera discípulo de José de Ibarra. Aquí se aprecia un retrato realizado por él al arzobispo de México Manuel José Rubio y Salinas (1751).

#### Pintura
La pintura tuvo gran desarrollo en Europa durante la época de la conquista, y para varios de los conquistadores españoles era prioritario representar sus triunfos mediante las bellas artes. Por un tiempo se creyó que hacia 1538 llegó el primer pintor español a Nueva España, llamado Rodrigo de Cifuentes, personaje ficticio. Se dice erróneamente que el trabajo de Cifuentes consistió en decorar varios conventos de Tlaxcala y plasmar con su arte la conversión de los principales señores tlaxcaltecas al cristianismo, en una pintura hoy perdida e intitulada El bautizo de los caciques de Tlaxcala, en lo que fue considerado el convento más antiguo de América (Ex Convento de San Francisco en Tlaxcala).
Pintores notables de esa época fueron Francisco de Morales, Francisco de Zumaya, Andrés de Concha, Juan de Arrúe y Marcos Cípac. Pero el más notable del siglo XVI novohispano fue, sin duda, el flamenco Simón Pereyns se asentó en Nueva España desde 1566, y, junto a los pintores antes mencionados, formó un grupo cultural que predominó en la pintura novohispana hasta 1620. La pintura religiosa fue la más recurrida en el siglo XVII, y gran parte de ella se encuentra en el Museo Nacional del Virreinato en Tepotzotlán. Los más notables pintores fueron José de Ibarra, el vasco Baltasar de Echave (cabeza de la familia Echave) y Cristóbal de Villalpando.
Hacia la mitad de tal siglo, surgió Miguel Cabrera, conocido retratista que plasmó en sus cuadros varias escenas de la vida cotidiana en Nueva España, retrató además a Sigüenza y a Sor Juana. Nicolás Rodríguez Juárez, otro pintor de la época, solía retratar a virreyes, arzobispos, obispos, corregidores y potentados. Con el auge de los movimientos de independencia, la pintura adquirió un toque nacionalista que perduró hasta entrado el siglo XX.

#### Escultura
Al igual que ocurrió con la pintura, la escultura desde los inicios de la colonización estuvo al servicio de las necesidades evangelizadoras de la iglesia, ya fuese en la decoración de las fachadas de los edificios religiosos como en la elaboración de retablos e imágenes para el culto. A la traída de esculturas desde la península se añadió la llegada de artistas europeos, fundamentalmente españoles, que crearon talleres e implantaron el sistema de gremios artesanales, a los que con el tiempo se irían incorporando indios y mestizos.
Estos introdujeron las influencias autóctonas prehispánicas que darían lugar al surgimiento de escuelas regionales con personalidad propia. En el siglo XVII en Guatemala surgió una escuela escultórica que ya en el siglo XVIII fue una las más destacadas del continente  junto con la quiteña, esta en el virreinato del Perú. En México junto a la escultura de bulto, alcanzó un gran desarrollo la construcción de retablos que son considerados como unas de las obras más representativas del arte iberoamericano.
Se puede destacar a los escultores Salvador de Ocampo en Ciudad de México, a los Cora, José Antonio Villegas Cora y Zacarías Cora en Puebla y a Quirio Cataño y Mateo de Zúñiga en Guatemala. Poco antes de estallar la guerra de independencia, el valenciano Manuel Tolsá comenzó a dar clases de escultura y a montar un taller de tal arte en la Academia de San Carlos. Se dice que, gracias a la colaboración de sus pupilos, pudo concebir y poner en marcha la conocida estatua ecuestre de Carlos IV, encargada por el virrey Branciforte.

#### Música
Otra de las artes que recibieron el impulso de la Iglesia fue la música. Quienes la practicaban debían componer a menudo varias partituras para su ejecución en misas. Antonio Sarrier, quien estudió música en Italia, introdujo la vanguardia musical en la Nueva España al componer una sonata con fuga. Juan Matías y Antonio de Salazar, oaxaqueños ambos, compusieron un Tratado de Armonía que durante mucho tiempo sirvió para la enseñanza de la música en Nueva España. En 1711 se estrena en Ciudad de México la ópera La Parténope con música de Manuel de Sumaya, maestro de la capilla catedralicia y el más grande compositor barroco mexicano.
La especial importancia de esta ópera es que es la primera compuesta en América del Norte y la primera ópera compuesta en el continente americano por un compositor americano. Esta ópera da inicio a la fecunda y aún poco estudiada historia de la creación operística iberoamericana no interrumpida desde entonces durante trescientos años. Durante el transcurso de los siglos XVI y XVII emergió en la Nueva España música del mismo esplendor y colorido de la música barroca contemporánea de Europa. Las composiciones musicales novohispanas fueron dedicadas al culto religioso de la época, así como también, en algunos casos, a representar los sentimientos humanos más profundos. En pueblos indígenas de Guatemala, por ejemplo, se escribieron tratados de música.
Existe una gran cantidad de trabajos musicales y documentales que describen la actividad musical alrededor de la Iglesia católica durante el periodo virreinal de México. Entre las ciudades con mayor desarrollo musical se encuentran la Ciudad de México, la ciudad de Puebla, Oaxaca, Tepotzotlán y Valladolid (hoy llamada Morelia).
- Pedro de Gante (1480-1572). Fundador de la primera escuela de música en la Nueva España.
- Juan Xuárez (1504-1578). Primer maestro de capilla de la Catedral de México.
- Hernando Franco (1532-85). Maestro de capilla de la Catedral de México.
- Juan Navarro Gaditanus (c. 1550-c. 1610). Fraile franciscano. Catedral de Morelia, Convento de Santa Rosa de María. Valladolid.
- Pedro Bermúdez (1558-c.1605). Maestro de capilla de la Catedral de Puebla durante la primera década del siglo XVII.
- Gaspar Fernández (c. 1571-1629). Maestro de capilla de la Catedral de Guatemala y la Catedral de Puebla.
- Juan Gutiérrez de Padilla (1590-1664). Compositor mexicano más importante del siglo XVII. Maestro de capilla de Puebla desde 1629.
- Francisco López Capillas (1614-1674). Puebla. Segunda mitad del siglo XVII.
- Juan de Lienas (1617-1654). Compositor novohispano de finales del siglo XVI.
- Miguel Mateo de Dallo y Lana (1650-1705). Maestro de capilla de Puebla.
- Antonio de Salazar (c. 1650-1715). Maestro de capilla de la Catedral de México entre 1688 y 1715.
- Manuel de Sumaya (1679-1755). Compositor de la segunda ópera conocida del Nuevo Mundo.
- Ignacio de Jerusalem y Stella (1707-1769). Compositor italiano. Maestro de capilla de la Catedral de México de los años 1749 al 1769.
- Matheo Tollis de la Roca (c. 1714-1781). Sucesor de Ignacio de Jerusalem.
- José Aldana (1758-1810). Compositor más importante de la segunda mitad del siglo XVIII en la Nueva España.
- Manuel Arenzana (c. 1762-1821). Maestro de capilla de Puebla en los principios del siglo XIX. Estilo musical con las nuevas tendencias europeas de la época.

#### Arquitectura

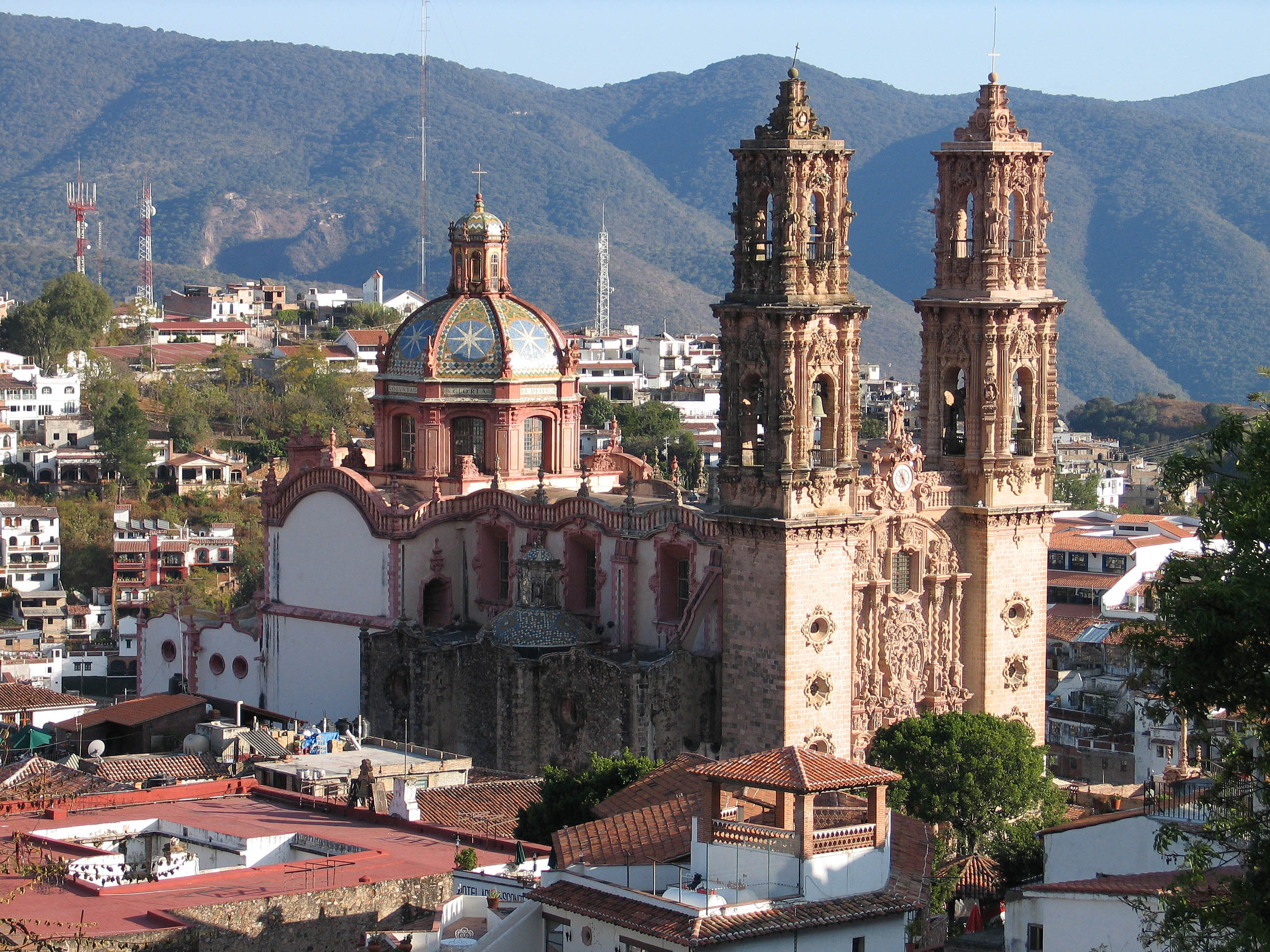
El Templo de Santa Prisca es un monumento virreinal que se localiza en la ciudad de Taxco de Alarcón, en el norte del estado de Guerrero, México. Se trata de un edificio construido en la década de 1750 (más precisamente, entre los años 1751 y 1758), dedicado para el culto católico en esa población cuya principal actividad fue —y sigue siendo— la minería de la plata.

La mayoría de las ciudades españolas del Nuevo Mundo eran construidas sobre planos basados en el diseño de un tablero de ajedrez, donde el punto cumbre era el centro de la ciudad. En él se hallaban las iglesias, la catedral (en caso de que la ciudad fuese cede diocesana), las casas de los fundadores, el ayuntamiento y el palacio del regidor. Los barrios y los mercados solían quedar fuera de la ciudad, las calles seguían trazos cardinales y enmarcaban hacia el centro. El modelo de ciudad fue tomado de Toledo, entonces capital de España y aplicado por vez primera en Ciudad de México, hacia 1524.
La arquitectura monástica siguió estilos predominantes en Europa, como renacentista, gótica, mudéjar y plateresco. Ejemplos de gótico es la catedral de Guadalajara, mientras que del plateresco lo son la casa Montejo (Mérida), y los templos de Cuernavaca, Cholula, Izamal y Acolman. Todas estas construcciones fueron inspiradas en modelos de Andalucía y Castilla, que también tuvieron auge en Quito (Ecuador) y Cuzco (Perú). Para fines del siglo XVI, llegó al virreinato una nueva corriente arquitectónica, el mudéjar, surgida por la fusión de las costumbres moras con las tradiciones cristianas, tuvo su mayor auge en los territorios de la Corona de Aragón. Caracterizado por el uso de ladrillos, azulejos, fuentes y dobles arcos cruzados, una de sus construcciones características en Nueva España fue la Fuente de la Reina, ubicada en Chiapa de Corzo.
Sucesor del renacimiento como arte principal europeo fue el barroco, nacido de la Contrarreforma, como una necesidad eclesiástica para difundir la doctrina católica de un modo más sensitivo y menos racionalista. Predominó hasta principios del siglo XVIII, con un marcado estilo preferencial hacia las formas monumentales, efectos teatrales, movimiento de las formas decorativas en plantas arquitectónicas, además solía decorarse con figuras de plantas y animales. La mayor parte de los templos católicos fueron construidos con este estilo, como la Iglesia de Santa Mónica, en Guadalajara, la Iglesia de Tepoztlán y la Iglesia de Santa Prisca, Taxco. Una de las figuras capitales del barroco de transición entre los siglos XVII y XVIII fue el arquitecto Pedro de Arrieta.
El neoclásico desplazó al barroco violentamente tras la llegada de los Borbón a España (1713), despreciando así las columnas —sustituidas por pilastras—, y el blanco se convirtió en el color predominante, representando la modernidad. El ingeniero catalán Miguel Constansó es considerado uno de los personajes más destacados de este estilo en el virreinato. Por otra parte, Manuel Tolsá, arquitecto valenciano, fue el mayor exponente del rococó novohispano; sus obras más conocidas fueron el Palacio de Minería y la estatua ecuestre de Carlos IV, conocida como El Caballito. José Benito Churriguera, arquitecto madrileño, fue el patriarca de una conocida familia de artistas. Impuso su propia representación del barroco, conocido como churrigueresco. Esta nueva corriente se caracterizaba por abundante y fantasiosa decoración, uso de pilastras y estípites. En Nueva España, fue ejemplificada en las iglesias del Bajío, especialmente Guanajuato.

#### Literatura
En la literatura virreinal novohispana es posible distinguir varios periodos. En el primero, la literatura está vinculada con el momento histórico de la conquista, y en él abundan las cartas y crónicas.
- Relación breve de la conquista de la Nueva España, de Francisco de Aguilar (1479-1571).
- Itinerario de la armada del rey católico a la isla de Yucatán [...], probablemente de Juan Díaz (1480-1549).
- Historia de las Indias, Brevísima relación de la destrucción de las Indias, Apologética historia [...], etc. de fray Bartolomé de las Casas (1484-1566).
- Cartas de relación, de Hernán Cortés (1485-1547).
- Historia verdadera de la conquista de la Nueva España, de Bernal Díaz del Castillo (1496-1584).
- Relación de algunas cosas de las que acaescieron a Hernando Cortés [...], de Andrés de Tapia (¿1497?-1561).
- Historia general de las cosas de Nueva España, de fray Bernardino de Sahagún (1499-1590), cuyo colaborador indígena principal en la obra fue Antonio Valeriano (1520-1605).
- Historia general de las Indias, La Conquista de México, de Francisco López de Gómara (1511-1564).
- Antigüedades de la Nueva España, de Francisco Hernández (1515-1587).
- Relación de las cosas de Yucatán, de fray Diego de Landa (1524-1579).
- Crónica mexicana y Crónica mexicáyotl, de Hernando de Alvarado Tezozómoc (c. 1525-c. 1610).
- Historia de Tlaxcala, de Diego Muñoz Camargo (c. 1530-c. 1600).
- Relación de las costumbres de los indios, de Gaspar Antonio Xiú (1531-1610).
- Relación de las Islas Filipinas, de Pedro Chirino (1557-1635).
- Sucesos de las Islas Filipinas, de Antonio de Morga (1559-1636).
- Historia general de las Indias occidentales y particular de la gobernación de Chiapa y Guatemala, de Antonio de Remesal (1570-1619).
- Historia chichimeca, de Fernando de Alva Ixtlilxóchitl (¿1578?-1648).
- Diferentes historias originales, de Domingo Chimalpayin Cuauhtlehuanitzin (1579-1660).
- Tratado de las supersticiones y costumbres gentílicas, de Hernando Ruiz de Alarcón (¿?-¿? escribió en 1629).
- Chrónica de la muy noble y leal ciudad de Tlaxcala, de Juan Ventura Zapata (¿?-1686).

En el periodo posterior floreció el arte barroco. Muchos de los autores conocidos del virreinato incursionaron con mayor o menor éxito en el terreno de los juegos literarios, con obras como anagramas, emblemas y laberintos. Hubo autores notables en la poesía, la lírica, la narrativa y la dramaturgia, así como filósofos y traductores.
- Francisco Cervantes de Salazar (¿1514?-1575). Nacido en España, fue catedrático de retórica y luego rector en la Universidad de México, autor de una Crónica de la Nueva España y de poemas y diálogos latinos (siguiendo a Vives) de tema mexicano destinados a la enseñanza del latín.
- Gutierre de Cetina (1520-1554). Nacido en España, vivió y murió en México. Su producción poética es anterior a su estancia en México, pero se ha especulado con la existencia de obra teatral novohispana luego perdida.
- Francisco de Terrazas (¿?-¿? se sabe que estaba vivo entre 1525 y 1600). Mexicano, próximo a Cortés, alabado por Cervantes como poeta (en La Galatea). Se conservan fragmentos de su poema Conquista y Mundo Nuevo.
- Diego de Valadés (1533-1582). Fraile mestizo de madre tlaxcalteca, fue un misionero franciscano, historiador y lingüista. Escribió la Rhetorica christiana, obra de teología escrita en latín. Es considerado el primer novohispano en publicar un libro en Europa.
- Fabián de Aquino (¿?-¿? escribió alrededor de 1560). Intelectual nahua, destacado por su producción de literatura religiosa en un contexto de transculturación entre la cultura indígena y el cristianismo europeo.
- Agustín de la Fuente (¿?-¿? se sabe que aún vivía en 1606). Intelectual nahua, reconocido por su gran habilidad como calígrafo, tipógrafo, impresor, editor (en náhuatl, español y latín), copista, latinista y maestro de retórica.
- Antonio Rubio de Rueda (1548-1615). Nacido en España, fue catedrático en la Universidad de México, autor de la Lógica mexicana, obra filosófica que se volvió un libro esencial en muchas universidades, siendo estudiada por René Descartes durante su formación.
- Gaspar Pérez de Villagrá (1555-1620). Nacido en Puebla, participó en la conquista del nuevo México. Autor del poema Historia de la nueva México (1610) y de varios memoriales impresos.
- Bernardo de Balbuena (1562-1627). Nacido en España, graduado en la Universidad de México, autor de Grandeza mexicana.
- Fernando de Córdoba y Bocanegra (1565-1689). Nació en México y murió en Puebla. Se conservan dos estancias místicas, Canción al amor divino y Canción al santísimo nombre de Jesús.
- Juan Ruiz de Alarcón y Mendoza (1581-1639). Escritor novohispano del Siglo de Oro que impulsó distintas variantes de la dramaturgia. Entre sus obras destaca La verdad sospechosa, comedia que constituye una de las obras claves del teatro barroco.
- Miguel de Guevara (c. 1585-c. 1646). Fraile agustino en Michoacán, con don de lenguas indígenas. Un manuscrito suyo de 1638 incluye, entre otros poemas, el soneto No me mueve mi Dios para quererte... por lo que forma parte del grupo de poetas a los que se ha atribuido su autoría, si bien el famoso soneto figura desde 1628 en antologías publicadas en España.
- Antonio de Saavedra Guzmán (¿?-¿? publicó en 1599). Autor del poema El peregrino indiano, alabanza de Cortés.
- Bartolomé de Alva Ixtlilxóchitl (1597-¿?). Traductor de algunas obras teatrales de Lope de Vega y Calderón de la Barca al náhuatl. Su trabajo se caracterizó por ser un ejemplo temprano de transposición cultural, más que ser una simple traducción literal.

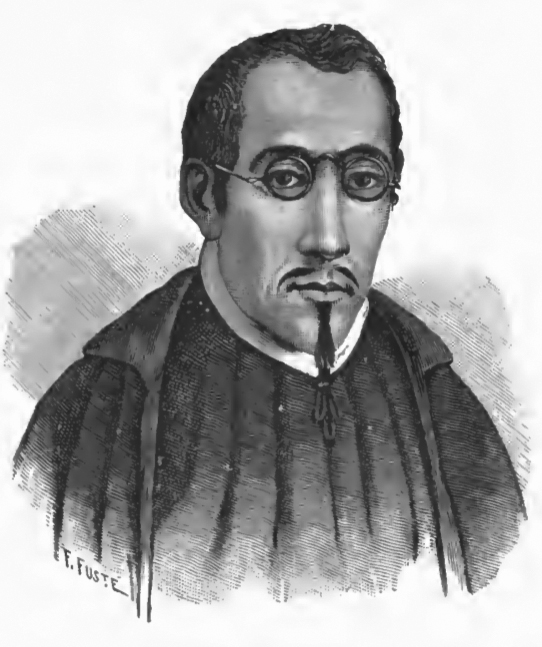
Carlos de Sigüenza y Góngora, emparentado de Luis de Góngora y Argote, contemporáneo de Newton y Leibniz, fue un astrónomo y literato, asesor de varios virreyes e introductor del método experimental en Nueva España.

- Carlos de Sigüenza y Góngora (1645-1700).
- Sor Juana Inés de la Cruz (1651-1695).

En el siglo XVIII surgieron escritores ilustrados y clasicistas:
- Juan de la Concepción (1724-1786).
- Diego José Abad (1727-1779).
- Francisco Javier Alegre (1729-1788).
- Francisco Javier Clavijero (1731-1787).
- Rafael Landívar (1731-1793).
- Juan Benito Díaz de Gamarra (1745-1783).
- José Joaquín Fernández de Lizardi (1776-1827), El pensador mexicano.
- Fray Servando Teresa de Mier (1765-1827).
- Carlos María de Bustamante (1774-1848).
- Juan Pío Pérez (1798-1859).

Carlos de Sigüenza y Góngora
Carlos de Sigüenza y Góngora nació en la capital del virreinato hacia 1645, proveniente de una familia aristocrática oriunda de Navarra. Recibió una educación esmerada por parte de sus padres, emparentados con Luis de Góngora y Argote, máximo exponente del culteranismo barroco. Su enseñanza se centró en la filosofía, matemáticas, ciencias e historiografía. A los 15 años de edad, entró en un seminario jesuita, del que fue expulsado pocos meses más tarde debido a salir de noche, algo prohibido en el estatuto.
Sin embargo, Góngora encontró en el seminario sus primeros ímpetus científicos y literarios. Se graduó de teología y matemáticas en la Real Universidad Pontificia de México, mas nunca ejerció como sacerdote. Hablaba náhuatl y trabajaba con fuentes en dicho idioma, escribiendo obras donde demostró su conocimiento de la cosmovisión nahua. En 1679, para conmemorar el 148.º aniversario de la aparición de la Virgen de Guadalupe, Góngora escribió Primavera indiana, folletín en el que exaltaba la devoción a la patrona de México.
Para 1681, un cometa apareció en el firmamento de Ciudad de México, y Góngora se encargó de describir al objeto, y así convencer a muchos ciudadanos supersticiosos de la naturaleza inofensiva del suceso. En 1690 publicó su obra más importante, Libra astronómica, y dos años más tarde dirigió un programa de población en la bahía de Panzacola. Sus principales obras son Las Glorias de Querétaro (1668) y varios libros de poemas. Murió en 1700 y fue contemporáneo de Newton y Leibniz.
Sor Juana Inés de la Cruz
Sor Juana Inés de la Cruz nació en San Miguel Nepantla en 1651, pero quedó huérfana de padre y madre en 1654, y fue criada por su abuelo. A los tres años y medio de edad comenzó a leer y poco después a escribir; su primera composición fue una loa para el festival de Corpus Christi en 1658. Al año siguiente mostró deseos de ingresar en una escuela para estudiar literatura y artes, pero las reglas de la época impedían que una mujer se preparara y estudiase. El virrey Antonio Sebastián de Toledo Molina y Salazar, le examinó en 1667 junto a varios sabios de la época, y determinó que la joven estaba preparada para ingresar a la universidad más ella decidió recluirse en un convento para escribir el resto de su vida. Se insinúa una presunta relación lésbica de Sor Juana con la virreina, marquesa de Mancera, que supuestamente puede asegurarse a través de sus poemas:

Yo, pues, mi adorada Filis,
que tu deidad reverencio,
que tu desdén idolatro
y que tu rigor venero:
[...]
Ser mujer, ni estar ausente,
no es de amarte impedimento;
pues sabes tú que las almas
distancia ignoran y sexo
Sor Juana Inés de la Cruz.

El resto de su vida, Sor Juana escribió varios libros de poemas, como Décimas y sonetos, pero incursionó también en la lírica, alegoría, soneto, poesía sacra, festiva y popular. Autora de varios villancicos en español y náhuatl, compuso varias obras de teatro en su vida, como Los empeños de una casa, Amor es más laberinto y El divino Narciso. Su loa en prosa más conocida es Neptuno alegórico. El obispo de Puebla, Manuel Fernández de Santa Cruz, bajo el seudónimo Sor Filotea de la Cruz le escribió censurando su comportamiento impropio de la época. La serie de cartas Respuesta a Sor Filotea de la Cruz fue una reseña de la vida de la poetisa, que murió enferma de viruela, el 17 de abril de 1695, a la edad de 43 años. La enfermedad fue contraída al cuidar a enfermos en los rincones paupérrimos de la capital.

### Historia
- Acta de Independencia del Imperio Mexicano
- Historia de México
- Historia de Guatemala
- Historia de Honduras
- Historia de El Salvador
- Inmigración en Nueva España
- Mestizaje en América
- Prohibiciones en México colonial
- Relaciones exteriores de Nueva España
- Tratado de San Lorenzo (1795)
- Virreyes de Nueva España

### Territorios
- Alta California
- Capitanía general de Cuba
- Capitanía general de Guatemala
- Capitanía general de Filipinas
- Capitanía general de Yucatán
- Comandancia general de las Provincias Internas
- Gobernación española de Taiwán
- Capitanía general de Santo Domingo
- Floridas
- Luisiana (Nueva España)
- Territorio de Nutca
- Territorio de Oregón

### Personajes
- Hernán Cortés
- Pedro de Alvarado
- Cristóbal de Olid
- Agustín de Iturbide

### Otros virreinatos
- Virreinato de la Nueva Granada
- Virreinato del Perú
- Virreinato del Río de la Plata

### Música
- Seminario de Música de la Nueva España y el México Independiente (Musicat), en el Instituto de Investigaciones Estéticas de la Universidad Nacional Autónoma de México
- archivo musical de la Catedral Metropolitana de la Ciudad de México
- Lucero Enríquez Rubio

| Predecesor: Conquista de México (s. XVI)    | Historia de México    | Sucesor: Independencia de México (1810-1821) |
| Predecesor: Conquista de Filipinas (s. XVI) | Historia de Filipinas | Sucesor: Revolución filipina (1896-1898)     |